# Algérie française
Pour un article plus général, voir Histoire de l'Algérie.
Pour les différentes significations de l'expression « Algérie française », voir Algérie française (expression).
1830 – 1962
(132 ans)
- 1830
- 1834
- 1840
- 1848
- 1870
- 1900
- 1930
- 1934
- 1956

Entités précédentes :
- Régence d'Alger (jusqu'en 1830)
- État d'Abdelkader (jusqu'en 1847)
- Beylik de Constantine (jusqu'en 1837)
- Royaume des Beni Abbès (jusqu'en 1872)
- Émirat de Touggourt (jusqu'en 1881)

Entités suivantes :
- Gouvernement provisoire de la République algérienne

La période dite de l'Algérie française (au sens historique du terme ; en arabe : الجزائر الفرنسية ; en berbère : ⴷⵣⴰⵢⵔ ⵜⴰⴼⵕⴰⵏⵙⵉⵙⵜ) ou de l'Algérie coloniale va, dans l'histoire de l'Algérie, de la prise d'Alger en 1830 à l'indépendance du pays en 1962. Cette période est parfois aussi désignée, dans son ensemble, comme celle de la colonisation, de la présence ou de l'occupation française de l'Algérie (en arabe : الاحتلال الفرنسي للجزائر). Elle faisait partie de l'Afrique française du Nord, qui comprenait les protectorats du Maroc et de la Tunisie, et plus largement de l'Empire colonial français.
En 1839, les autorités françaises adoptent le nom d’Algérie — dérivé du nom arabe Al-Djazā’ir (الجزائر) — comme appellation officielle en langue française du territoire correspondant. L'entreprise de conquête se termine par l'annexion d'une partie du Sahara en 1902, tandis que la colonisation proprement dite voit la création des départements français d'Algérie (1848-1957) — Oran, Alger et Constantine — et des territoires du Sud (1902-1957).[réf. souhaitée]
Dès le début de la colonisation, la résistance s'organise à travers des mouvements menés par Lalla Fatma N'Soumer, Abdelkader ibn Muhieddine et Ahmed Bey, ainsi que plusieurs révoltes dans différentes régions du pays. Après la Première Guerre mondiale, la constitution d'un mouvement national algérien prend forme et mène par la suite à une guerre en 1954.
À partir de 1952-1953, l'Algérie en déficit pour ses dépenses de fonctionnement est financée par la France. À la suite de la guerre d'Algérie (1954-1962), l'indépendance du pays est proclamée et voit l'exode des pieds-noirs et de certains harkis.

## Terminologie et périodisation
« Algérie » est le nom officiel du territoire pendant la période coloniale. Le terme est issu, peut-être via le catalan, de l'arabe Al-Djaza’ir (الجزائر), qui dans le texte des traités passés par la régence d'Alger nomme aussi bien la ville que le pays qu'elle commande.
En français, le pays est désigné, avant 1830, par le nom de sa capitale Alger sous les formes : République d'Alger, régence d'Alger, royaume d'Alger, État d'Alger, etc., L'usage du nom « Algérie », bien qu'antérieur à son officialisation progressive (1838-39) — des attributions diverses mais incertaines le font remonter à Fontenelle,, —, ne se généralise que par la suite. Juridiquement, le nouvel espace délimité par la conquête, qui était auparavant celui de la Régence, est d'abord dénommé « Établissements français du Nord de l'Afrique » ou « Possessions françaises dans le Nord de l'Afrique ». Une ordonnance de Louis-Philippe en date du 1er décembre 1831, venant après « les premiers temps qui ont suivi l'occupation du pays d'Alger », organise l'administration « en Alger ». L'appellation « Algérie » est proposée par une première instruction du ministère de la Guerre le 14 octobre 1838, pour le huitième anniversaire de la prise de la ville, puis définitivement officialisée le 14 octobre 1839 par une nouvelle instruction, signée du ministre Virgile Schneider.
La notion d'"Algérie française" est souvent perçue comme une expression coloniale, car elle reflète la période où l'Algérie était considérée par les colons et impérialistes comme une extension de la France métropolitaine. Cette dénomination a été utilisée pour légitimer le contrôle français sur le territoire algérien et pour nier l'identité et la souveraineté des populations historiques,,.
L'expression « Algérie française » voit son usage s'amplifier vers la fin de la période coloniale : le rappel du lien avec la France, superflu avant 1954, s'impose après cette date lorsque ce lien est mis en cause. Confrontée au processus de décolonisation, la Quatrième République française utilise la formule pour réaffirmer l'idée d'un territoire indissociable de la métropole. Dans les dernières années de la guerre d'Algérie, elle est le slogan des opposants à l'indépendantisme puis à la politique d'autodétermination et, notamment, de l'OAS. Après 1962, elle devient usuelle pour distinguer la période de celle de l'Algérie indépendante et des autres époques de l'histoire du pays ; dans le même temps, elle est parfois employée pour désigner, au sein de la société coloniale, la « sphère » française, par opposition à l'« Algérie algérienne » ; ou encore pour qualifier, dans la France contemporaine, les milieux et les courants demeurés attachés à la souveraineté française sur l'Algérie.
Dans son sens historique, « Algérie française » est généralement utilisée comme synonyme de l'expression « Algérie coloniale ». Aux yeux de l'historienne Sylvie Thénault, cette dernière présente l'intérêt de désigner explicitement l'état du pays à cette époque ; dans le cadre d'un découpage en plusieurs parties de l'histoire de l'Algérie à la période coloniale, faisant succéder à une phase de prise de possession, de 1830 à 1880, une phase de « soumission du pays et, de ce fait, [d']organisation pérenne de l'Algérie française sous toutes ses formes », de 1881 à 1918, Sylvie Thénault considère que si « la tutelle française sur l'Algérie […] fut officiellement instaurée en 1830, avec la capitulation du dey Hussein, elle resta instable pendant près d'un demi-siècle, les insurrections relayant la résistance armée d'Abd el-Kader, et elle ne fut vraiment organisée que dans les années 1880 et 1890. L'Algérie française n'avait rien d'une évidence et sa construction nécessita des décennies ». Jacques Bouveresse, spécialiste de l'histoire du droit, fait une césure plus tardive : à l'intérieur des « cent trente-deux années de la présence ou de l'occupation française », il situe « l'apogée de la colonisation » de 1898 à 1945, demi-siècle marqué par l'activité des délégations financières. Pour Mourad Betrouni, directeur algérien du Patrimoine, c'est 1870 qui sépare les deux étapes fondamentales de l'occupation française, celles de l'administration militaire et de l'administration civile.

## Histoire

### Le déclin de la régence d'Alger et les convoitises françaises
La régence d'Alger, théoriquement une dépendance de l'Empire ottoman, est en fait au début du XIXe siècle un État jouissant d'une grande autonomie entretenant un lien formel avec le sultan-calife de Constantinople. Elle est dirigée, depuis 1818, par Hussein Dey, dernier dey d'Alger. Son territoire est réparti administrativement entre un dar es-Soltane, « territoire du sultan » (Alger, le Sahel et la Mitidja), et trois beyliks, gouvernés par des beys nommés par le dey : les beyliks du Titteri (chef-lieu : Médéa), d'Oran et de Constantine.
Après une période de gouvernance prospère au XVIIIe siècle, la régence est en déclin au XIXe siècle sous l'influence de plusieurs facteurs. De 1802 à 1821, la politique d'exportation du blé, visant à faire entrer des revenus dans le trésor, provoque une violente dissidence des tribus de l'arrière-pays et une rébellion des populations qui affichent ouvertement leur désir de se débarrasser de la régence (révoltes paysannes de Ben el Harch et des Derkaoua). La disette pousse le reste des populations dans l'action armée qui prend la forme d'une guérilla larvée contre les représentants de la régence. Sur le plan militaire, la flotte d'Alger est dépassée et ne peut plus tenir tête à la marine britannique  ; à partir de 1815, les flottes britannique et française dominent la Méditerranée.
La crise sociale déclenche une crise politique, le dey d'Alger semble contesté par certains beys et les janissaires. Le dey Ali Khodja engage une dernière série de réformes politiques visant à soumettre les janissaires au pouvoir. Leur soulèvement est sévèrement réprimé, et les effectifs de ce corps d'infanterie d'élite sont dès lors au plus bas. Le pays est soumis à un blocus maritime qui commence en juin 1827 et va durer trois ans.
Du côté français, le gouvernement ultra du prince de Polignac espère revivre les conquêtes militaires de Napoléon et consolider l'influence française dans le bassin occidental de la Méditerranée, ainsi que juguler l'opposition intérieure en renouant avec le prestige monarchique dont rêve Charles X.
Selon Pierre Péan, Charles X est également à court de trésorerie et l'immense trésor que constituait la fortune du dey d'Alger pouvait représenter un objectif majeur de cette expédition.
Quant aux pirates, ils avaient fortement réduit leurs activités depuis le XVIIIe siècle. Le dey avait dû renoncer en 1818 à la traite des esclaves chrétiens comme à la piraterie à la suite de l'intervention de la flotte britannique deux ans plus tôt, soit plus de dix ans avant le conflit avec la France. Une des raisons les plus vraisemblables semble être le contentieux financier lié au prêt contracté par la France pour s'approvisionner en blé algérien durant la Révolution française . Cette somme n'ayant jamais été payée à l'État algérien, envenime de façon croissante les relations algéro-françaises. L'expédition apparaît alors comme un moyen pour la France de se débarrasser d'un créancier.

### Conquête et prise de possession de l'Algérie (1830-1880)

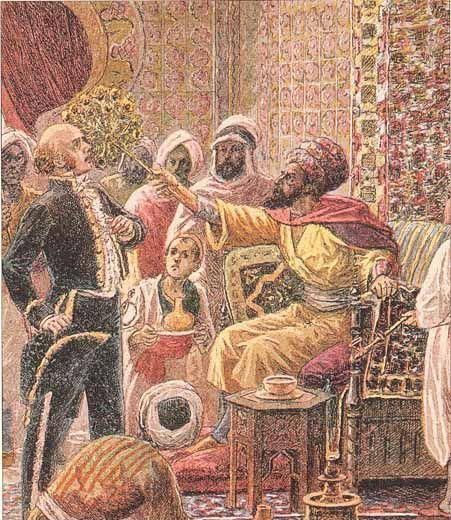
Le coup d'éventail porté par le régent Hussein Dey au consul de France Pierre Deval à Alger le 30 avril 1827 sert de prétexte à la France pour lancer une action punitive contre la régence d'Alger, amenant finalement la conquête et la colonisation du pays.

L'« affaire de l'éventail », liée à un retard de paiement de la part de Paris vis-à-vis d'Alger, est l'incident diplomatique qui permet à la France de déclencher le blocus maritime d'Alger (1827-1830) par la marine royale. Enfin, le bombardement de La Provence (1829), un navire battant pavillon parlementaire, par les batteries d'Alger représente le casus belli qui déclenche la « guerre d'Alger » (juin à juillet 1830).

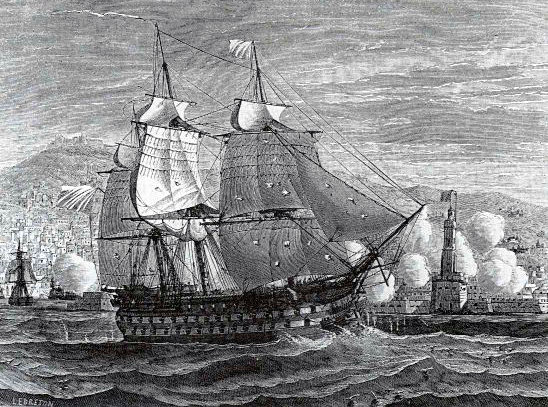
La Provence devant Alger, le 3 août 1829. Le bombardement du navire royal par la marine d’Alger est le casus belli de la prise d'Alger.

À la suite de la prise d'Alger, les Français mettent fin à l'autorité du dey d'Alger. Les Français ne veulent pas que le dey se maintienne dans la ville même après capitulation et lui imposent l'exil. Ils expulsent également les 10 000 Turcs de la place ; ils les reconduisent au port ottoman de Smyrne.

#### L'arrivée des colons européens (1830-1868)

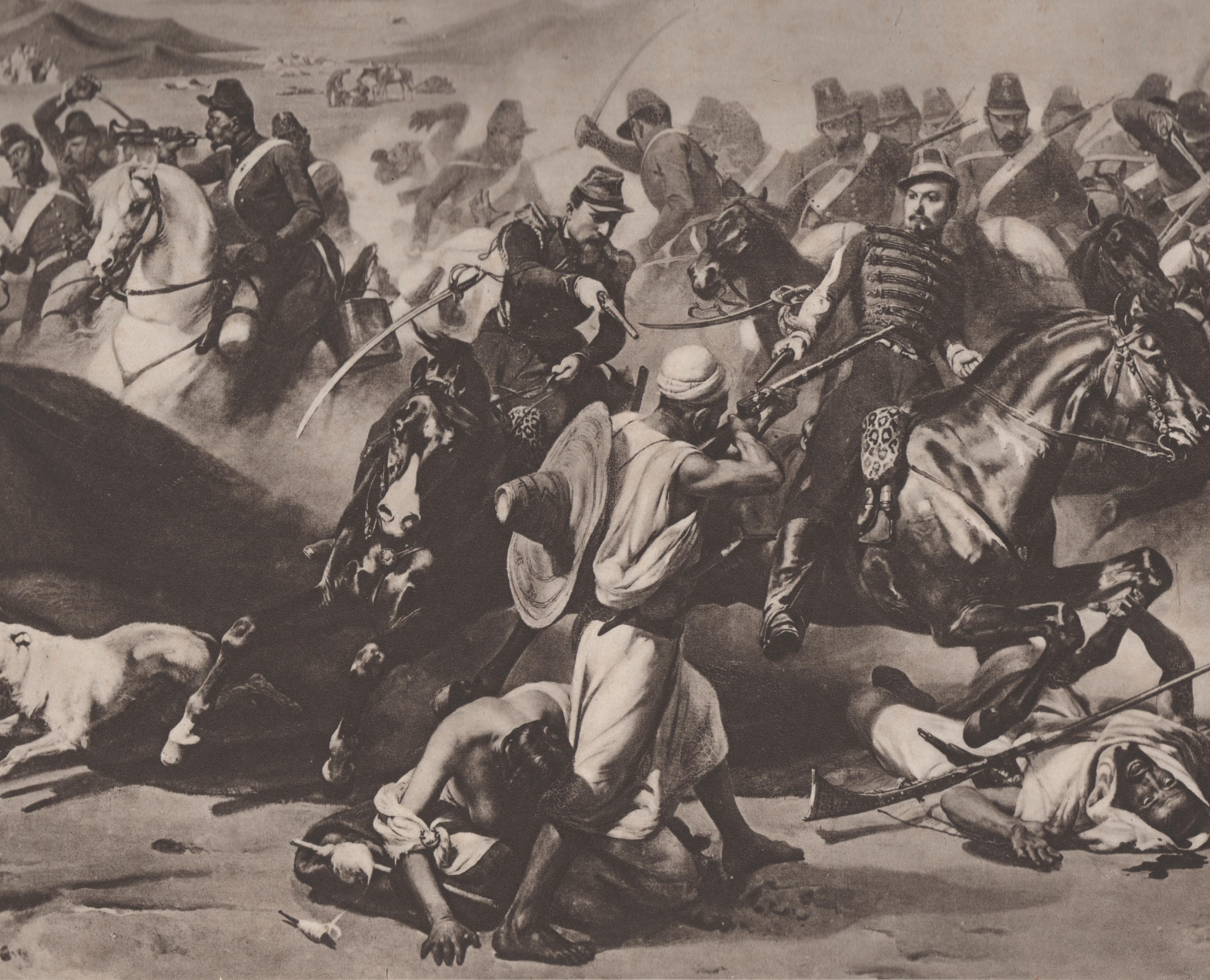
Charge du colonel Louis Morris du 4e régiment de chasseurs d'Afrique contre la smala d'Abd el-Kader, 1843.

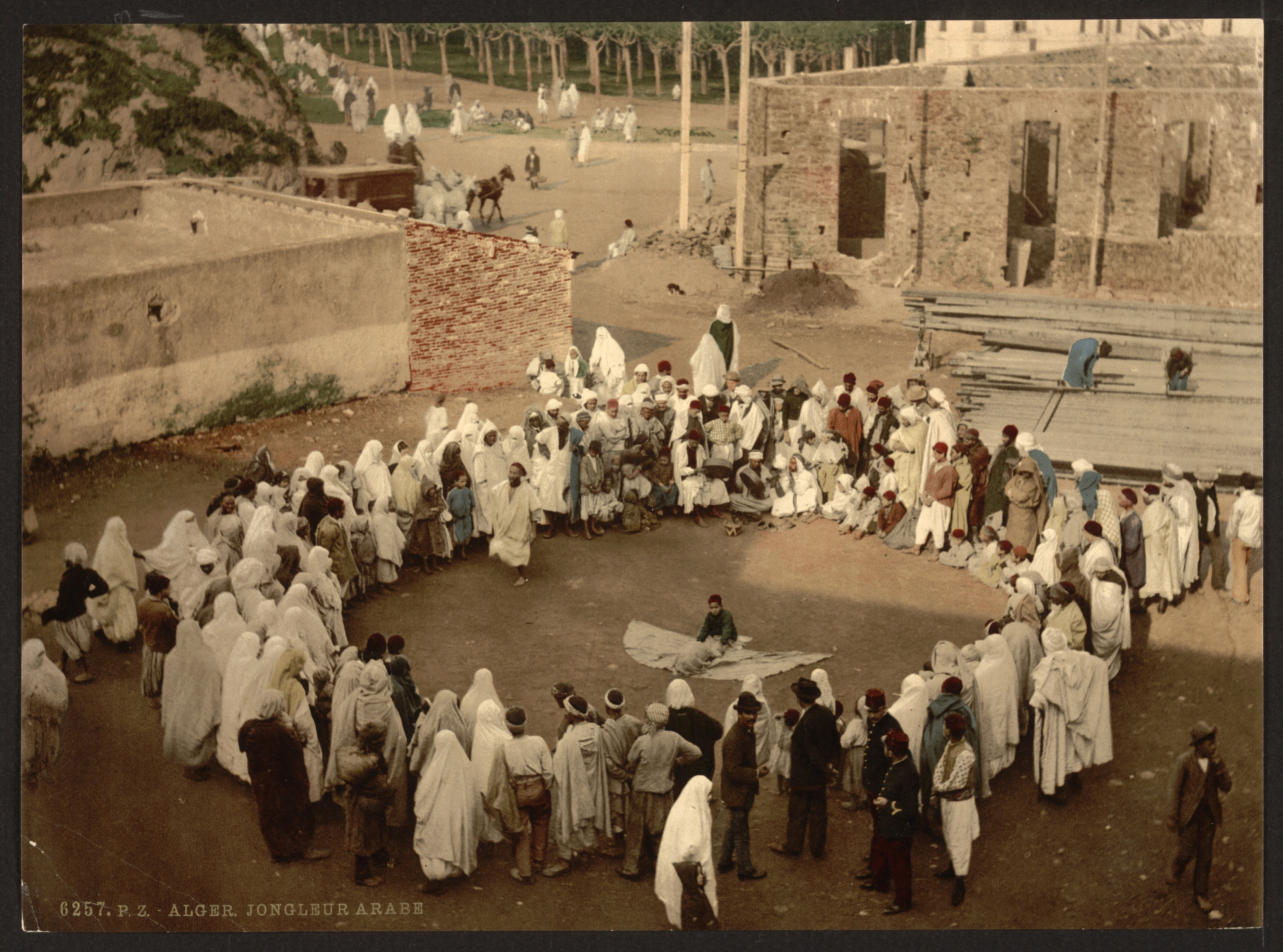
Un jongleur arabe à Alger, deux soldats français en uniforme (en bas) s'approchent de trois colons pieds-noirs en habits bruns et chapeaux mous, circa 1899.

En 1830, la monarchie de Juillet hérite des conquêtes réalisées en Algérie par la Restauration finissante et qui cherchait dans l'aventure coloniale un peu de gloire militaire dans l'espoir de reconquérir quelque popularité. Louis-Philippe aurait probablement renoncé à ce legs encombrant, dont la conservation mobilise des moyens militaires importants à un moment où le nouveau régime est vivement attaqué de l'intérieur. Mais il doit flatter les sentiments patriotiques en France, notamment ceux de l'aile gauche de ses partisans. Au départ, le roi des Français souhaite donc le maintien du statu quo en Algérie, c'est-à-dire une occupation française limitée à quelques enclaves côtières (Alger, Bône, Bougie, Oran, Arzew et Mostaganem) comme l'avaient fait précédemment les Espagnols avec leurs présides.
Le 6 juillet 1830, lendemain même de la prise d'Alger, une commission de gouvernement, présidée par l'intendant général, le baron Pierre-Paul Denniée (Versailles, 1781- Paris, 1848), fut constituée pour établir les besoins et les ressources du pays, les institutions qu'il s'agissait de modifier ou de remplacer.
Les membres de cette commission furent :
- le général Tholosé (1781-1853), commandant la place d'Alger ;
- le consul Alexandre Deval, neveu de celui qui avait jadis été insulté par le dey ;
- le payeur général Férino (1779-1868) ;
- l'officier-interprète colonel d'Aubignosc. Ce dernier, qui avait longtemps résidé dans les pays barbaresques, fut nommé lieutenant-général de police et devint de fait le premier chef de l'administration algérienne.

Une commission municipale composée de Maures et de Juifs fut chargée de renseigner la commission de gouvernement ; elle était présidée par Ahmed Bouderba, un Maure qui vivait à Marseille (et était marié à une marseillaise), homme d'esprit fin et rusé, mais sans moralité aucune et plus tracassier qu'habile.
La phase initiale de peuplement se réalise grâce à des vagues successives et massives d'immigration d'Européens.
Durant les quatre premières années de présence française, on vit arriver un nombre important de colons qui furent divisés en trois classes :
- ceux qui avaient assez de ressources pour construire leur maison, à qui on donna dix hectares ;
- les anciens militaires, qui reçurent six hectares ;
- les colons sans ressource à qui on attribua quatre hectares.

Cependant, l'afflux important de colons fut tel que les autorités militaires ne purent fournir des terres à tous les nouveaux arrivants. Le général Savary, alors commandant militaire de l'Algérie, prit des mesures draconiennes, obligeant les nouveaux venus à avoir de quoi subvenir à leurs besoins pendant un an.

#### La politique d'attentisme (1830-1836)

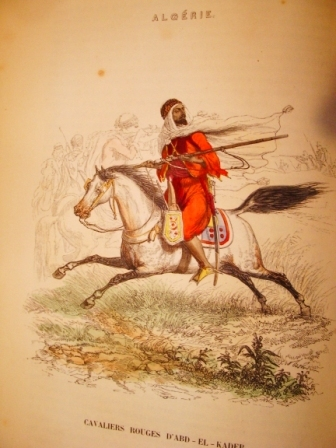
Cavaliers rouges d'Abd el-Kader, par Léon Galibert, circa 1854.

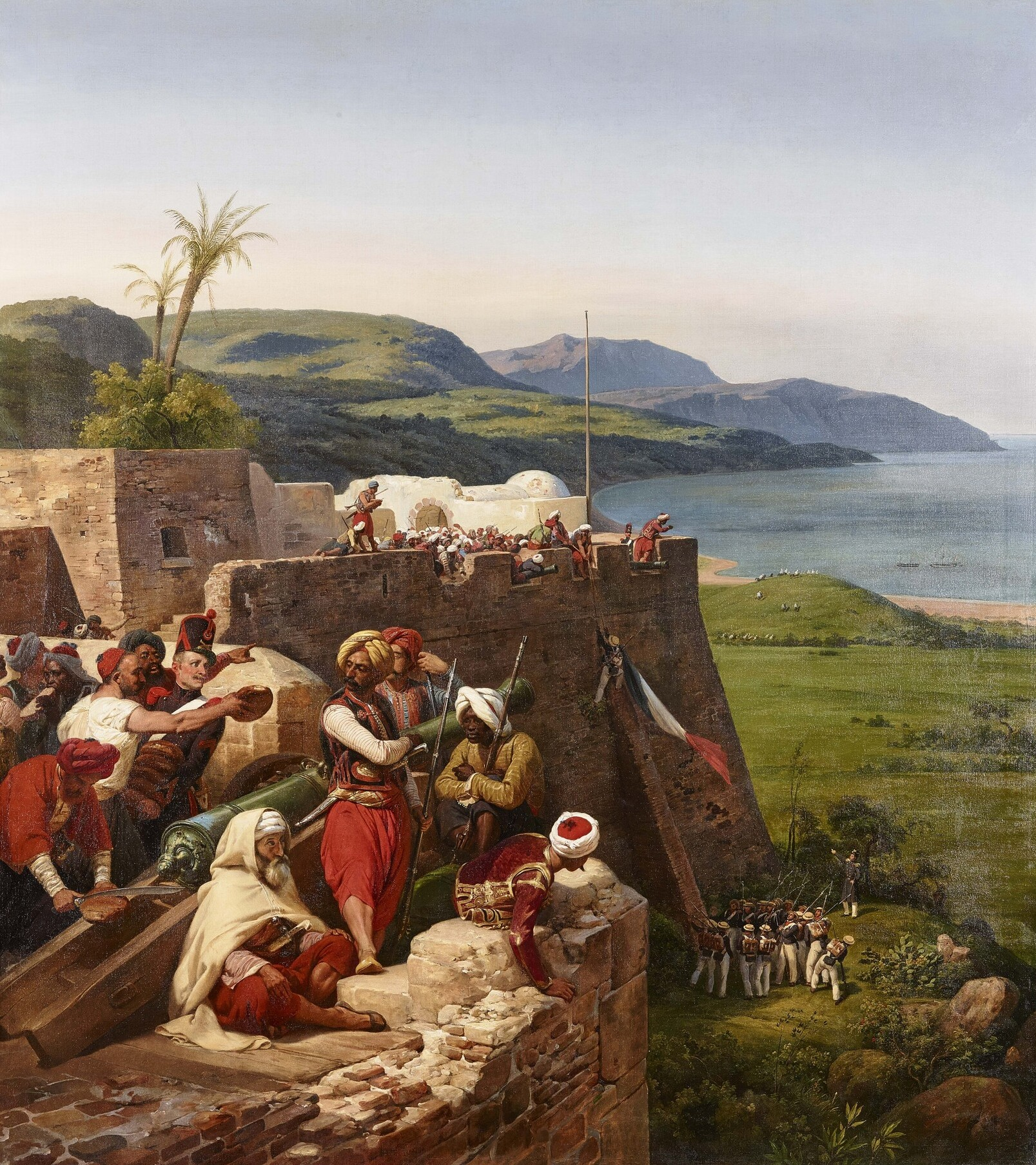
Prise de Bône, 26 mars 1832. 1835

Mais, alors que les autres colonies relèvent du ministère de la Marine, celles-ci sont placées sous la supervision du ministère de la Guerre, dirigé à partir de novembre 1830 par le maréchal Soult. Ce dernier va s'intéresser de près à ces possessions françaises. Il organise sur place des unités militaires spécialisées, adaptées au pays — spahis, zouaves, chasseurs d'Afrique, bataillons d'Afrique — et crée les « bureaux arabes », conçus par le général Trézel et dont le rôle sera clarifié plus tard par le capitaine de Lamoricière en 1844.
La haute hiérarchie militaire pousse ainsi à un renforcement de la présence française en Algérie. En juin 1833, le maréchal Clauzel — qui avait été gouverneur de l'Algérie en 1830-1831 — plaide, à la tribune de la Chambre des députés, pour la colonisation de l'Algérie, dont il affirme qu'elle ferait autant pour la prospérité de la France que la conquête de l'Inde a fait pour celle du Royaume-Uni. Interpellé, Soult dément que le gouvernement ait la moindre intention d'entreprendre cette opération, mais il ajoute qu'il en laisserait volontiers la réalisation à des entreprises privées concessionnaires.
L'ordonnance royale du 24 février 1834 organise l'annexion effective de l'Algérie par la France, faisant ainsi des autochtones algériens des sujets français. Avec 7 000 hommes, Clauzel tente ensuite de s'emparer de Constantine, mais il échoue le 24 novembre et rentre à Bône le 1er décembre, en ayant perdu officiellement un millier d'hommes.

#### Relation avec l'émir Abdelkader
Le 22 juillet 1834, une ordonnance du roi confie le commandement général et la haute administration des possessions françaises en Algérie à un gouverneur général placé sous les ordres du ministre de la guerre. Le général Drouet d'Erlon est nommé quelques jours après gouverneur général des possessions françaises du Nord de l'Afrique. Mais la situation des enclaves françaises en Algérie est rendue précaire par les ambitions du bey de Mascara, l'émir Abdelkader qui, fort du traité qu'il a conclu avec le général Desmichels le 26 février 1834, étend en 1835 sa domination dans le Titteri, au centre de l'Algérie, depuis le Maroc jusqu'aux confins du beylicat de Constantine.
En juin 1835, Abdelkader attaque une tribu de l'Oranais qui s'est placée sous la protection de l'armée française. Cette dernière, commandée par le général Trézel, riposte, mais elle est anéantie dans une embuscade au défilé de la Macta le 28 juin 1835. À la suite de ce désastre, Drouet d'Erlon est rappelé et remplacé par le maréchal Clauzel, qui revient en Algérie comme gouverneur général. L'armée du maréchal Clauzel, dans laquelle combat le duc d'Orléans, venge l'affront de la Macta par une opération punitive réussie sur Mascara en décembre 1835, puis sur Tlemcen en janvier 1836. Mais les effectifs sont insuffisants pour occuper ces deux villes, et l'armée doit se replier sur Oran sans faire aucune conquête durable. Le général Bugeaud inflige ensuite de lourdes pertes aux troupes d'Abdelkader à la Sikkak, près de Tlemcen, le 6 juillet 1836.
Le 6 juin 1836, le général Bugeaud est envoyé en Algérie avec la double mission de combattre Abdelkader et de faire la paix avec lui. Il remporte un premier succès à la Sikkak le 6 juillet 1836. La campagne prend fin avec le traité de la Tafna signé conjointement par Bugeaud et l'émir Abdelkader.

#### L'option pour une politique de colonisation limitée (1837)

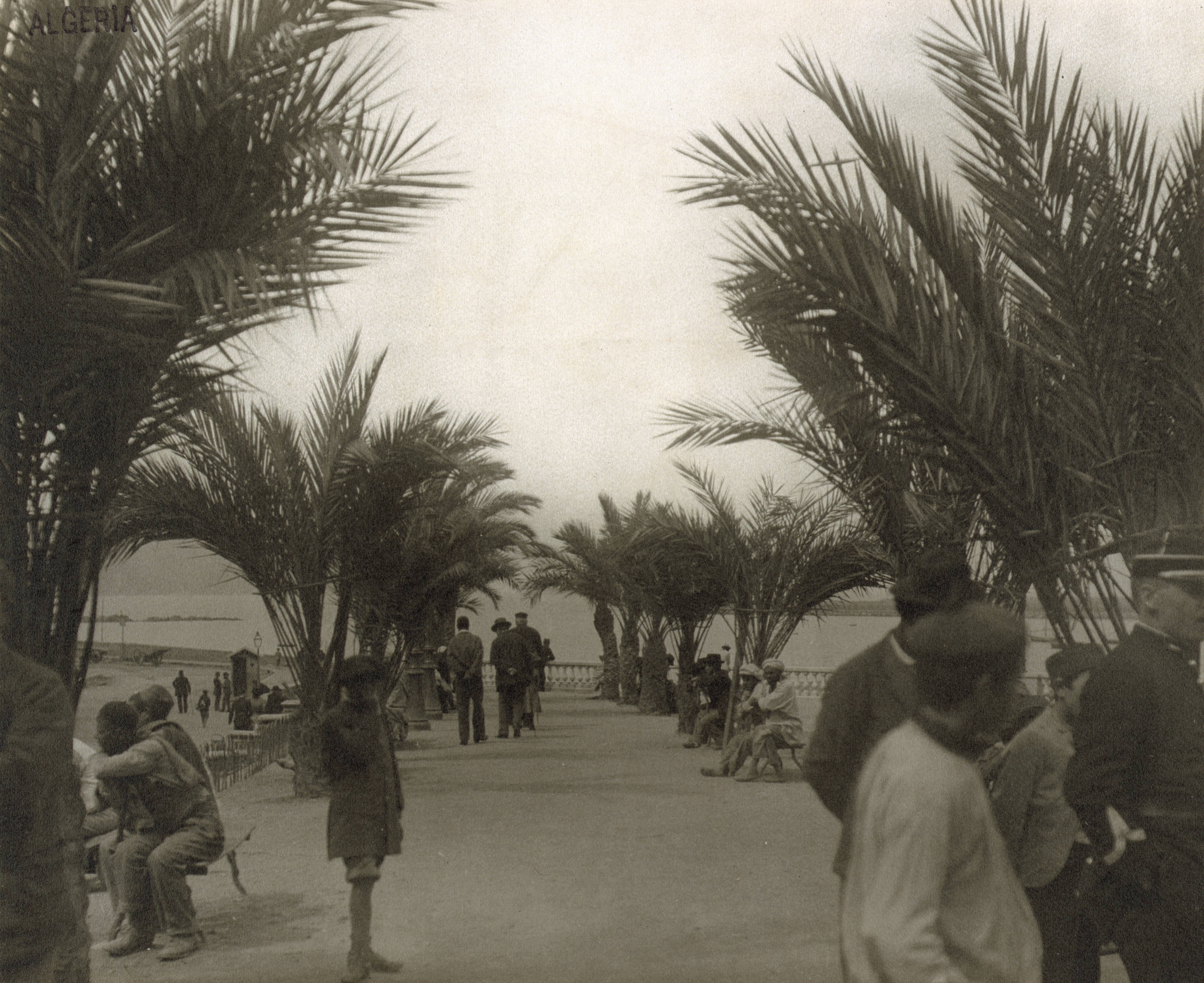
Parc de Skikda (c. 1860-1900).

À la suite de cet échec, Clauzel est rappelé en février 1837 et remplacé par le général Damrémont, à qui le président du Conseil, le comte Molé, donne les instructions suivantes : « Le but que le gouvernement se propose n'est pas la domination absolue de la Régence. Ce que la France a surtout en vue, c'est son établissement maritime […], la sécurité de son commerce […], l'accroissement de son influence dans la Méditerranée. La France a surtout intérêt à être maîtresse du littoral. Le reste doit être abandonné à des chefs indigènes. ».
C'est dans cet esprit que Bugeaud conclut avec Abd el-Kader, le 30 mai 1837, le traité de la Tafna qui ne mentionne la souveraineté française que sur les enclaves côtières, quitte à paraître abandonner tout le reste du territoire à l'émir. Ce traité sembla avoir particulièrement avantagé Abd el-Kader, auquel sont reconnus des avantages territoriaux très supérieurs à ceux qu'il exerçait initialement. Il est possible que Bugeaud se soit laissé corrompre dans cette négociation, et qu'il ait trouvé ainsi les ressources nécessaires à l'agrandissement de ses propriétés en Vendée[réf. nécessaire].

#### Le passage à une politique de conquête généralisée (1837-1840)

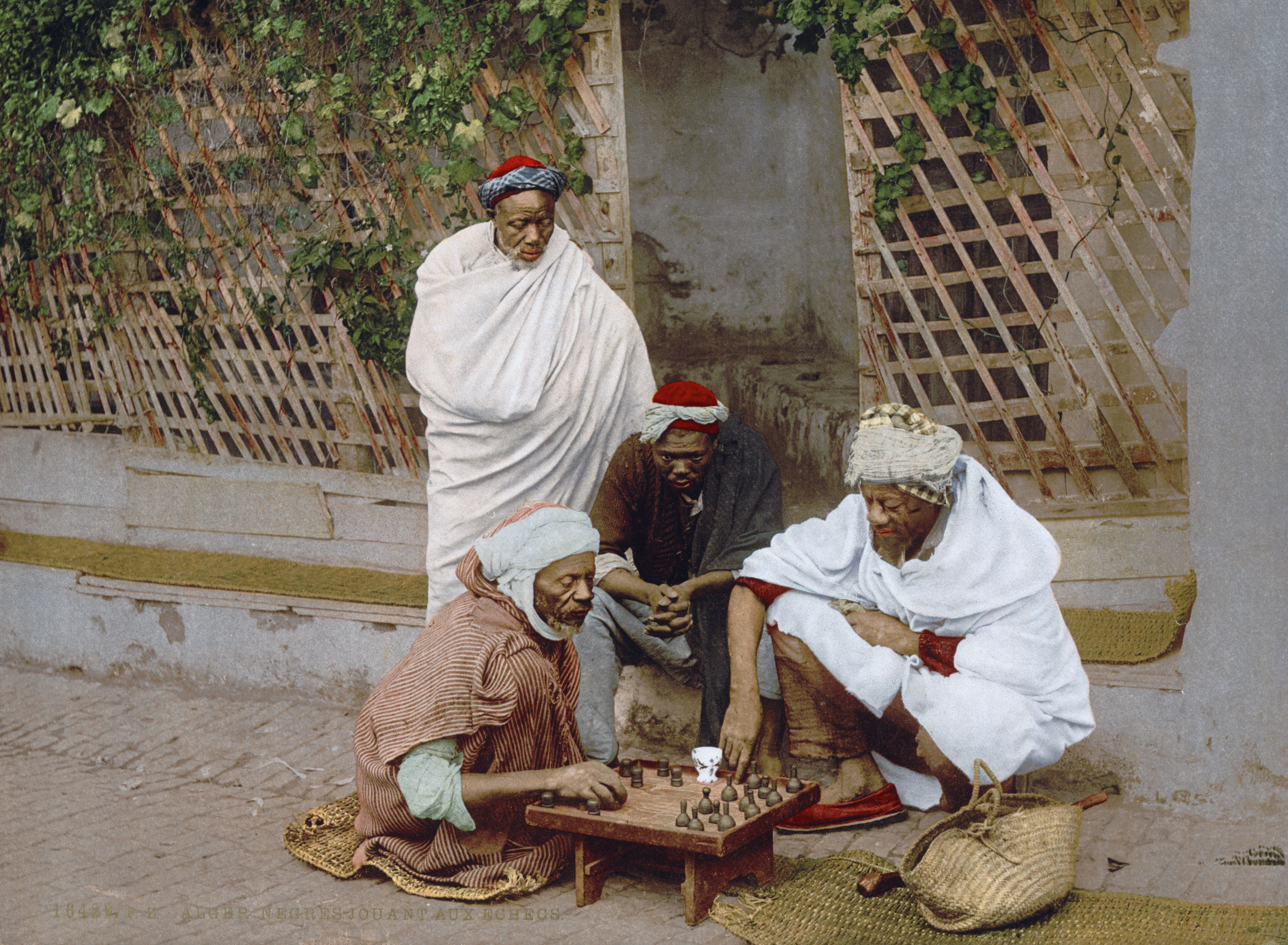
Hommes jouant aux échecs à Alger (c. 1899).

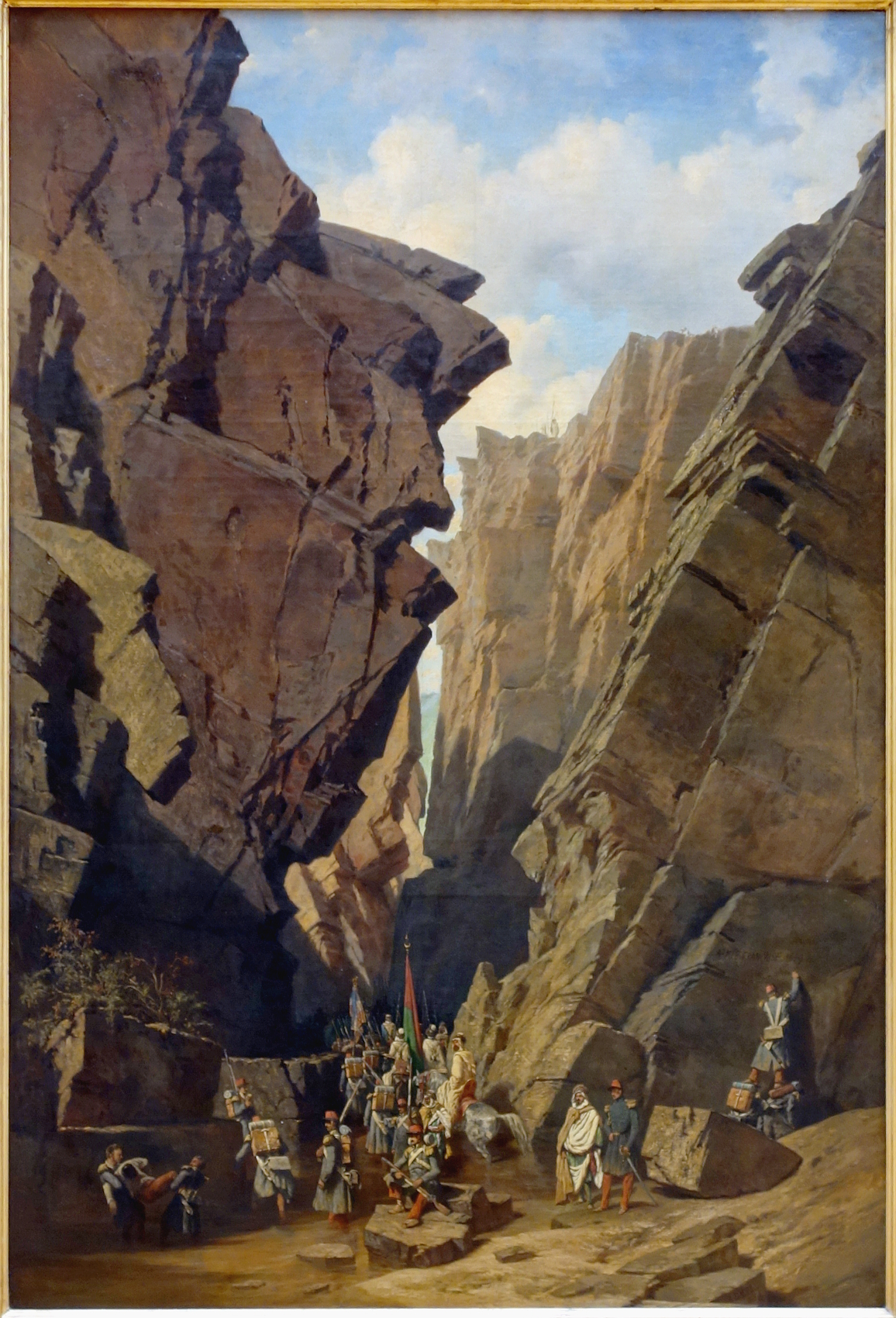
Passage des Portes de Fer.

Abd el-Kader ayant renforcé son armement et étendu les territoires soumis à son influence à la faveur des traités conclus avec la France, il apparaît que tous les ménagements que lui ont manifesté les autorités françaises aient joué contre ces dernières. Aussi une politique générale de conquête des territoires compris entre la mer et le Sahara est-elle mise en œuvre.
À l'été 1837, Louis-Philippe Ier et le chef de son gouvernement, le comte Molé décident une nouvelle expédition sur Constantine. Comme Charles X en 1830 avec l'expédition d'Alger, le roi des Français cherche à obtenir un meilleur résultat aux élections en offrant au pays un peu de gloire militaire et en vengeant l'échec de l'expédition de 1836.
L'armée française part de Bône le 1er octobre. Le 13 octobre, l'assaut victorieux est commencé par le général Damrémont, qui est emporté par un boulet lors du Siège de Constantine, et achevé par son successeur, le général Valée. Ce dernier est élevé à la dignité de maréchal de France le 11 novembre et nommé gouverneur général de l'Algérie le 1er décembre.
À l'automne 1839, le duc d'Orléans, fils aîné du roi, part pour l'Algérie pour réaliser, avec le maréchal Valée, la prise de possession par la France de la partie intérieure du pays. Partie de Constantine le 16 octobre, trois jours après le deuxième anniversaire de la prise de la ville, la troupe gagne Alger le 2 novembre en passant par Sétif et le défilé des Portes de Fer.
Abd el-Kader y voit une violation du traité de la Tafna et déclenche la guerre sainte contre les Français. S'enclenche ainsi une escalade qui aboutira à l'occupation totale de l'Algérie par la France. Dès la fin de 1839, l'émir lance des raids meurtriers sur la Mitidja.
Redevenu chef du gouvernement au début de 1840, Adolphe Thiers, pour se démarquer de ses prédécesseurs et conquérir un peu de gloire pour redorer le blason de la monarchie de Juillet, dénonce la politique consistant à limiter l'occupation française aux enclaves côtières en abandonnant de fait l'intérieur des terres à l'émir. Il se livre à une critique sévère du traité de Tafna. Louis-Philippe épouse cette conception, car il a compris que l'Algérie forme un terrain idéal sur lequel ses fils peuvent cueillir les lauriers militaires qui consolideront le prestige de sa dynastie.
Pour accomplir son dessein, Thiers sollicite le général Bugeaud. Au départ réservé, Bugeaud s'est convaincu de la nécessité d'une colonisation jusqu'aux limites du désert.

#### Seconde campagne de pacification (1841-1847)
Bugeaud est nommé gouverneur général de l'Algérie par le ministre Thiers en 1840. Le jour même de son arrivée à Alger, le 22 février 1841, Bugeaud adresse une proclamation aux habitants de l'Algérie ainsi qu'à l'armée. Aux habitants, il expose qu'il a été l'adversaire de la conquête absolue en raison des moyens humains et financiers qu'elle exige, mais qu'il s'y consacrera désormais tout entier. À l'armée, il dit que son but n'est pas de faire fuir les Arabes, mais de les soumettre.
Bugeaud obtient la permission d'attaquer le Maroc, qui aidait l'émir Abd el-Kader dans sa résistance. Le 14 août 1844, les troupes marocaines sont surprises par Bugeaud sur l'oued d'Isly. S'ensuit la bataille du même nom, non loin de la frontière. Sa victoire met fin à l'aide marocaine, les spahis continuent de pourchasser Abd el-Kader jusqu'au 21 décembre 1847 date de sa reddition. Sa soumission officielle à la France a lieu le 23 décembre 1847.
L'arrêté du Président du Conseil des 9 décembre 1848 et 16 mars 1849 (article 1), crée un département sur le territoire civil de chacune des provinces d'Oran, Alger et Constantine.

#### Campagne du Sahara (1900-1903)
Le décret du 1er avril 1902 crée un corps spécial composé d'indigènes musulmans et nommé compagnie des Oasis sahariennes. Elle est placée sous le commandement du lieutenant Georges Guillo-Lohan, chargée d'ouvrir la route commerciale du massif du Hoggar et des Territoires du Sud, domaine des guerriers nomades touaregs. Guillo-Lohan doit occuper les oasis d'Ain Salah et d'Aoulef et mener une contre-offensive face aux Touaregs qui se livrent à la tactique de la razzia contre les caravanes traversant ces contrées désertiques.

#### Révoltes contre le pouvoir français

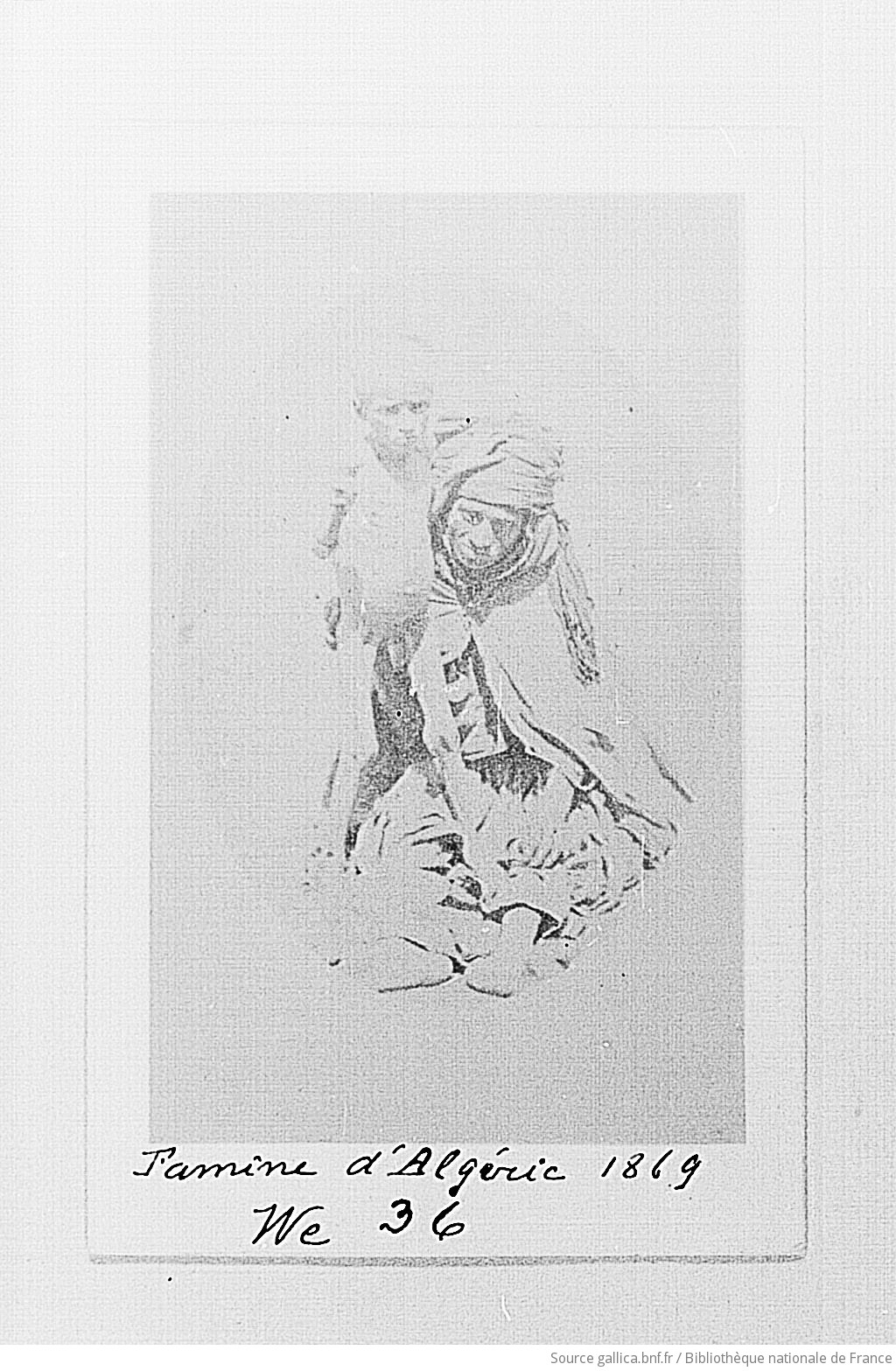
Après plusieurs années de famine, la population des musulmans d'Algérie passe à la fin du Second Empire de 2732851 (1861) à 2125052 personnes (1872).

La bataille de Zaatcha le 26 novembre 1849, marque un coup d'arrêt aux insoumissions. Insurgé à son tour, l'oasis de Laghouat est pris le 4 décembre 1852.
Début 1871 a lieu la révolte des Henanchas. Le 18 janvier 1871, quand le ministre de la guerre donna l'ordre d'envoyer plus de régiments de spahis algériens sur le front prussien, il ne restait plus que les contingents de Souk Ahras et celui de la région de Moudjbeur. Ces derniers refusant de partir, un premier accrochage tua un brigadier français. Trois jours plus tard, l'insurrection débuta où certains prêchaient la guerre sainte et l'indépendance du pays. Plusieurs tribus auressiennes se regroupèrent autour de Ahmed Salah ben Resqui, cheikh des Henenchas, et effectuèrent plusieurs razzias sur Souk Ahras. À l'arrivée des renforts français, une bataille eut lieu à Ain Sennour. Manquant de munitions et d'effectifs, les Algériens ne purent résister. Ils furent jugés, condamnés à mort ou expatriés (déportés). Cette affaire a un retentissement dans tout le pays, où plusieurs révoltes éclatent durant l'année 1871.
La même année, la révolte des Mokrani, survenue le 16 mars, soulève plus de 250 tribus, soit un tiers de la population du pays. Elle est la plus importante insurrection contre le pouvoir colonial français depuis le début de la conquête de l'Algérie en 1830. Elle est menée depuis la Kabylie des Bibans par le cheikh El Mokrani et son frère Boumezrag, ainsi que par le cheikh El Haddad, chef de la confrérie des Rahmaniyya. L’amiral de Gueydon, nommé gouverneur général le 29 mars, en remplacement du commissaire extraordinaire Alexis Lambert, mobilise 100 000 soldats afin de mener une opération de pacification. La révolte est durement matée et de nombreux chefs de tribus sont déportés en Nouvelle-Calédonie.
En 1879, une nouvelle révolte se déclenche dans les Aurès sous la direction du cheikh Mohamed Ben Abderrahmane et de Med Ameziane, révolte qui se présente comme une guerre sainte, mais probablement également révolte contre l'administration des caïds locaux. Les insurgés se soumirent rapidement aux forces dépêchées sur place.

### Violence de la conquête
Les vingt premières années de la conquête furent celles d'une « violence exacerbée » ; à la résistance algérienne répond alors une répression féroce de l'armée française. La répression touche les combattants et leurs familles mais également tout l'environnement social et économique des tribus insoumises. Les historiens distinguent deux types de pertes dans les conquêtes, celles de la conquête à proprement parler et celles dues aux conséquences de la domination sur les indigènes. La brutalité de la conquête est décrite et résulte des méthodes de guerre employées : par exemple Bugeaud va enfumer les Arabes et Berbères rebelles dans les grottes,. Diverses exactions sont décrites : têtes coupées brandies fièrement en signe de victoire, égorgement d'hommes, poursuites lors des razzias et les enfumages ; l'issue la plus probable est la mort plutôt que la captivité pour les hommes, femmes et enfants pris dans le conflit ou sous le « rouleau compresseur de l'armée française ».
Dans une lettre écrite juste après les enfumages, Bugeaud écrit que cette tuerie aurait un « grand retentissement dans le pays ». Ce qui est décrit comme un « meurtre de masse » révèle la philosophie militaire de l'époque ; notamment celle de Jomini (1779-1869) qui prône l'emploi agressif de la force. Ce type de violences employées en Vendée, en Italie, en Espagne et en Haïti, et la participation des généraux Rovigo, Clauzel et Bugeaud à ces campagnes font que ces pratiques de guerre furent importées en Algérie. D'autre part la vision de l'Algérie comme pays « barbaresque » lui prête un contexte de violence, aux yeux du maréchal Soult. Il condamne ainsi les pertes civiles en Europe, alors qu'il les considère comme « la guerre elle-même » en Afrique.
Certains parlementaires appellent à une « guerre d'extermination », les anthropologues discutent de la possibilité d'une extinction de la « population algérienne ». L'État colonial a mené des campagnes violentes, se constituant en force colonisatrice au profit de migrants européens. La confiscation des terres permettait l'établissement de la colonie de peuplement. L'objectif principal était de minoriser démographiquement le peuple autochtone par une politique d'extermination de la population et à des vagues successives et massives d'immigration d'Européens. La réalité de la migration européenne montre à la fois que celle-ci a été une migration organisée et une migration peu désirée mais tolérée notamment pour celle venant d'Espagne, d'Italie ou de Malte. Les Algériens étaient néanmoins vus comme une possible main-d'œuvre pour les colons et l'État. Dès lors une politique d'extermination ou même d'expulsion est tempérée, y compris par les généraux, comme Bugeaud qui considère que les indigènes doivent être intégrés au système colonial ; cependant son rejet de l'extermination ou de l'expulsion des Algériens serait plus lié à une impossibilité pratique et à une impasse politique qu'à des considérations morales.

### «Algérie française» et «Algérie algérienne» (1860-1944)

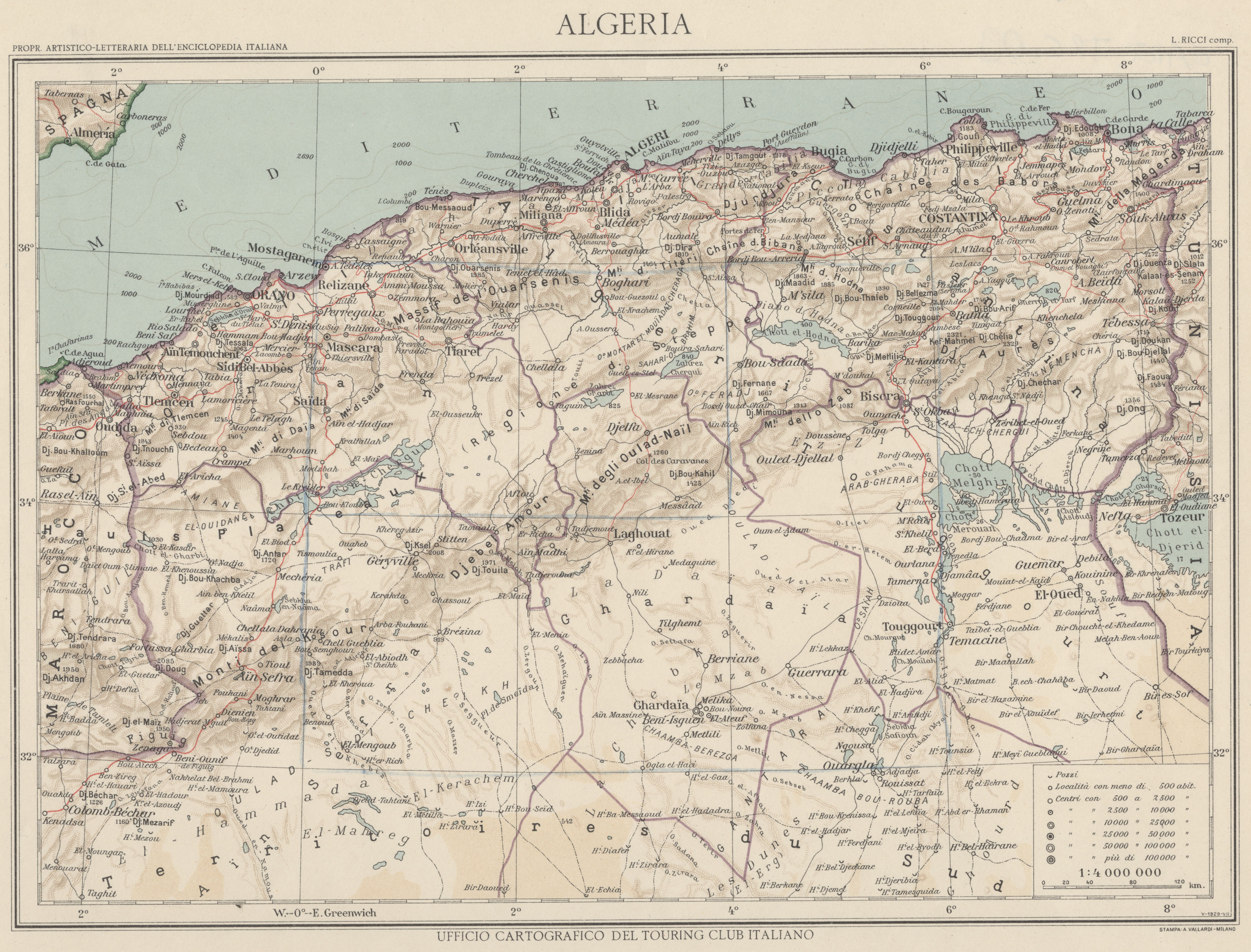
Carte du Nord de l'Algérie française, 1929

À partir des années 1870, la politique de la République française en Algérie est marquée essentiellement par une volonté d'assimilation administrative et législative, au rebours de la politique d'administration indirecte voulue par Napoléon III visant à renforcer le pouvoir politique des musulmans. Le projet de Royaume arabe d'Algérie, porté par Napoléon III entre 1860 et 1870, vise à faire de l'Algérie un royaume associé à la France.
En 1891, après la mise en accusation de l'administration algérienne par le rapporteur du budget de l'Algérie, une commission extraordinaire est créée au Sénat sous la conduite de Jules Ferry. Le rapport qui suit, publié en 1892, condamne notamment la politique d'assimilation menée jusque-là. Il dénonce l'expropriation du sol natal des indigènes, leur exploitation par les communes européennes et suggère de renforcer la représentation politique des musulmans. Les griefs des populations algériennes vis-à-vis de l'administration appliquant une législation forestière restrictive des droits d'usage sont particulièrement visibles dans ce rapport. Les conclusions du rapport font perdre à Jules Ferry l'appui des « républicains opportunistes » d'Algérie, qui dénoncent son « excessive bienveillance pour les indigènes ». Bien que le Sénat ratifie le rapport le 30 mai 1893, presque rien des réformes préconisées en faveur des indigènes ne passe dans les faits.

#### Première Guerre mondiale (1914-1918)

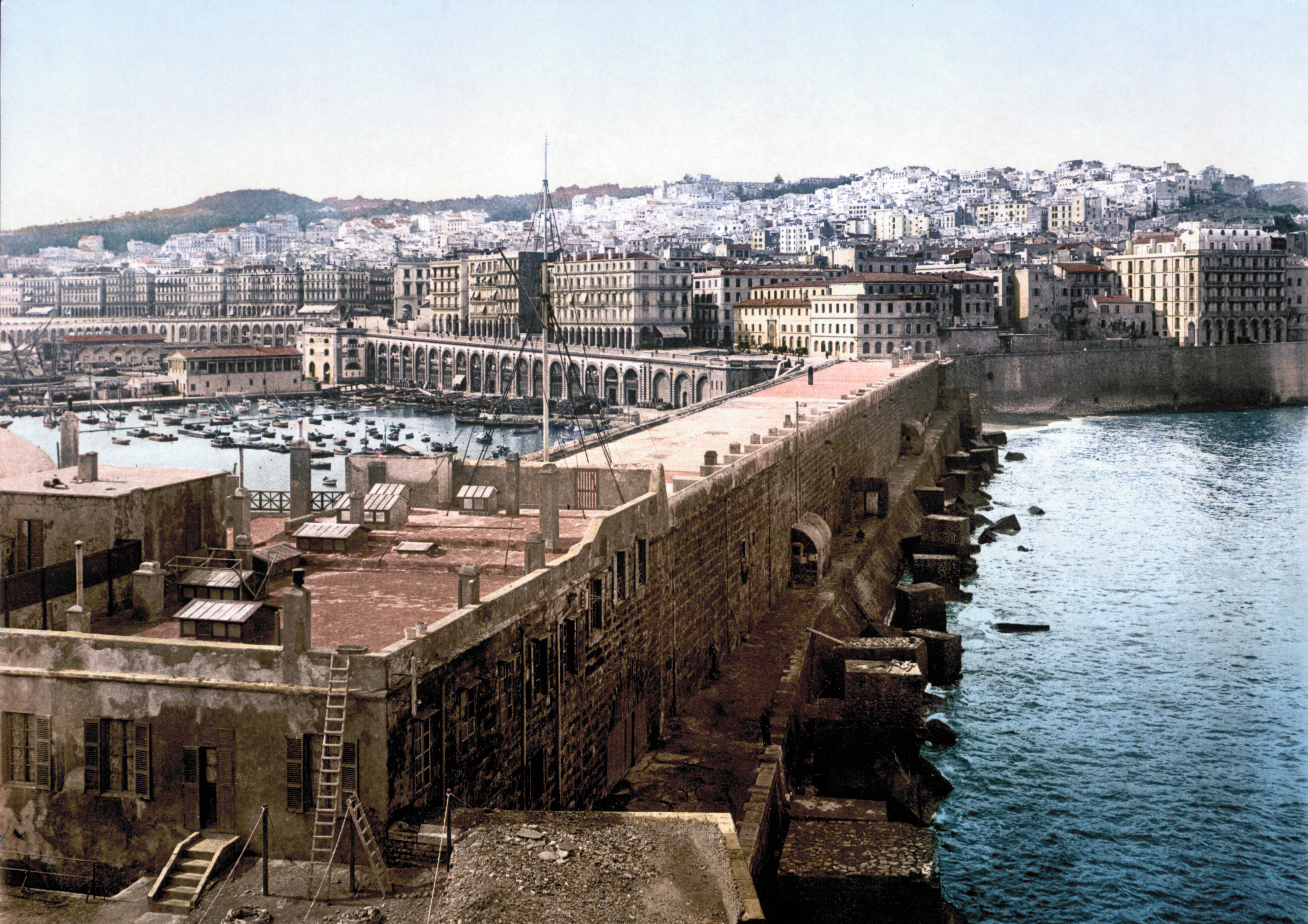
Le port d'Alger vu depuis le phare, circa 1890~1905.

Le 4 août 1914, Bône et Philippeville, deux villes de l'Est algérien, sont bombardées respectivement par le Goeben et le Breslau, deux croiseurs de la Kaiserliche Marine, faisant de nombreux morts.
Au cours de la Première Guerre mondiale, les tirailleurs et spahis algériens ont mené les mêmes combats que les soldats « français ». Les Algériens ont laissé 26 000 des leurs sur les champs de bataille d'Orient et d'Occident de la Première Guerre mondiale. De la nécropole nationale de Notre-Dame-de-Lorette aux champs de bataille de la Hartmannswillerkopf, en passant par l'ossuaire de Douaumont, le sacrifice consenti par les troupes d'Afrique du Nord et plus particulièrement par les Algériens, est encore de nos jours perceptible par les tombes marquées du croissant. Les Algériens ont été de toutes les grandes batailles de l'armée française de la Première Guerre mondiale. Ils se sont distingués notamment dans la Bataille de Verdun, dans la Bataille de la Somme en 1916, ou encore au chemin de Dames en 1917. Les tirailleurs et spahis algériens ont été, pendant ces quatre années de guerre, mêlés à toutes les batailles de l'armée française.
Comme leurs compatriotes musulmans, les Algériens d'origines européenne ou juive séfarade ont participé très activement à l'effort de guerre en Occident comme en Orient (Dardanelles). Entre 1914 et 1918, 155 000 Européens d'Algérie sont mobilisés dans l'armée française. Certains régiments de tirailleurs mélangent les soldats des trois communautés. Un tiers d'entre eux sont affectés dans des régiments de tirailleurs algériens à des fins d'encadrement. Au total, 22 000 Européens d'Algérie sont tués pendant le conflit.
Des monuments aux morts ont été édifiés dans beaucoup de communes d'Algérie, indiquant sans mention de l'origine les soldats tombés pour la France,[source insuffisante].

#### Nationalisme algérien (1919-1931)

Une des premières ébauches du drapeau algérien.

L'émir Khaled (petit-fils de l'émir Abd el-Kader), à partir de 1919, milite pour les changements basés sur l'égalité promise par la France, à la suite de la mobilisation des Algériens pour la Première Guerre mondiale.
En 1926 est fondée l'Étoile nord-africaine par des travailleurs immigrés dont la moitié sont originaires de Kabylie.
Dirigée par Messali Hadj l'organisation se rapprocha un temps du Parti communiste. Elle fonda aussi le journal El Oumma afin de propager les idées et de faire connaître les activités du parti[réf. souhaitée].
Les revendications du parti portaient essentiellement sur l'indépendance totale de l'Algérie, l'évacuation des troupes françaises, l'abrogation du code de l'indigénat, la récupération par les Algériens de leurs biens sous séquestre, le droit des Algériens à l'enseignement avec l'ouverture du champ médiatique et la liberté d'exercice des droits politiques et syndicaux. Très tôt, les autorités françaises exerceront une pression sur cette organisation. Ce parti serait aussi à l'origine des premières ébauches du drapeau algérien.
En 1931, est fondée l'Association des oulémas musulmans algériens par Ben Badis, dont le programme est la restauration de la place de la culture islamique en Algérie, notamment par le moyen de la création d'écoles et de deux instituts à Tlemcen et Constantine.

#### Seconde Guerre mondiale (1939-1940) et administration vichyste (1940-1942)
L'armistice du 22 juin 1940 comporte une série d'obligations qui affectent aussi bien la métropole que les colonies. En Algérie française, la nouvelle de l'armistice désoriente l'opinion, qui accueille le discours du maréchal Pétain avec un certain malaise. Des secteurs de l'opinion lui sont cependant immédiatement favorables : les quotidiens L'Écho d'Oran et La Dépêche algérienne sont parmi les premiers à prôner le ralliement à Pétain.

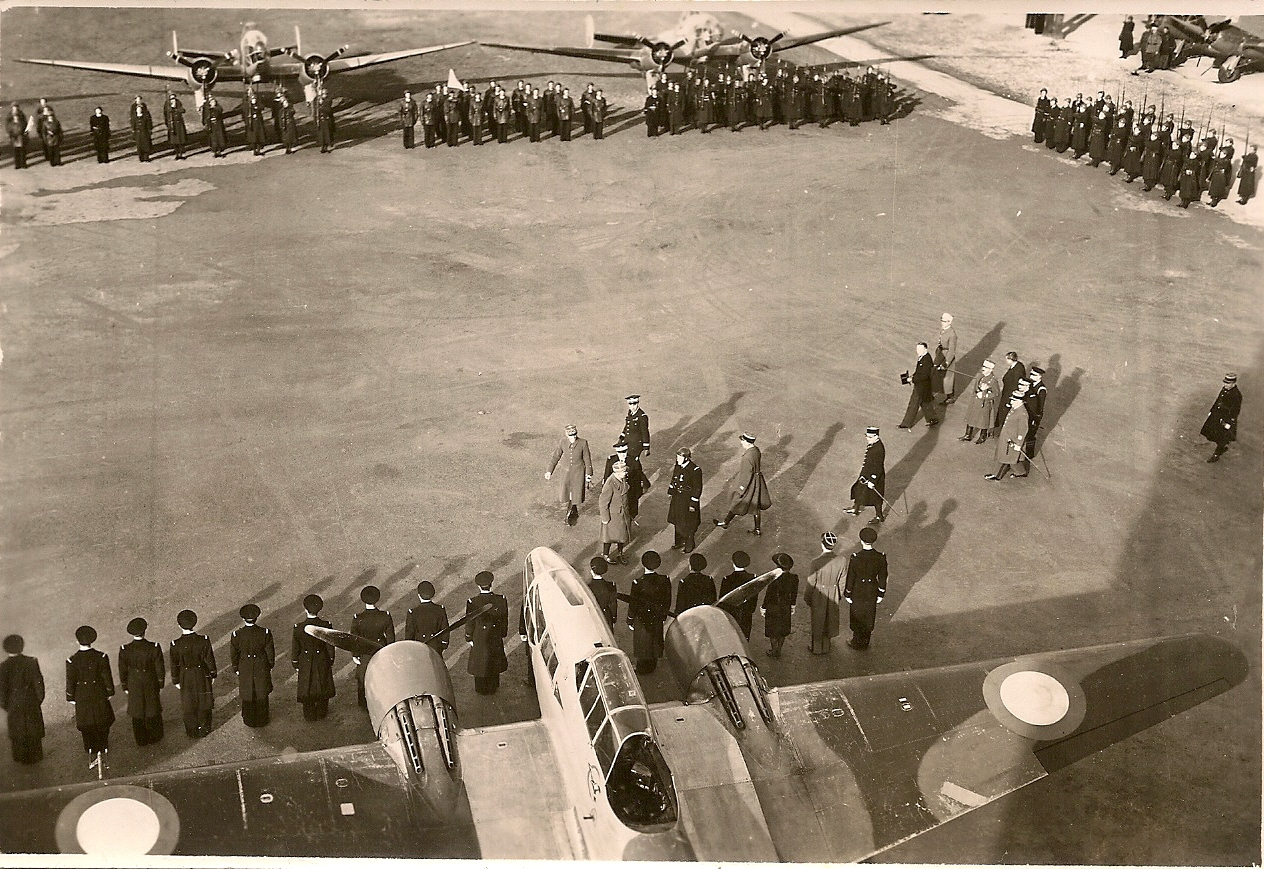
BA144 Ain-Arnat-Sétif Prise d'armes lors de la visite de Weygand en 1940.

Le décret Crémieux est abrogé le 7 octobre 1940 par Marcel Peyrouton, ministre de l'Intérieur de Vichy. Cette abrogation, qui se conjugue avec l'application du statut des juifs, prive la communauté juive d'Algérie de sa nationalité française,. L'économie et la société de l'Algérie sont touchées par l'interdiction de l'émigration des travailleurs vers la métropole , et par la pénurie de nombreuses denrées, à laquelle le gouverneur général tente de parer. La pénurie touche également les produits alimentaires, et, en 1942, entraîne en Algérie de véritables situations de disette, qui touchent en particulier les populations musulmanes, et contribuent à une tension accrue entre communautés. Les populations indigènes donnent des signes de mécontentement : le 25 janvier 1941, 570 soldats se mutinent dans le quartier du Harrach à Alger, un événement que Weygand attribue en partie à l'action du Parti du peuple algérien de Messali Hadj, et à la propagande allemande. L'Allemagne nazie mène en effet des opérations de séduction envers le monde musulman, et diffuse des émissions de radio en langue arabe : au début 1941, Younès Bahri, speaker irakien de Radio-Berlin, promet que l'Allemagne apportera la liberté aux Algériens. Une partie de l'opinion musulmane n'est pas insensible à ces efforts de propagande. Dans une moindre mesure, l'Italie et l'Espagne mènent des actions de propagande revendiquant le Constantinois et l'Oranie.
Si les autorités coloniales ont choisi la collaboration, les indigènes refusèrent le plus souvent de livrer les Juifs et de collaborer. C'est le cas notamment à Laghouat où la population s'oppose à la demande des autorités de livrer les Juifs, dans la Casbah d'Alger, à Constantine et à Tlemcen. Les enfants juifs à qui les écoles républicaines étaient interdites vont fréquenter les écoles « arabes » où la population les accepte et dissimule leur identité aux autorités de Vichy. Les Algériens adopteront donc une position radicalement différente de celles des autorités de Vichy permettant la protection de nombreux Juifs d'Algérie. L'immigration algérienne et les milieux nationalistes algériens seront globalement sur la même position. Ainsi Messali Hadj s'opposera a toute forme de collaboration et aux persécutions des Juifs ; il fera d’ailleurs exclure du PPA en mai 1939 les zélateurs d'une alliance avec les Allemands regroupés dans le CARNA (Comité d'action révolutionnaire nord-africain). Ils seront cependant réintégrés dès 1943, et Mohamed Lamine Debaghine, connu pour ses sympathies à l'égard du régime nazi, reste très influent à la tête du PPA pendant toute la période de la guerre, et sera emprisonné par le régime de Vichy en 1941. La mosquée de Paris, un des haut lieux de l'immigration algérienne en France, sauvera aussi de nombreux Juifs en leur délivrant des faux papiers et en les faisant passer pour des musulmans, les dissimulant ainsi aux autorités nazies.
Créés dès le printemps 1939 pour gérer l'afflux de réfugiés espagnols fuyant la guerre civile dans leur pays, les camps d'internement ont été ensuite élargis aux étrangers « ressortissant des territoires appartenant à l'ennemi ». Les camps d'Algérie accueillent dès juin 1940 communistes, indépendantistes musulmans, et réfugiés « indésirables » venus d'Europe centrale ou d'Espagne. Après l'armistice, les camps sont utilisés pour y transférer depuis la métropole d'autres catégories de populations, comme les communistes et les Juifs étrangers.

#### Opérations alliées en Algérie (1940-1944) et nouvelle administration

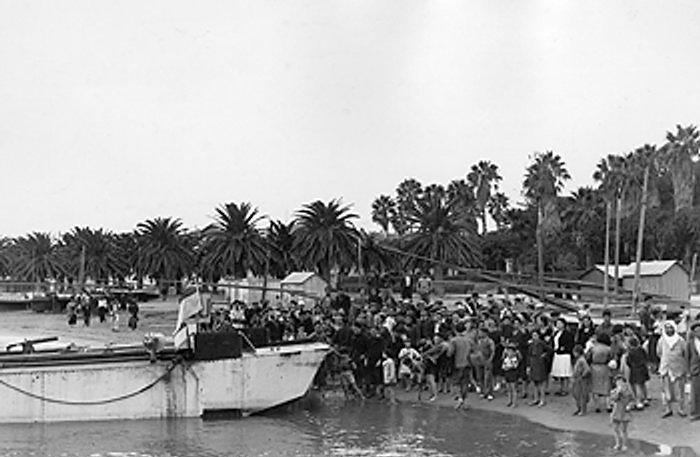
Des habitants d'Arzew vont à la rencontre des Américains durant l'Opération Torch, 1942.

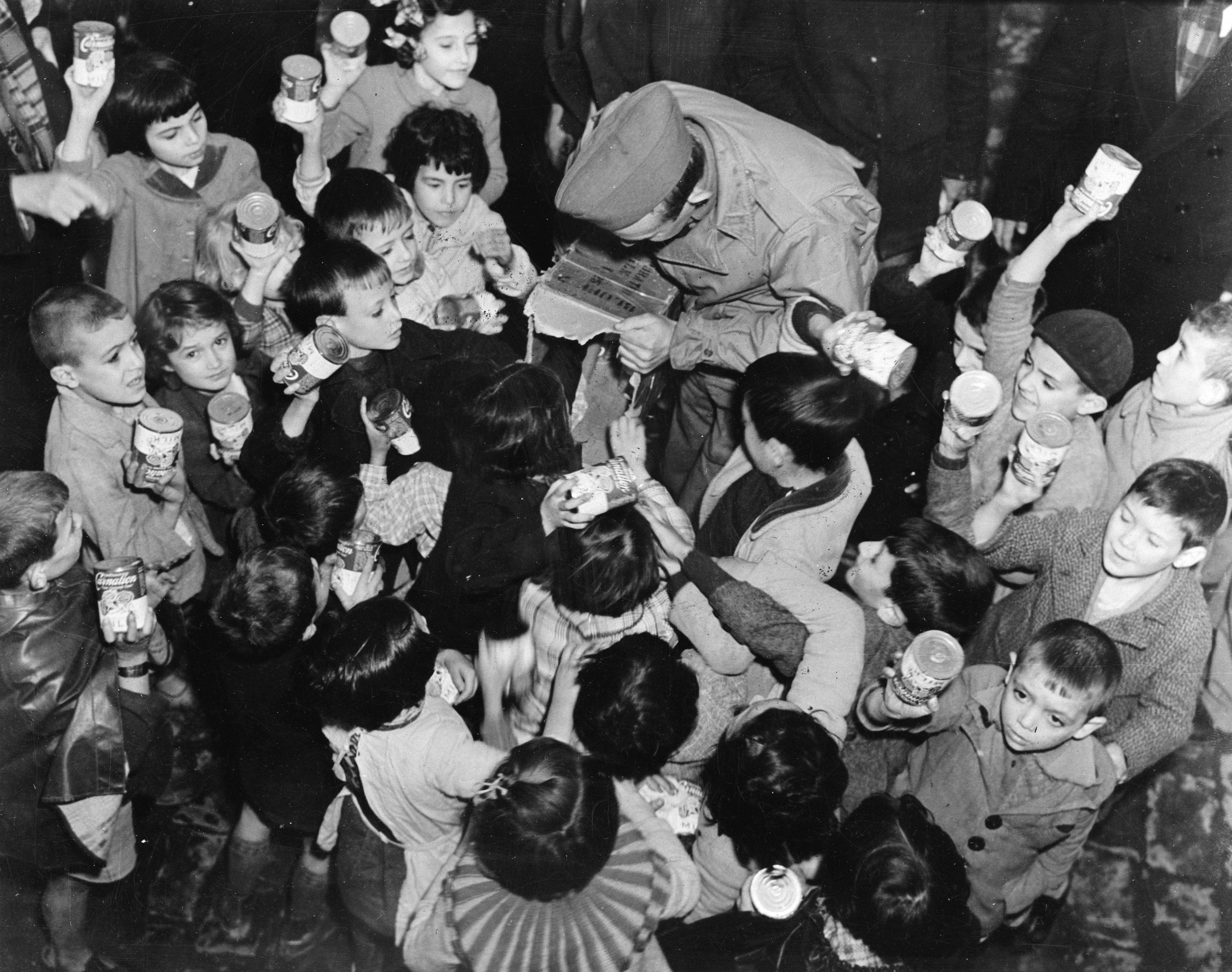
Photographie de propagande, un sergent américain distribue des canettes de lait (rations) à des enfants français à Oran, circa 1942.

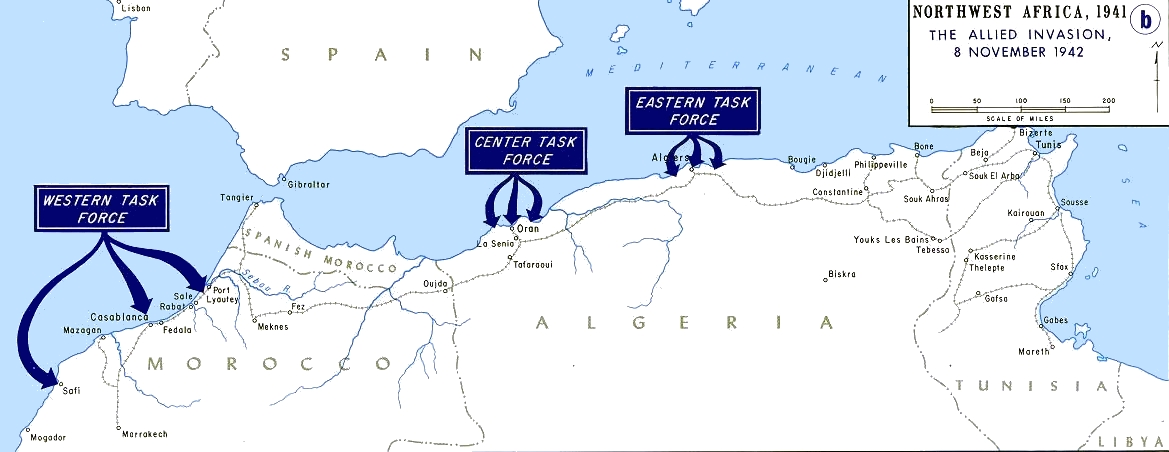
Carte de l'Opération Torch, 1941.

Le 3 juillet 1940, la bataille de Mers el-Kébir, près d'Oran, oppose la flotte britannique à la marine française loyaliste. En 1941, le président américain Roosevelt charge le diplomate Robert Murphy d'une mission de renseignement en Algérie. Elle consiste à entrer en liaison avec des officiers de l'armée vichyste et les recruter pour soutenir un débarquement allié. Le commandement en chef du débarquement allié incombe à l'Américain Eisenhower. Ils établissent également de nombreux contacts, non seulement avec les autorités locales de Vichy, mais aussi avec la Résistance afin de neutraliser les batteries côtières de Sidi-Ferruch et le 19e corps d'armée française d'Alger pendant une quinzaine d'heures. 400 résistants français occupent, dans la nuit du 7 au 8 novembre, les points stratégiques d'Alger, et mettent aux arrêts les plus hauts dirigeants civils et militaires vichystes, tels que le général Juin et l'amiral Darlan. L'opération sera baptisée quelques mois plus tard putsch d'Alger.
Pendant ce temps se déroule l'opération Torch qui dure jusqu'au 10 novembre. Deux corps expéditionnaires alliés débarquent en Algérie, le premier à Oran et Arzew, le second à Alger. Tandis que le débarquement d'Alger est un succès pour les Alliés, la partie qui concerne Oran est mitigée.Il s'agit d'une tentative alliée de débarquer les troupes directement sur le port d'Oran, afin d'épargner les utiles installations portuaires et les bâtiments de la flotte vichyste s'y trouvant. La marine française vichyste riposte et inflige des dégâts importants. Sur 393 hommes engagés, 183 sont tués et 157 blessés aux rangs desquels on compte 113 marins britanniques morts, et 86 blessés, ainsi que cinq marins américains morts et sept blessés. Une tentative similaire est menée à Alger, Opération Terminal. Deux navires britanniques tentent de débarquer six cents hommes directement sur le port ; les forces vichystes ripostent. L'HMS Malcolm compte dix membres d'équipage morts, davantage sont blessés, et le bâtiment endommagé bat en retraite. Au troisième essai, l'HMS Broke débarque ses troupes sur le quai de Fécamp sous le feu des loyalistes. Le navire se retire mais, atteint par les batteries, il finit par couler le 10 novembre.
Une célèbre affiche de propagande vichyste de l'époque représentait un marin français demandant assistance et portait la mention « Souvenez-vous d'Oran ! » en référence à l'attaque survenue à Mers el-Kébir. En parallèle à Reservist est menée l'Opération Villain, première opération aéroportée américaine, destinée à prendre le contrôle des aérodromes de Tafaraoui et La Senia près d'Oran et à les maintenir jusqu'à l'arrivée des troupes débarquées au port d'Oran. Cette opération d'envergure engageant 556 parachutistes américains et 39 avions C-47 à destination d'Oran est un fiasco. Seuls treize avions atteignent l'Algérie dont dix larguent les parachutistes derrière la sebkha d'Oran, où ils sont immédiatement fait prisonniers par les troupes de Vichy.

#### Commandement civil et militaire d'Alger (1942-1943)

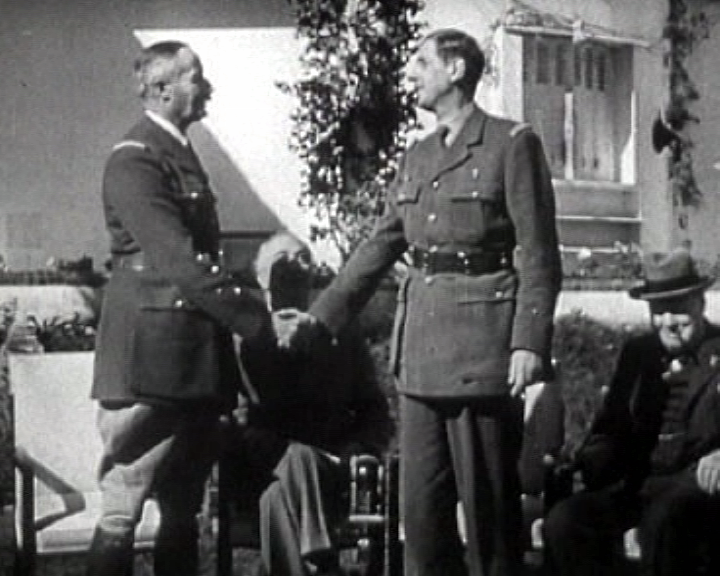
Généraux Henri Giraud et Charles de Gaulle, à la conférence de Casablanca le 14 janvier 1943.

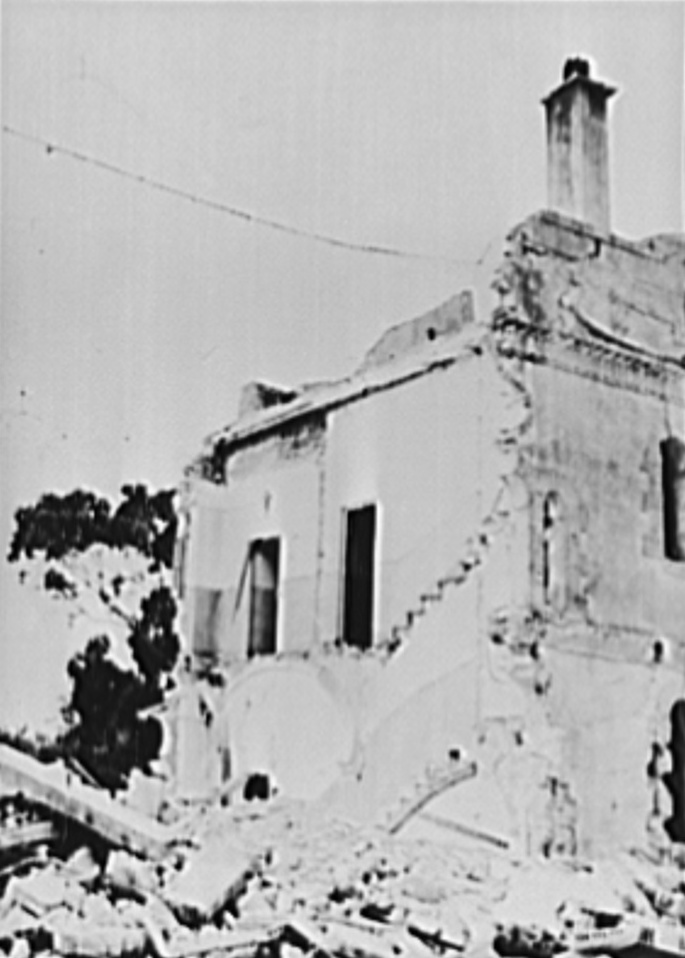
Les nazis bombardent un couvent-orphelinat d'Alger, faisant dix-huit victimes, le 17 avril 1943.

Conséquence de l'opération Torch un gouvernement vichyste de l'Afrique française est constitué le 14 novembre 1942 par l'amiral François Darlan sous le nom de « Haut-Commissariat de France en Afrique ». Il prend le pouvoir « au nom du Maréchal », et mobilise les Français d'Afrique du Nord pour « libérer le Maréchal ». Le général Henri Giraud, évadé d'Allemagne pressenti par les Américains pour prendre le pouvoir militaire d'une France coloniale qu'ils espèrent voir à leurs côtés, n'arrive à Alger que le 9 novembre, et se rallie à Darlan en échange de sa nomination comme commandant de l'armée d'Afrique. Après l'assassinat de ce dernier, il prend la tête du Haut-Commissariat, qui maintient toutes les lois et mesures d'exception de Vichy en vigueur, y compris même l'internement des résistants déportés par Vichy, dans les camps de concentration du sud et l' Abrogation du décret Crémieux. Le 26 décembre 1942 est créé le commandement en chef français civil et militaire. Le nouveau pouvoir d'Alger est soutenu par Roosevelt, malgré son maintien de la législation vichyste.
Le débarquement a eu lieu sans que le général de Gaulle en soit informé par les Alliés anglo-américains. Le général de Gaulle, chef de la France libre basée à Londres, arrive à Alger le 30 mai 1943.
L'opération Torch, de fait, établit un avant-poste des Alliés en Méditerranée en même temps qu'elle fournit une nouvelle capitale à la France libre, Alger, qui succède à Londres. Cette opération donne lieu à des représailles en métropole et en Algérie de la part de Berlin. De 1942 à 1943, la Luftwaffe décollant depuis la colonie italienne voisine de Libye se livre à des bombardements civils notamment sur les villes algériennes de Bône et Djidjelli. Le 17 avril 1943, les bombardiers en piqué allemands prennent pour cible le port d'Alger détruisant au passage un couvent-orphelinat.

#### L'aide américaine au réarmement (1943) et armée d'Afrique (1942-1944)
Les États-Unis procèdent au réarmement de l'armée d'Afrique, placée sous le commandement du général Giraud. La première livraison de chars américains à Alger a lieu dès le 17 avril 1943 et la remise des chaînes de montage par les autorités américaines le 29 avril. Cependant la cérémonie de remise du premier convoi de matériel américain aux forces françaises d'Afrique du Nord se déroule au champ de manœuvres d'Alger, le 8 mai 1943.
De nombreux Algériens furent recrutés au sein de l'armée française de la Libération et engagés sur les fronts italiens et français. En Algérie, la conscription concerna les différentes composantes de la société algérienne (indigènes, européens…). Les effectifs mobilisés en Algérie s'élevèrent de 1943 à 1945 à 304 000 Algériens, dont 134 000 « musulmans » et 170 000 « européens » (le taux de mobilisation pour les Pieds noirs était de 16 %). Le général Juin, natif d'Algérie, commanda le Corps expéditionnaire français en Italie. Les futurs présidents de l'Algérie indépendante, Ahmed Ben Bella et Mohamed Boudiaf, furent engagés volontaires et décorés. Mostefa Ben Boulaïd, un des artisans du déclenchement de la révolution algérienne en 1954, fut récompensé de son courage pendant la campagne d'Italie en 1944 par la médaille militaire et la croix de guerre. Krim Belkacem, futur vice-président du GPRA, fut mobilisé en 1943 dans le 1er régiment des tirailleurs algériens où il devint caporal-chef.

#### Comité français de la Libération nationale (1943-1944)
Le Comité français de la Libération nationale (CFLN) (7 juin 1943 au 2 juin 1944) est l'organe gouvernemental coprésidé par les généraux Henri Giraud et Charles de Gaulle à la suite de la fusion des deux autorités françaises participant à la guerre aux côtés des Alliés, le Commandement en chef français civil et militaire d'Alger (général Giraud) et le Comité national français de Londres (général de Gaulle).

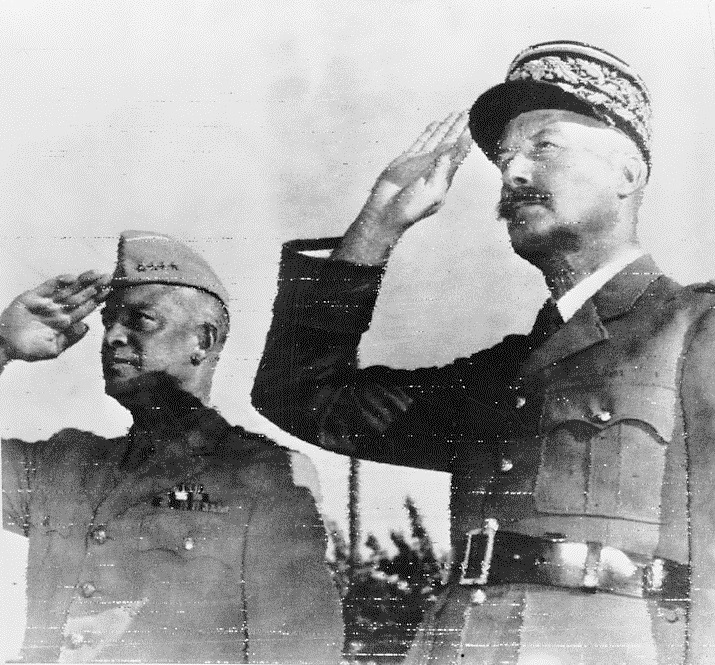
Le général Eisenhower, commandant en chef des armées alliées en Afrique du Nord, et le général Giraud commandant des Forces françaises (et « favori » des Américains), saluant les drapeaux des deux nations au quartier général des Alliés à Alger, 1943.

Le 22 octobre 1943, le décret Crémieux est rétabli, marquant l'abolition du Statut des Juifs. Les israélites d'Algérie redeviennent français.
Le 22 janvier 1944, les autorités militaires américaines créent un poste des Affaires civiles (Civil Affairs) à Alger dans le cadre de l'AMGOT, le « gouvernement militaire allié des territoires occupés ».

#### Conférence de Brazzaville et procès d'Alger (1944)
La conférence de Brazzaville, se tenant en Afrique-Équatoriale française du 30 janvier au 8 février, introduit une nouvelle monnaie en Algérie ou « contre-valeur » par la délibération du 31 janvier 1944. Organisée par le Comité français de la Libération nationale (CFLN), afin de déterminer le rôle et l'avenir de l'Empire colonial français, elle décide de l'abolition du code de l'indigénat et retient la proposition, faite par Félix Éboué, d'une politique d'assimilation en faveur des colonies.
Le procès d'Alger portant notamment sur les responsabilités militaires et civiles des camps d'internement, a lieu au Palais de justice d'Alger en 1944. Parmi les condamnés, Pierre Pucheu qui est exécuté à Alger le 20 mars 1944.

### Mouvement vers l'indépendance (1944-1962)

#### Alger capitale du Gouvernement provisoire de la République française (1944-1946)
Le 2 juin 1944, à Alger, le Comité français de la Libération nationale (CFLN) change de nom et devient le Gouvernement provisoire de la République française (GPRF), organe gouvernemental unissant la Résistance intérieure (métropole) et extérieure (l'Armée Nationale de Libération). Il est créé officiellement le 3 juin 1944, quelques jours avant le débarquement en Normandie.

#### Effort social et politique de l'après-guerre (1945-1946)
Sous la présidence du gouverneur général Yves Chataigneau, un effort social et politique est entrepris en faveur de la population musulmane d'Algérie de 1945 à 1946. Concrètement cela se traduit par une aide humanitaire apportée aux populations militaire et civile. Avec le rapatriement des prisonniers, les Services de santé et le Service social de l'armée organisent la Journée du blessé musulman le 25 février 1945 à Alger. Les bénéfices du grand gala organisé pour cette journée spéciale sont reversés à un nouvel établissement militaire, l'Hôpital musulman d'Alger. Une initiative comparable a lieu en octobre de la même année avec l'ouverture de maisons claires dont la Maison du blessé de guerre musulman.
L'entraide métropolitaine se traduit aussi par un ravitaillement en nourriture et vêtements envers la population musulmane démunie des douars, telle celle peuplant l'oasis Bou-Saâda. De pareilles distributions ont aussi lieu dans les centres urbains via les écoles. Des Missions médico-sociales sont dépêchées dans les centres du sud avec assistantes sociales, médecins et médicaments. Un centre de transfusion sanguine est ouvert à Alger, un hôpital moderne est aménagé à Sétif. Des secours sont également organisés contre les catastrophes naturelles, telles le tremblement de terre dans le sud-ouest Constantinois en février 1946 (500 victimes), ou la crise du blé qui se traduit par l'envoi par bateaux d'une partie des stocks de blé de la métropole pour contrebalancer la destruction des récoltes céréalières d'Algérie.
L'administration tient aussi compte des aspects urbains, religieux et politique avec une reconstruction basée sur un urbanisme neuf visant à réduire le phénomène de taudification, l'édification de la mosquée Beni Ounif dans le sud-Oranais (malgré la loi de 1905), et la création d'assemblées avec la participation des hautes personnalités musulmanes.

#### Massacres de Sétif et Guelma (1945)
En mai 1945, pour fêter la victoire des Alliés, un défilé est organisé. Les nationalistes veulent profiter de l'occasion pour organiser une manifestation en rappelant leurs revendications. Des exactions ont également lieu[Lesquelles ?][réf. nécessaire]. Lors de la manifestation à Setif dans la confusion est abattu un jeune militant, Bouzid Saâl,. Il s'ensuit une fusillade provoquant la colère de la foule musulmane puis des meurtres et viols commis sur des Européens,. L'armée exerce sa répression en divers endroits de l'Est algérien, dit Constantinois. La répression menée par le général Duval sera brutale, l'armée utilisant même des fours à chaux pour faire disparaître les cadavres des victimes de la répression.
Le bilan sera de 102 morts et 110 blessés européens selon la commission Tubert. Le nombre de morts musulmans est de moins de 1 000 victimes selon une enquête demandée par le gouverneur général Yves Chataigneau. Les chercheurs Rachid Messli et Abbas Aroua, du Centre de recherche historique et de documentation sur l’Algérie, déclaraient le 9 avril 2005 que « la plupart des historiens s’entendent sur le fait que 45 000 est un chiffre exagéré. Il serait plus réaliste de penser que le bilan humain se situe entre 8 000 et 10 000 morts ».

#### Guerre d'Algérie (1954-1962)
Le 1er novembre 1954, jour de la Toussaint, le Front de libération nationale (FLN) manifeste pour la première fois son existence en commettant une série d'attentats en plusieurs endroits du territoire algérien. Cette journée, connue sous le nom de Toussaint rouge est rétrospectivement considérée comme le début la guerre d'Algérie (1954-1962).
La guerre oppose le FLN et sa branche armée l'ALN à l'armée française (comptant troupes d'élite, gendarmes, appelés du contingent et supplétifs musulmans, dits harkis). Environ 1 750 000 militaires sont envoyés en Algérie. Près de 180 000 musulmans algériens (réguliers et supplétifs) combattent du côté français pendant la guerre d'Algérie. Les massacres de 1955 dans la région de Philippeville, notamment, marquent un point de non-retour. Après une intensification des hostilités (1957-1958) pendant laquelle se déroulent la bataille d'Alger qui se termine par le démantèlement complet du réseau FLN d'Alger et la bataille des Frontières qui coupe la résistance intérieure des combattants de l'ALN de l'extérieur et cause des pertes importantes, le plan Challe (1959-1961) entraîne en quelques mois, la suppression de la moitié du potentiel militaire des wilayas. Le moral de l'ALN, déjà atteinte par les sanglantes purges internes qui ont décimé la wilaya III puis la wilaya IV en 1958 (opération « Bleuite »), est fortement entamé.
En 1958, la crise de confiance entre l'armée et les dirigeants politiques français suscite le putsch du 13 mai dont la conséquence est le retour au pouvoir de Charles de Gaulle qui, par le référendum du 28 septembre 1958, fonde la Cinquième République. Dans les colonies françaises le référendum vise également à la création de la Communauté française. En Algérie, 96 % des habitants de l’Algérie, européens, juifs et musulmans, (75 % des 4 184 110 électeurs inscrits) disent « oui » à la nouvelle Constitution.
Le délégué général du gouvernement en Algérie, Paul Delouvrier, est chargé par l'Élysée de mettre en œuvre le Plan de Constantine, plan de développement économique et social qui prévoit, entre autres, de « fertiliser le Sahara ».
Dès le 16 septembre 1959, De Gaulle ouvre dans un discours la voie à l'autodétermination. Il annonce que l'ensemble des Algériens auront à se prononcer sur leur avenir. L'une des options est la sécession conduisant de fait à l'indépendance ou bien la francisation conduisant, en raison de l'égalité des droits, à un unique État de Dunkerque à Tamanrasset; enfin un gouvernement autonome en Algérie, en association avec la France qui garderait ses prérogatives sur l'économie, l'enseignement, la défense et les affaires étrangères. La possibilité d'une sécession, ouverte par ce discours du 16 septembre et l'utilisation du suffrage universel, inquiète les partisans de l'Algérie française, ce qui débouche sur la semaine des barricades (janvier 1960) puis, à l'issue du référendum sur l'autodétermination du 8 janvier 1961, la création de l'Organisation armée secrète (OAS) (février 1961), et culmine dans le putsch des généraux du 21 avril 1961.
Le 18 mars 1962, les négociations entre les représentants de la France et du Gouvernement provisoire de la République algérienne (GPRA) débouchent sur les accords d'Évian. Ils se traduisent par un cessez-le-feu immédiat applicable sur tout le territoire algérien dès le lendemain. Ils sont approuvés, lors du référendum du 8 avril 1962, par 91 % des votants de France métropolitaine, les électeurs des départements d'Algérie étant exclus du scrutin.
Ces accords mettent fin officiellement à sept années et cinq mois de guerre, durant laquelle de 250 000 à 400 000 Algériens pro-indépendantistes ou non sont tués. Pour la France, on décompte 28 500 morts du côté des militaires, 30 000 à 90 000 harkis, 4 000 à 6 000 chez les civils européens, et environ 65 000 blessés.
Sur le terrain, les accords d'Évian, loin d'apporter aux populations la paix attendue, inaugurent une période de violence redoublée (fusillade de la rue d'Isly, bataille de Bab El Oued, puis massacre d'Oran). Ces violences précipitent l'exode de la population des Européens d'Algérie — dits Pieds-Noirs — et ont pour conséquence le massacre de plusieurs dizaines de milliers de harkis.

#### Proclamation d'indépendance (5 juillet 1962)
À l'issue du référendum d'autodétermination de l'Algérie, les gouvernements algérien et français proclament l'indépendance de l'Algérie le 3 juillet 1962,.
Le 25 septembre 1962, le Gouvernement provisoire de la République algérienne cède la place à un État nommé République algérienne démocratique et populaire.

### Guerres de mémoires

#### Loi française du 23 février 2005
La Loi française du 23 février 2005, proposée par le ministre délégué aux anciens combattants Hamlaoui Mekachera, a suscité une vive polémique pour sa mention faite au « rôle positif de la colonisation ». Ce passage a été abrogé sous l'impulsion du président Jacques Chirac.

#### Proposition de loi algérienne du 13 janvier (2010)
Le 10 février 2010, le quotidien français Le Figaro reformule une dépêche de l'AFP en ces termes :

« Cent vingt-cinq députés de différents partis politiques algériens, dont le FLN au pouvoir, ont signé une proposition de loi criminalisant le colonialisme français (1830-1962). »

L'instigateur de cette proposition de loi, le député FLN Moussa Abdi, déclare « nous envisageons de créer des tribunaux spéciaux pour juger les responsables de crimes coloniaux ou de les poursuivre devant les tribunaux internationaux ». La particularité de la situation qui accentue son impact diplomatique dans les relations franco-algériennes, le journaliste français Simon Benichou la décrit comme de « nouvelles crispations entre Paris et Alger », tient au fait que les partis politiques au pouvoir, dans les deux pays respectifs, sont les mêmes qui étaient aux affaires lors de la « résolution » de l'« affaire algérienne », au siècle précédent.

#### Proposition de loi française du 29 avril 2010
Le député Thierry Mariani dépose une proposition de loi, reconnaissant les crimes contre l'humanité commis contre les Français de toutes confessions du 19 mars 1962 au 31 décembre 1963 : « La France reconnaît les souffrances subies par les citoyens français d’Algérie victimes de crimes contre l’humanité commis du 19 mars 1962 au 31 décembre 1963 du fait de leur appartenance ethnique, religieuse ou politique ».
Dans une interview accordée alors, il accuse le FLN, et met également en cause l'inaction des autorités françaises, à cette époque : « …rien n’a jamais été fait pour protéger les citoyens français habitant en Algérie à l’époque. Rien n’a jamais été fait pour rétablir la loi et l’ordre. Au contraire, des ordres stricts ont été donnés aux forces de l’ordre et à l’armée française pour ne pas intervenir ».
Cette proposition de loi n'a pas été prise en considération.

### Principales révoltes anti-coloniales de 1830 à 1962
(novembre 2016).

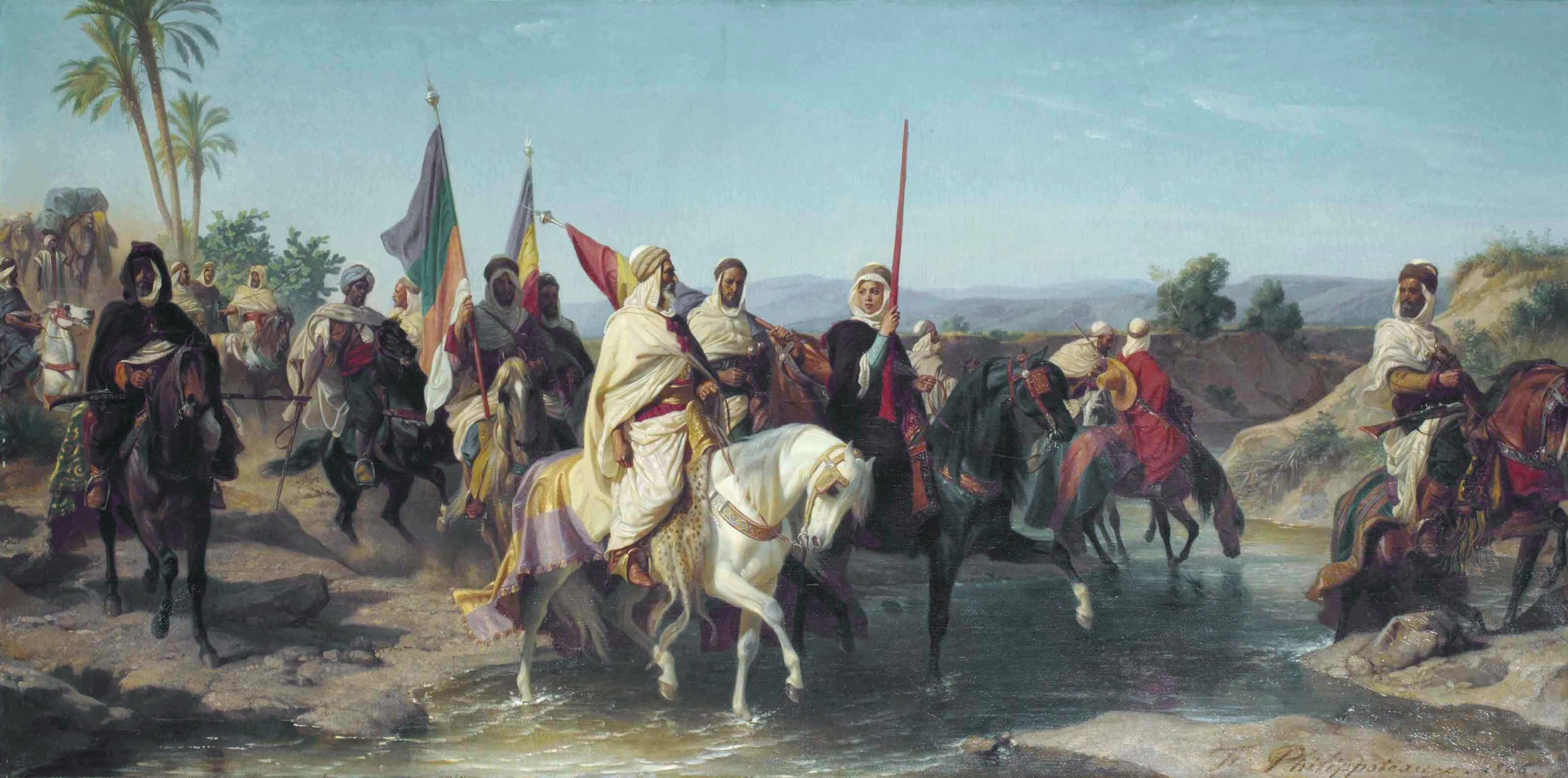
Chérif Boubaghla et Lalla Fatma N'Soumer (Henri Félix Emmanuel Philippoteaux, 1866).

- Hadj Ahmed Bey de Constantine de 1830 à 1848.
- Emir Abd el-Kader de 1832 à 1847.
- Révolte de Benacer Ben Chohra au Centre et Sud-Est en 1846.
- Révolte des Zaatcha menée par Cheikh Bouziane de 1845 à 1850.
- Révolte de Cherif Boubaghla et Lalla Fatma N'Soumer au Djurdura et en Kabylie entre 1851 et 1860.
- Insurrection des Ouled Sidi Cheikh de 1864 à 1884.
- Révolte de Cheikh Bouamama de 1881 à 1908.
- Révolte de Hadj Mohamed El Mokrani Boumezrag en 1871-1872.
- Révolte des Touaregs du Hoggar avec Cheikh Amoud Ben Mokhtar de 1877 à 1912.
- Insurrection de l’Aurès en 1916.
- Manifestations du 8 mai 1945 (Sétif, Guelma et Kherrata).
- Guerre d'Algérie de 1954 à 1962.

## Économie

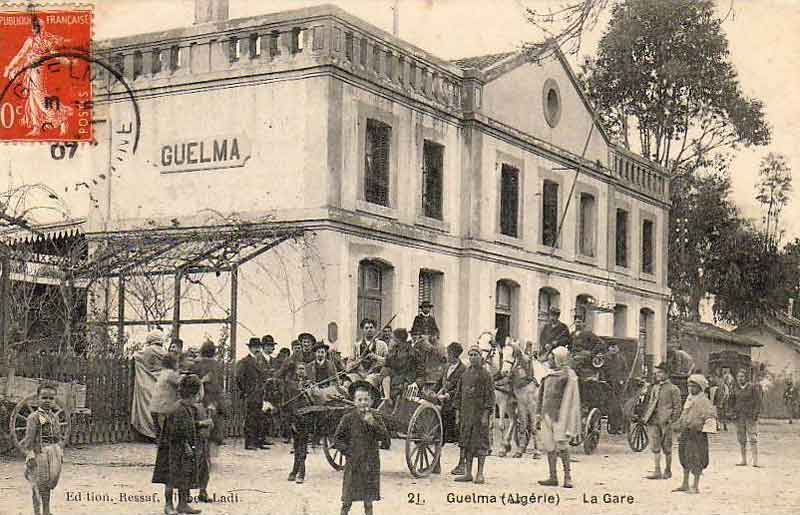
Gare de Guelma au XIXe siècle.

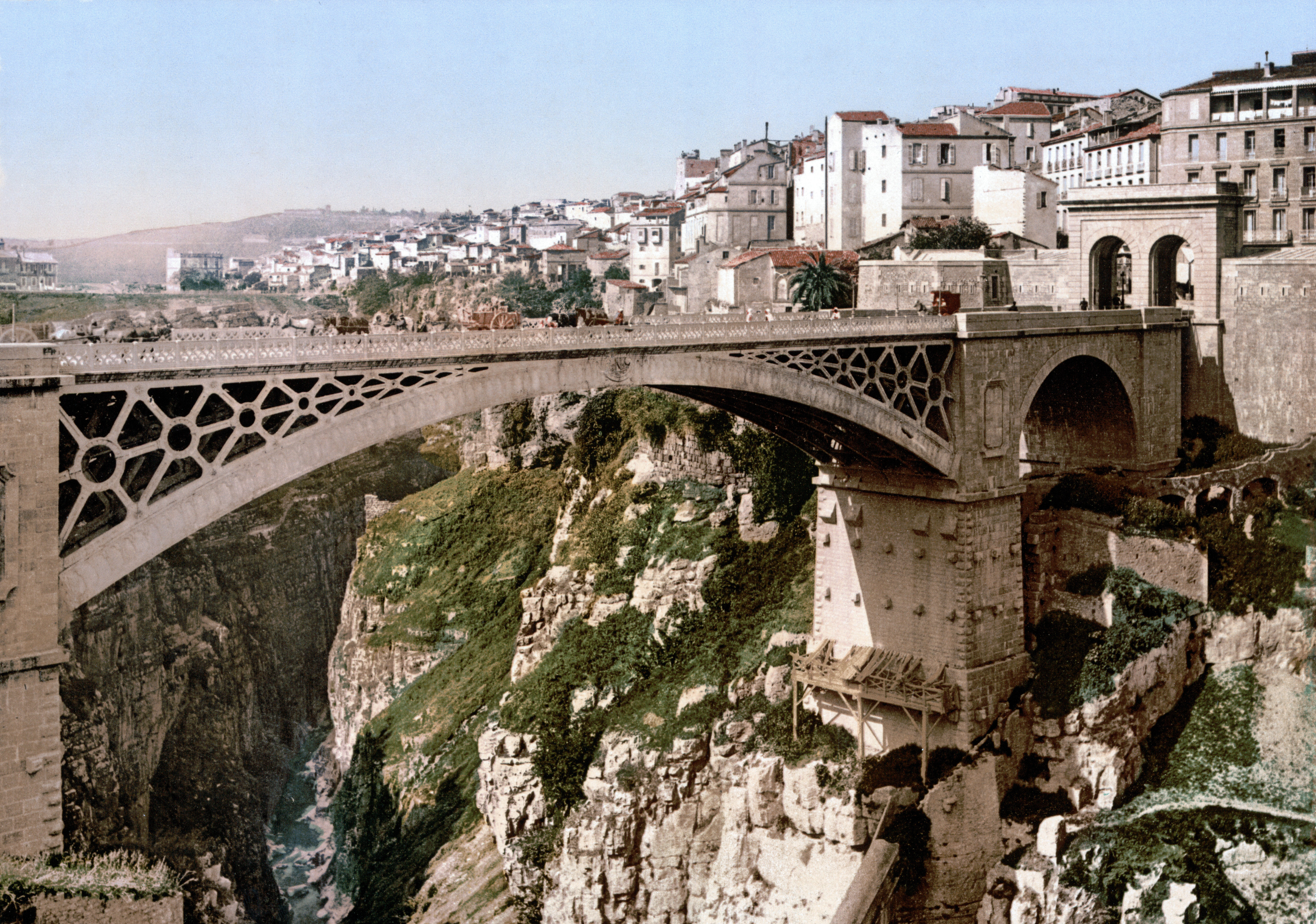
Le grand pont El Kantara de Constantine contient l'inscription « construit sous le règne de Napoléon III Empereur des Français 1861-1865 ». Circa 1899.

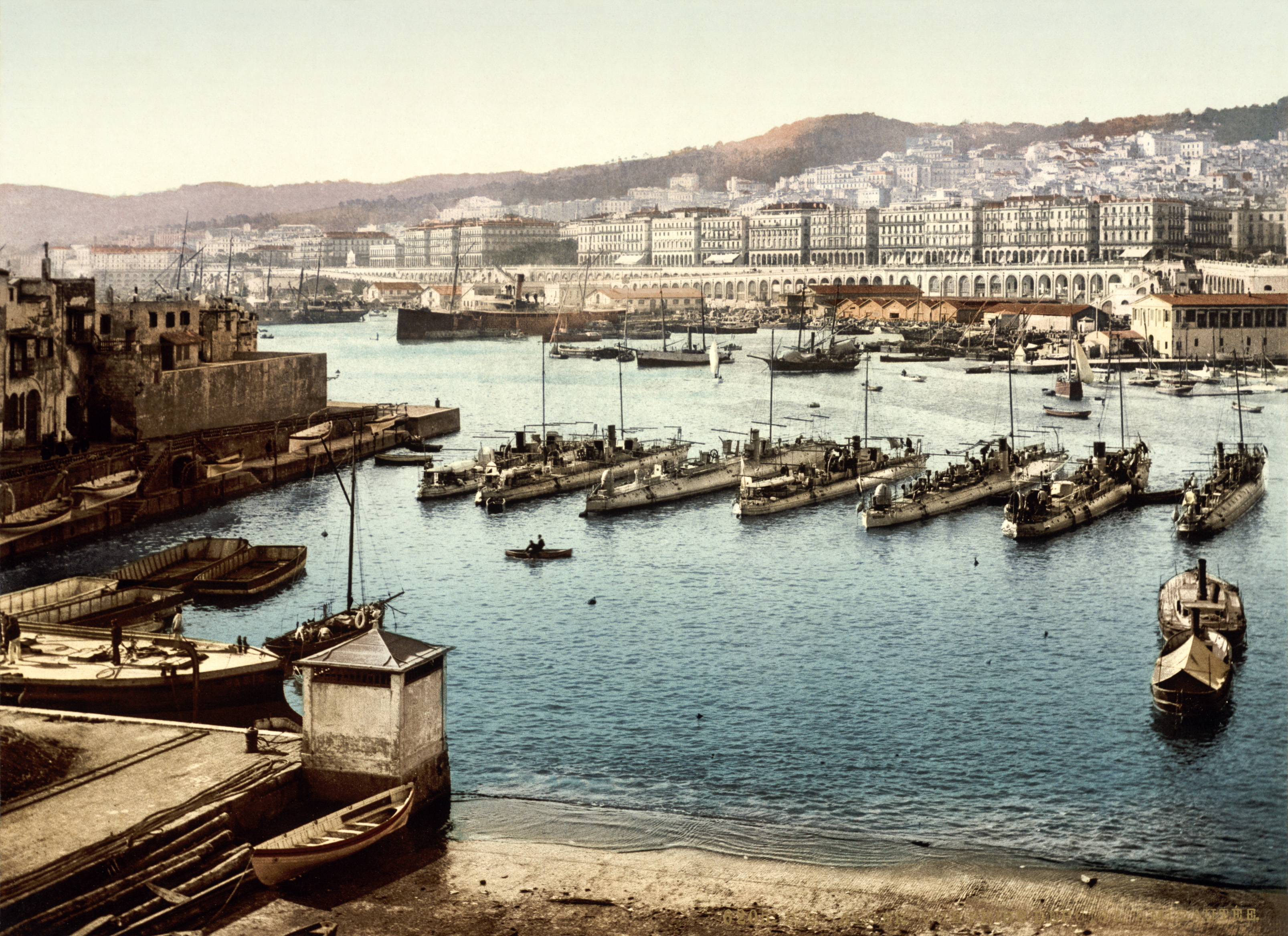
Alger vue depuis l'Amirauté, circa 1899.

La conquête de l'Algérie par la France ouvre la voie à la mise en place d'un nouveau système économique. En effet il se met en place un système inégalitaire entre les Algériens et les Européens, qui se superpose à l'inégalité juridique. Une des premières mesures mises en place lors de la conquête est l'expropriation des terres des fellah qui s'accélère à partir de 1870 et la volonté colonisatrice de la Troisième République.
À la suite de la colonisation de l'Algérie les autorités françaises (en la personne de Louis-Philippe) s'emparent du trésor du Dey d'Alger évalué par l'historien et académicien Marcel Emerit à 150 millions de F-or une somme qui à elle seule couvre largement les dépenses issues de la conquête militaire. Par ailleurs la mise en place de l'impôt colonial à partir de 1846 a permis durant l'intégralité de la période coloniale jusqu'à la fin de la guerre d'indépendance algérienne le financement des différents projets urbains en Algérie française.
Après la Première Guerre mondiale, une nouvelle accélération de l'expropriation des terres a lieu, notamment pour constituer des grands domaines agricoles coloniaux. On estime ainsi que sur 120 années, l'ensemble des paysans algériens ont perdu 40 % de leurs terres agricoles, notamment les plus fertiles ce qui , dans un contexte de climat méditerranéen est vecteurs de risques de famines et disettes accrus. Les colons se sont ainsi partagé 60% du domaine foncier algérien.
On assiste globalement jusqu'à la Première Guerre mondiale à un appauvrissement de la population algérienne, une ruine de l'artisanat indigène concurrencé par les produits de la métropole, une réduction des ressources des paysans algériens, et dans le même temps à une démographie de plus en plus importante notamment grâce aux campagnes de vaccination menées. À une certaine impasse économique pour les populations indigènes, s'ajoute une impasse politique car les colons, grands propriétaires terriens, sont présents massivement dans les institutions officielles puis à l'Assemblée algérienne, alors que les indigènes n'y sont présents qu'en minorité.
Selon Jacques Marseille, la période coloniale est caractérisée par de lourds et coûteux investissements pour la métropole. Ces investissements visant à la création des infrastructures nécessaires au bon développement de la colonie (ports, ponts, routes, hôpitaux, bâtiments administratifs, écoles, etc.) auraient été financés par les contribuables français,. Le commerce lui-même se serait fait aux dépens de la métropole, car l'Algérie française n'est pas un fournisseur de matières agricoles ou minières à bon compte, mais aurait vu certains de ses produits achetés au-dessus des cours mondiaux, comme le souligne le professeur Daniel Lefeuvre,. En 1958, 22 % des importations coloniales sont constituées par le vin algérien dont le prix à qualité égale est 75 % plus cher que le vin grec, espagnol ou portugais. Une des raisons de ces importations découle de la volonté de la métropole de maintenir le niveau de vie et les conditions de vies des colons français sur place : principaux producteurs de vin ils bénéficiaient de cette politique avantageuse tandis que les indigènes algériens eux ne bénéficiaient aucunement de cette politique selon Daniel Rivet,,.
En 1952-1953, les recettes locales sont incapables de faire face aux dépenses de fonctionnement : l'Algérie française est en faillite du fait d'une mauvaise gestion des autorités coloniales et métropolitaines. Le gouvernement d'Antoine Pinay doit demander au parlement le vote de 200 millions d'impôts nouveaux et est contraint de procéder à des coupes dans le budget de la métropole pour rétablir la situation dans la colonie: l'essentiel de ces aides sont allouées aux colons sur place, les populations indigènes n'en bénéficient que très marginalement,. Lors des années suivantes, les déséquilibres algériens vont sans cesse augmentant et sont rééquilibrés par la France. En 1959, l'Algérie engloutit à elle seule 20 % du budget de l'État français. L'Algérie française et son système colonial, durant la période coloniale, loin de présenter une source économique avantageuse sont un lourd fardeau pour la métropole, ses contribuables et les populations indigènes.
L'Algérie française est la réceptrice entre 1850-1913 de la moitié des dépenses métropolitaines affectées aux colonies. Néanmoins, d'après l'historien spécialiste du Maghreb Daniel Rivet, les colonies du Maghreb manquent d'investissements, qui quand ils sont présents sont captés en majorité par la minorité de colons,.

### Historique des monnaies

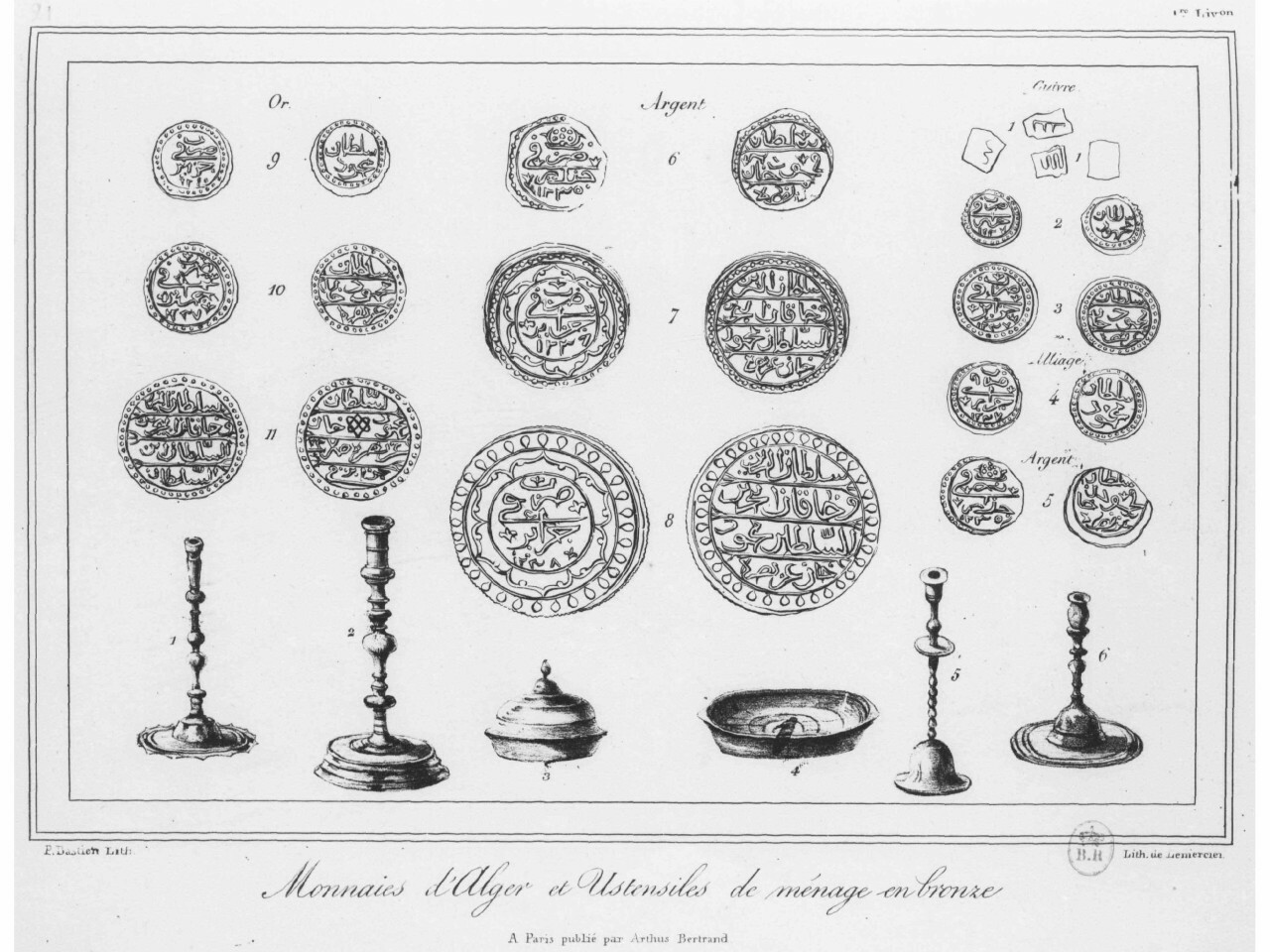
Les monnaies de la Régence d'Alger.

Le pays emploie le système monétaire de la régence d'Alger pendant la période de transition, de 1838 à 1848. Le franc algérien prend le relais et, en 1960, le « nouveau franc » qui couvre la période de transition à l'indépendance de 1962 à 1964.

#### Franc algérien (1848-1960) et Banque de l'Algérie (1861-1964)

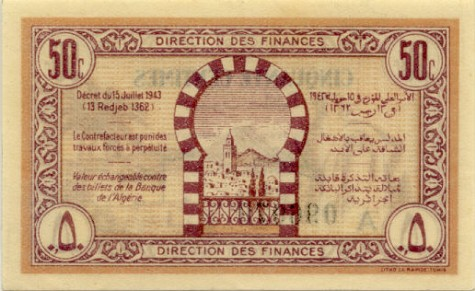
Billet de la Banque de l'Algérie.

Avec la création des départements français d'Algérie en 1848 est introduite une nouvelle monnaie, le Franc algérien qui supplante l'ancienne monnaie algérienne frappée dans le Dâr al-Sikka à l'époque de la régence d'Alger. La Banque de l'Algérie émet les premiers billets en 1861.

#### Monnaies de nécessité (1915-1923, 1944)
De 1915 à 1923, lors de la grave crise interne générée par la Première Guerre mondiale, les chambres de commerce d'Alger, Bône, Constantine et Oran émettent de la monnaie de nécessité, billets et pièces, à la place de la Banque de l'Algérie.
À nouveau en 1944, durant la Seconde Guerre mondiale, des contre-valeurs sont mises en circulation en Algérie ; cette fois l'émetteur est la région économique d'Algérie.

#### «Nouveau Franc» (1960-1964) et Dinar algérien
Une réforme monétaire dite Plan Pinay-Rueff introduit le nouveau franc en métropole et en Algérie. Cette monnaie survit à l'Algérie française jusqu'au 31 mars 1964, veille de l'adoption du dinar algérien.

### Entrepreneurs d'Algérie

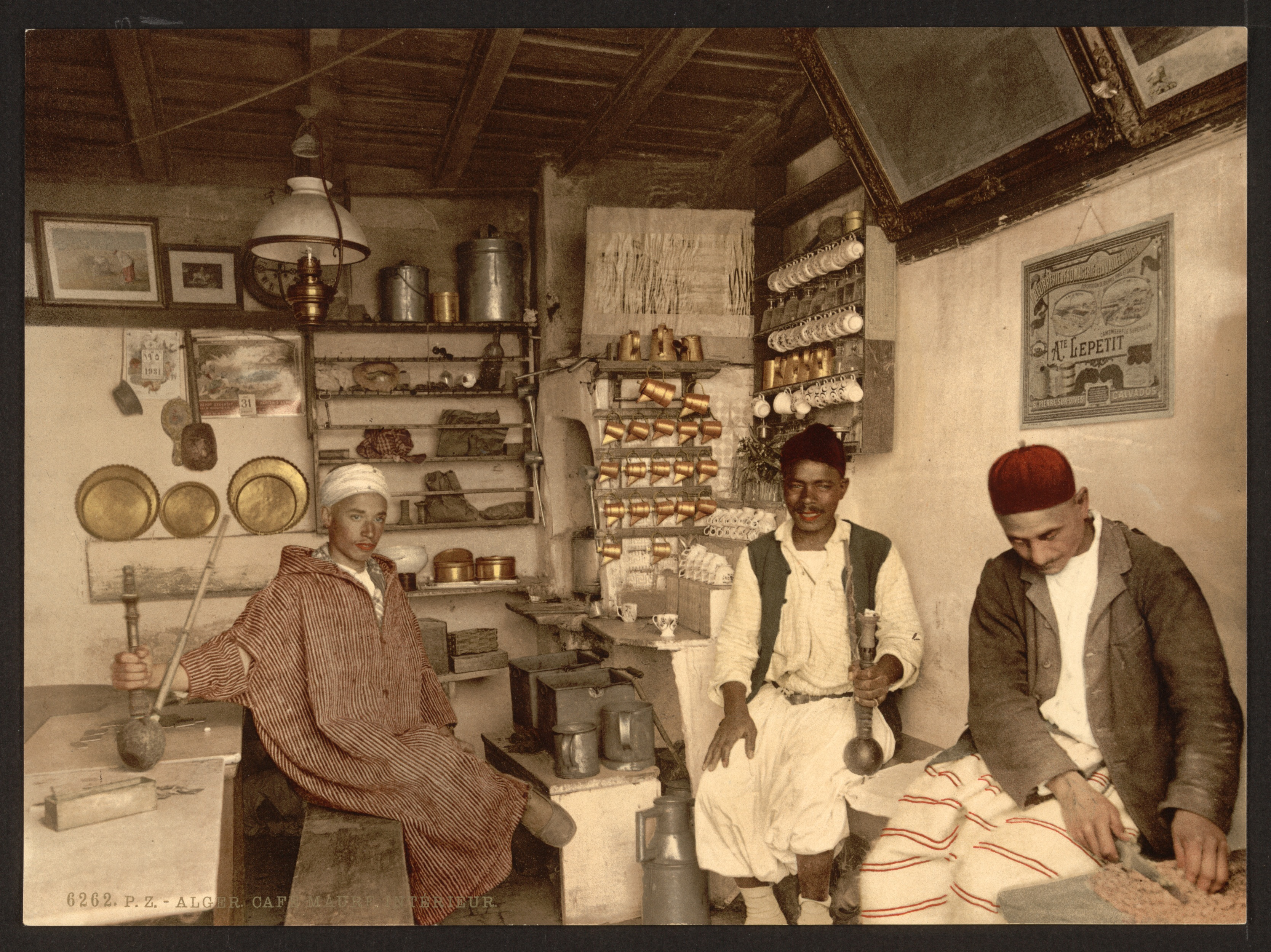
Alger, café maure, intérieur, circa 1899.

L'entrepreneur pied-noir Léon Beton natif de Boufarik (près de Blida), commercialise le soda Orangina à la foire d'Alger en 1936. Son fils Jean-Claude Beton, natif de la même ville, initie l'industrialisation de la marque avec la création de la Compagnie française des produits Orangina (CFPO) le 23 janvier 1951.
En 1837, le soldat génois de l'armée d'Afrique, Gaétan Picon, créé le Picon, un apéritif Bitter (amer). La première distillerie produisant l'amer africain est ouverte à Philippeville, d'autres suivent à Constantine, Bône et Alger.

### Le lobby colonial d'Algérie

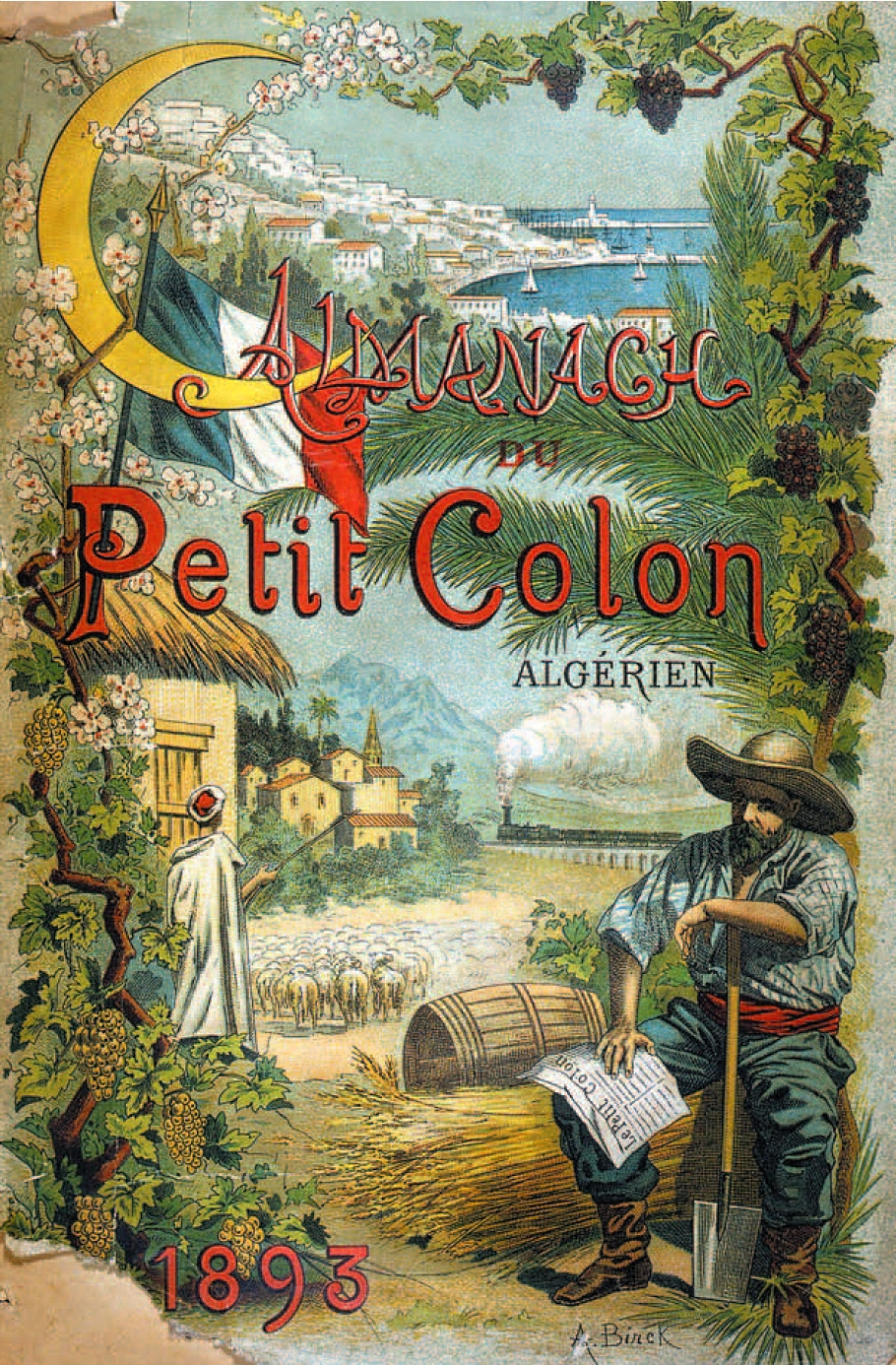
L'historienne Jeannine Verdès-Leroux, chercheuse au CNRS, a répertorié 45000 grands exploitants agricoles sur un total de 1200000 Européens d'Algérie.

Enseigne navale algérienne entre 1848 et 1910.

Après un séjour en Algérie, des autorités telles que le général et futur gouverneur général de l'Algérie Thomas-Robert Bugeaud jugent l'aventure algérienne dispendieuse. Ce dernier la décrit comme une « possession onéreuse dont la nation serait bien aise d'être débarrassée ». Cependant, d'autres voix[Qui ?] se font entendre à Paris en faveur de la conquête généralisée de l'Algérie. L'aménagement du territoire lors de la colonisation constitue une occasion de développer les affaires de familles d'entrepreneurs métropolitaines[Qui ?] formant le « lobby colonial » d'Algérie.
Une fois la conquête achevée et le territoire annexé par la création de départements, le Sahara devient particulièrement la source d'enjeux économiques importants pour un cartel d'entreprises françaises, à titre d'exemples le duopole Compagnie française des pétroles (CFP) (qui deviendra Total) et le Bureau de recherche de pétrole se partage l'exploitation pétrolière, Renault et Citroën se disputent l'hypothétique marché du transport transsaharien.

### Travaux publics, axes de communication et transports
De grands travaux permettent le développement et la modernisation des infrastructures d'Alger, la capitale.

#### Voie ferrée (1857-1962)
L'histoire du réseau ferré d'Algérie commence le 8 avril 1857, avec un décret du gouvernement français autorisant la construction de 1 357 km de chemins de fer dans le département d'Alger. Le premier chantier, démarré le 12 décembre 1859, porte sur la construction de la ligne Alger-Blida.

#### Voie maritime
La Compagnie générale transatlantique (ou French Line), dont le siège est à Paris, relie les protectorats français aux départements français méditerranéens par la ligne maritime Corse-Algérie-Tunisie-Maroc.

### Enjeux économiques sahariens

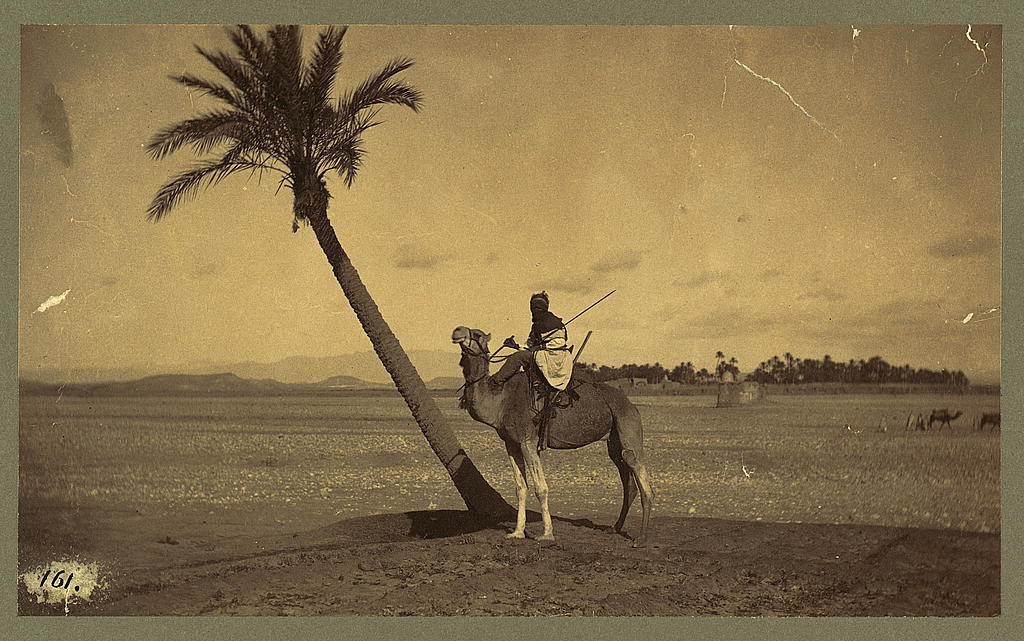
Homme (Touareg) sur un chameau près d'un palmier, Algérie, 1860-1900.

#### Explorations et exploitations du Sahara (1822-1971)

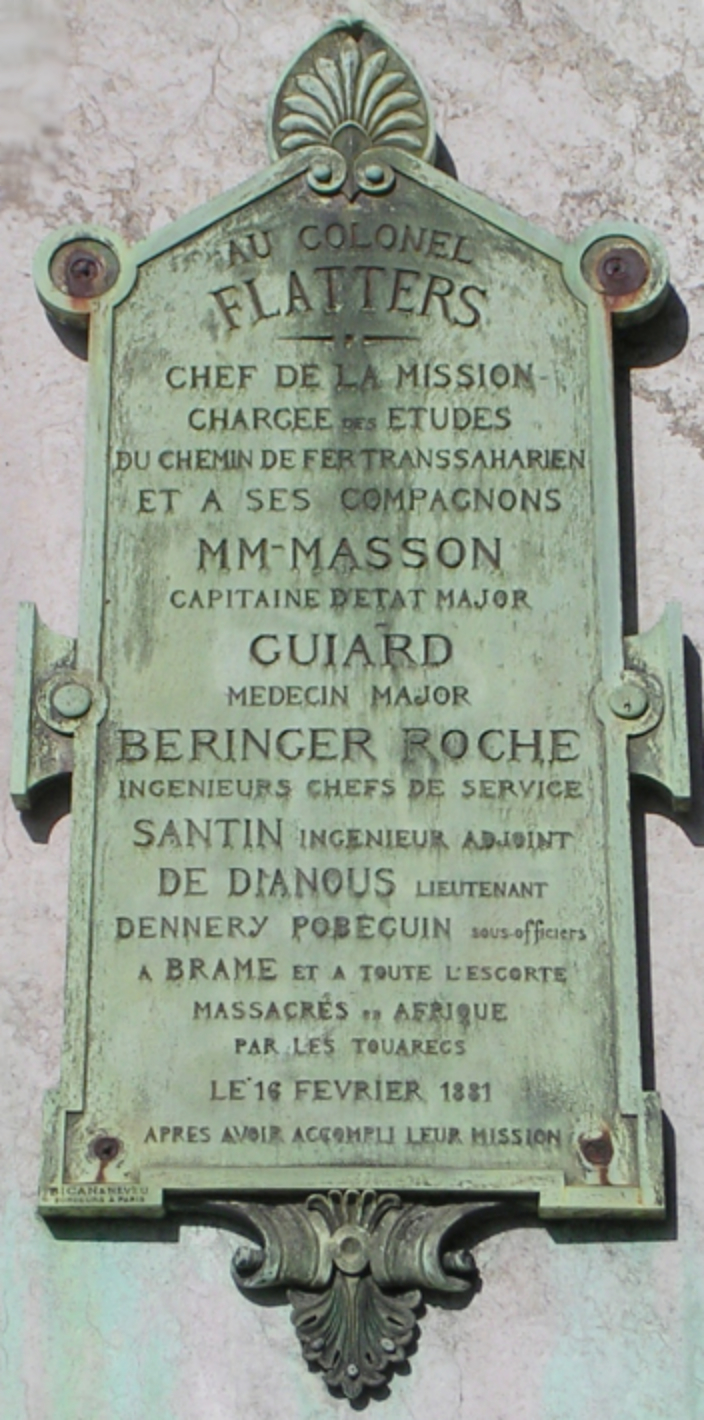
Plaque commémorative du massacre de la mission Flatters par les Touaregs, parc Montsouris de Paris, 2006.

L'exploration du Sahara par les Européens commence au XIXe siècle, la traversée nord-sud est ainsi réalisée en 1822 par les deux explorateurs anglais Hugh Clapperton et Dixon Denham. L'explorateur français René Caillié les imite en 1828.
Dès l'année 1879, la région du Sahara, territoire désertique hostile indépendant de la régence d'Alger et placé sous l'autorité de tribus nomades, constitue un centre d'intérêt majeur pour les autorités parisiennes. Les premières missions d'exploration après la conquête de l'Algérie ont lieu de 1857 à 1861 (Henri Duveyrier), en 1880 et 1881 (Paul Flatters), suivis de deux autres en mai et décembre 1902 ; date à laquelle le lieutenant Georges Guillo Lohan de la Compagnie des Oasis sahariennes parvient à faire reconnaître l'autorité du gouverneur des Territoires du Sud nouvellement créés sur la population indigène. Dès lors le Sahara algérien attire de nouvelles générations d'explorateurs, français dont le savant naturaliste Théodore Monod, mais l'enjeu du « grand désert » n'est pas seulement scientifique.
La découverte d'hydrocarbures dans le Sahara après des années de recherches a eu lieu le 25 juin 1956 entraînant une mise en production qui débuta timidement entre 1957 et 1959 pour démarrer véritablement en 1961. Le lobby de l'hydrocarbure en Algérie (lobbies pétrolier et gazier) naît au lendemain de la Seconde Guerre mondiale et est à l'origine de la renégociation des accords d'Évian, connue sous le nom d'accords d'Alger de 1965. Lors de la tractation des accords d'Évian avec le Gouvernement provisoire de la République algérienne (G.p.R.A.), le président Charles de Gaulle a refusé de reconnaître la souveraineté de la future Algérie sur le Sahara, essayant à la place d'en faire une région autonome, sans succès. L'échec de la treizième réunion, établie dans le cadre de la première conférence d'Évian débutant le 20 mai 1961, entre Krim Belkacem, principal responsable du G.p.R.A. et Louis Joxe, ministre des Affaires étrangères, est directement lié à la question du statut du Sahara. Lors de la conférence de presse consécutive, Belkacem déclare alors :

« nous nous sommes trouvés en face d'un gouvernement français qui veut bien décoloniser mais à moitié ; c'est-à-dire maintenir l'Algérie sous une domination coloniale à peine déguisée. »

Le président de Gaulle avait émis des recommandations à ses délégués. Déjà durant la IVe République un Président du Conseil avait publiquement déclaré :

« La France est et demeure une grande puissance. Elle mobilisera ses forces pour que se réalise le miracle saharien. De grandes richesses, en charbon, en fer, en pétrole, en gaz naturel, des Territoires du Sud, seront mises en valeur. La Métropole apportera sa technique et ses investissements ; l'Algérie apportera sa main d'œuvre de plus en plus qualifiée et demain ses cadres. La mise en valeur du désert c'est la grande tâche de notre génération. »

De fait, l'Histoire lui a donné raison en 1956 avec la découverte par la compagnie française C.F.p.A. d'importants gisements de pétrole et gaz dans le Sahara nommés respectivement Hassi Messaoud et Hassi R'mel. Plus tard un Ministre de la Ve République ajoute « la France ne pourrait poursuivre son extension sans l'Afrique et les richesses du sous-sol africain ne pourraient être exploitées sans la France. »
Pourtant les affaires pétrolières franco-algériennes ont survécu à l'Algérie française jusqu'en 1971, année de la nationalisation des installations françaises du Sahara par Houari Boumédiène, président de la nouvelle République algérienne.

#### Étude du chemin de fer transsaharien (1879-1881)

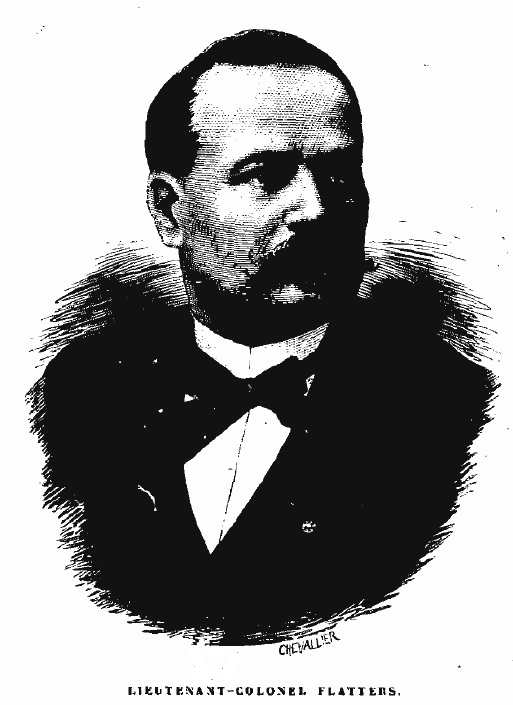
Le lieutenant-colonel Paul Flatters est tué par les touaregs du Sahara durant le massacre de la mission Flatters en 1881.

En 1879, après en particulier la mission d'Adolphe Duponchel et la publication de son rapport, les autorités françaises envisagent de créer une nouvelle route commerciale avec l'établissement d'une ligne de chemin de fer entre l'Algérie française et le Soudan français. Une commission d'étude est nommée par Charles de Freycinet, ministre des Travaux publics. Le lieutenant-colonel Paul Flatters mène une première mission d'exploration dans le Sahara en 1880, suivie d'une seconde au cours de laquelle il tombe, le 16 février 1881, dans une embuscade tendue par des Touaregs, où il périt avec son équipe.

#### Exploitation minière
La Société nationale de recherche et d'exploitation de pétrole en Algérie ou SN REPAL (qui devient par la suite ELF Aquitaine) est créée en 1946 par la IVe République française dans le but de disposer d'un approvisionnement national en pétrole.
En 1949, la Compagnie française des pétroles ou CFP (renommée Total en 1985) commence son activité dans le Sahara algérien. Le 21 juin 1951, celle-ci signe un accord préliminaire avec la SN REPAL en prévision du partage des gisements répartis sur un périmètre de 250 000 km2. La Compagnie française des pétroles Algérie (C.F.p.A.), filiale de la CFP, est créée en 1953. Avec 35 % des parts de son capital, l'État français est l'actionnaire majoritaire de la C.F.p.A. dont les travaux mettent au jour Hassi Messaoud (« le puits du bonheur ») en 1956. De cette date à 1970, ce seul gisement produit 128 millions de tonnes d'or noir.
En réponse à la crise de Suez de 1956 qui a mis au jour, à la fois, les limites de la coopération entre Alliés au lendemain de la Seconde Guerre mondiale, les prétentions internationales des nouvelles superpuissances États-Unis et Union des républiques socialistes soviétiques, ainsi que le passage au second rang des obsolètes grandes puissances coloniales britannique et française, le gouvernement français décide la création d'un champ d'expérimentation au Sahara en 1957. La France consacre ainsi à sa défense nationale l'exploitation d'un terrain de 108 000 km2 afin d'y mener des expériences.
De cette entreprise d'élaboration d'une force de dissuasion atomique au sein des départements français du Sahara (Territoires du Sud) découle la politique énergétique nucléaire de la France. L'exploitation des quatre installations militaires françaises principales, Colomb-Béchar, Hammaguir, Reggane et In Ekker s'achève en 1967. La dernière, à Namous, bénéficie d'une couverture civile la Sodéteg, et poursuit ses activités jusqu'en 1978.

### Impôts et taxes
En 1929, l'octroi de mer constitue la part essentielle des revenus communaux.
En 1929, les impôts sont établis comme suite :
- impôt foncier à 3,5 % en Algérie contre 18 % en métropole ;
- impôt sur les bénéfices agricoles à 3,5 % en Algérie contre 12 % en métropole[127] ;
- impôt sur le revenu progressif, taux marginal compris entre 0 et un tiers du revenu.

Progressivité de l'impôt sur le revenu :
- - un tiers de 0 % jusqu'à 10 000 francs ;
  - un tiers de 4 % entre 10 000 et 20 000 francs ;
  - un tiers de 8 % entre 20 000 et 30 000 francs ;
  - … 4 % de plus par tranche de 10 000 francs ;
  - un tiers de 36 % entre 90 000 et 100 000 francs ;
  - un tiers de 40 % entre 100 000 et 125 000 francs ;
  - un tiers de 44 % entre 125 000 et 150 000 francs ;
  - … 4 % de plus par tranche de 25 000 francs ;
  - un tiers de 84 % entre 375 000 et 400 000 francs ;
  - un tiers de 88 % entre 400 000 et 450 000 francs ;
  - un tiers de 92 % entre 450 000 et 500 000 francs ;
  - un tiers de 96 % entre 500 000 et 550 000 francs ;
  - un tiers de 100 % au delà de 550 000 francs[128].

Le graphique qui aurait dû être présenté ici ne peut pas être affiché car il utilise l'ancienne extension Graph, désactivée pour des questions de sécurité. Des indications pour créer un nouveau graphique avec la nouvelle extension Chart sont disponibles ici.

Le graphique qui aurait dû être présenté ici ne peut pas être affiché car il utilise l'ancienne extension Graph, désactivée pour des questions de sécurité. Des indications pour créer un nouveau graphique avec la nouvelle extension Chart sont disponibles ici.

## Politique

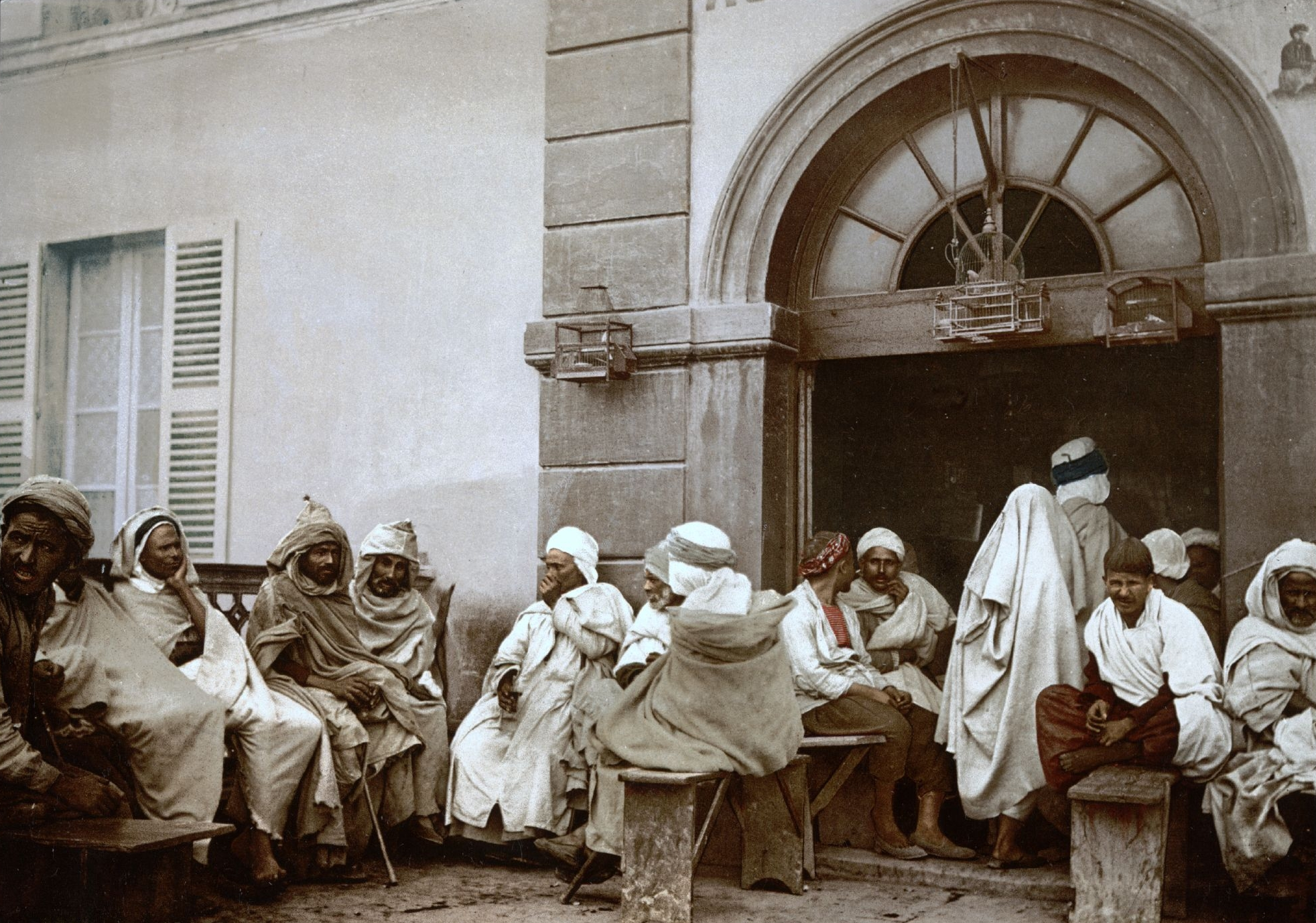
Algériens (musulmans) dans un café d'Alger, circa 1899.

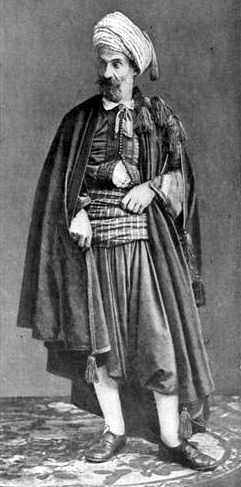
Juif algérien, circa 1901-1906.

### L'évolution politique de la société algérienne
La régence d'Alger était aussi étrangère à la classe populaire que l'était le roi de France aux yeux des paysans français durant l'époque moderne. La légitimation sociale s'incarnait mal à travers le dey, ses beys et la noblesse d'épée, les djouads. Elle s'incarne mieux chez les shurafa (chérif, chorfas), mais ces derniers sont dénués de toute prérogative politique. Il existe donc une dissociation entre le pouvoir politique et ses formes possible de légitimation sociale à la veille de l'arrivée des Français. L'instituant métasociale du pouvoir s'incarnait imparfaitement à travers l'État de la régence d'Alger.
La résistance à la conquête française bouleverse les rapports politique et sociaux du pays. Une réponse segmentaire l'emporte sur une réponse globale à l'invasion. Certaines tribus, comme les Douair et Zmalas, se joignent aux Français ; mais ces tribus n'en sont pas moins nationalement algériennes que ne sont français les citoyens de Toulouse qui acclamaient les Anglais à la chute de l'Empire.
L'entreprise de l’Émir Abd el Kader pour fonder un État concurrent des établissements français, se fait sur des bases politiques nouvelles et plus égalitaires : abolition des tribus makhzen privilégiés, uniformisation des confédérations qui rendent compte au pouvoir central, et enfin un exercice de l'administration surveillé (toute personne qui a une plainte peut saisir l'émir directement). L'émir est sensible aux avis de Hamdan Khodja (ancien dignitaire de la régence), conseiller du bey de Constantine.Ce dernier ayant voyagé en Europe lui fait part des idées de la révolution industrielle, de l'éclosion des nationalités en Europe. Le séjour d'Abd el Kader au Caire en 1827, l'a également sensibilisé à la gestion innovante de Mohamed Ali, souverain d'Égypte et grand vassal de l'Empire ottoman dont il bat en brèche l'autorité.
L'historiographie, qu'elle soit coloniale ou de la résistance, fait une lecture différente de ces « sédiments nationaux algériens ». Voltaire définit un concept proche de « nationalité », qui est l'expression de la subjectivité d'une société, consciente de sa spécificité. Il peut donc s'appliquer les termes de « nationalité algérienne » ou de « conscience d'algérianité » dès le XIXe siècle et donner au nationalisme une définition large : « l'ensemble des formes d'expression de la nationalité ». Même si ce nationalisme n'a pas la même structure que celui qui conduira à la guerre d'Algérie.
La figure de l’Émir Khaled, petit fils d'Abd el Kader, est révélatrice de l'évolution politique des indigènes algériens, mais également de l'historiographie. Tantôt vu comme un loyaliste prônant l'assimilation égalitaire dans le cadre français ou comme un nationaliste. C'est cependant son penchant nationaliste qui est le plus reconnu par les historiens.
C'est cependant Messali Hadj qui imposa une vision nationaliste populaire, qualifié de « plébien » et pleinement indépendant qui va structurer la ligne du nationalisme algérien. Le rejet de la colonisation et de l'ordre ancien (caïd, bachagha…) triomphent ainsi progressivement au cours du XXe siècle sur les autres visions. Elle est également portée par Ferhat Abbas dans l'entre-deux-guerres et concurrence l'action des oulémas algériens des années 1930. Ces derniers sur une ligne religieuse sont souvent présentés a posteriori en Algérie comme l'unique acteur de constitution du nationalisme, niant ainsi l'œuvre politique des autres leaders nationalistes alors que c'est la ligne politique de Ferhat Abbas et de Messali qui finit par triompher.

### Politique algérienne de la France (1830-1944)

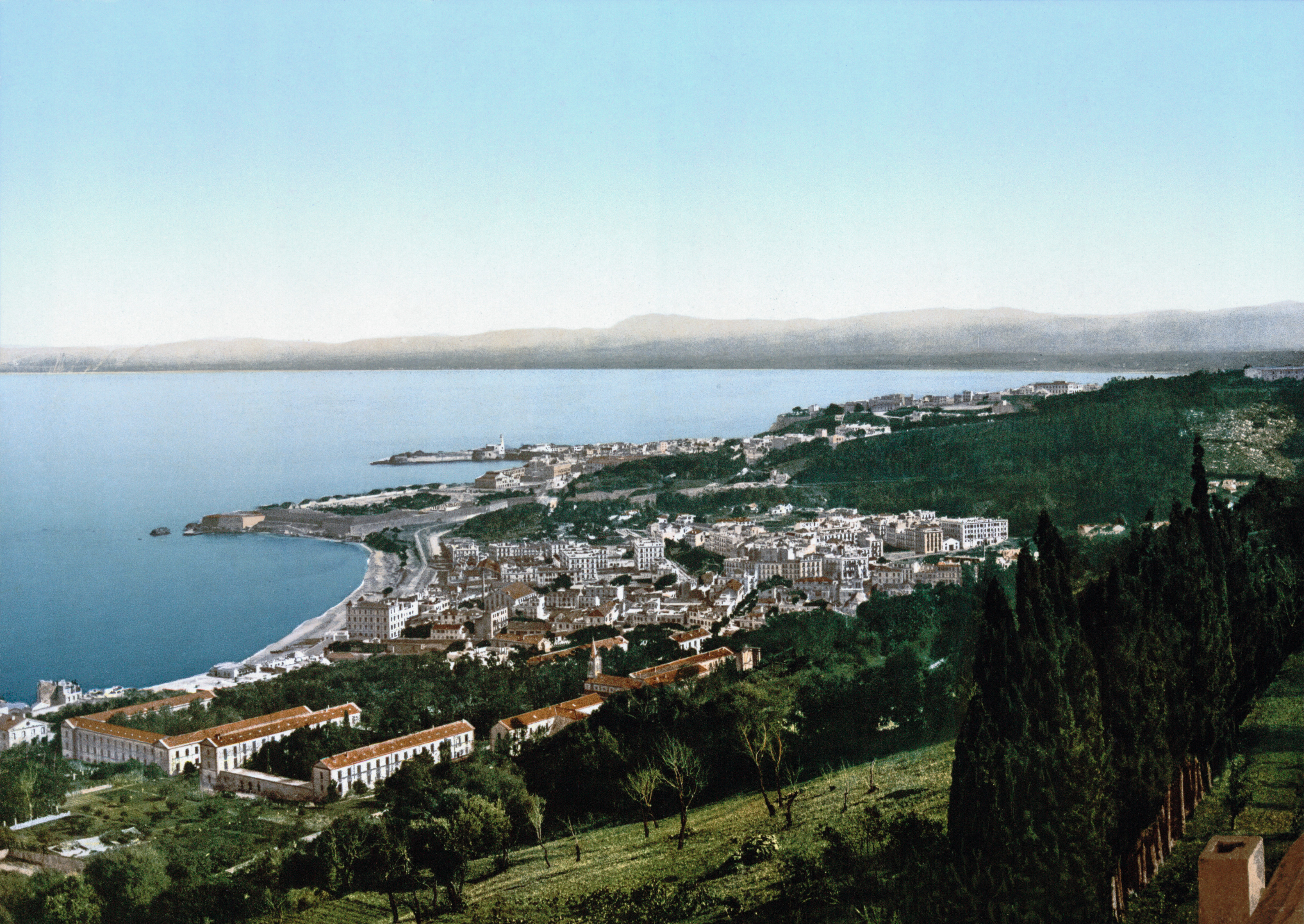
Vue d'Alger depuis Notre Dame d'Afrique, circa 1899.

Cette politique vise à assimiler le territoire algérien au territoire français et débute officiellement avec l'ordonnance du 22 juillet 1834. Son application n'est dans un premier temps que partielle, puis s'applique à l'ensemble de la colonie une fois la conquête totale du territoire décidée en 1841.
La Deuxième République établit la Constitution française de 1848 qui consacre l'appartenance de l'Algérie au territoire national.
« Constitution du 18 novembre 1848 :
Chapitre IV — Du pouvoir législatif :
Article 21. — Le nombre total des représentants du peuple sera de sept cent cinquante, y compris les représentants de l'Algérie et des colonies françaises.
Chapitre X — Dispositions particulières :
Article 109. — Le territoire de l'Algérie et des colonies est déclaré territoire français, et sera régi par des lois particulières jusqu'à ce qu'une loi spéciale les place sous le régime de la présente Constitution. »
Concrètement, cela se traduit par l'abandon du statut de colonie française pour une administration civile et une représentation politique à la Chambre des députés, les départements français d'Algérie créés le 9 décembre 1848 :
- département d'Oran (à l'Ouest) ;
- département d'Alger (au Centre) ;
- département de Constantine (à l'Est).

### Politique d'autodétermination (1961-1962)

#### Référendum sur l'autodétermination en Algérie (1961)
Rejetant la politique d'intégration, le président Charles de Gaulle propose une politique d'autodétermination qui se traduit par un référendum tenu en métropole et en Algérie le 8 janvier 1961.

« Approuvez-vous le projet de loi soumis au peuple français par le président de la République et concernant l'autodétermination des populations algériennes et l'organisation des pouvoirs publics en Algérie avant l'autodétermination ? »

Sur les 23 665 444 suffrages exprimés, 74,99 % est un « oui », 25,01 % est un « non ». 2,22 % (du nombre d'inscrits) exprime un vote nul qui n'est pas comptabilisé et 8 533 520 inscrits s'abstiennent de voter (26,24 % du nombre d'inscrits).

### Principales mouvances politiques (1830-1962)

#### Colonialisme

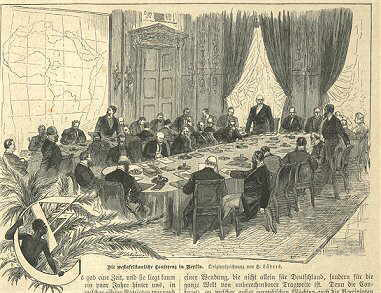
La conférence de Berlin de 1884-1885 donne lieu au partage de l'Afrique par les empires coloniaux européens, 1885.

La période de la Restauration propose d'abord une politique d'influence, puis d'expéditions et d'exploits brefs, dans le cadre strict de l'ordre de Vienne (expédition d'Espagne, Grèce). Ces actions sont destinées à se réaffirmer face à l'Europe. En 1830, la campagne d'Algérie (Charles X) propose de concurrencer le Royaume-Uni colonial.
Ainsi commence une idéologie coloniale française, qui dominera le XIXe siècle.
Les différents régimes politiques suivants s'y raccrochent :
- la monarchie de Juillet agrandit le territoire jusqu'aux frontières actuelles
- à l'occasion du Printemps des peuples, la Révolution française de 1848, qui conduit à la Deuxième République française dont la Constitution française de 1848 stipule « Article 109. — Le territoire de l'Algérie et des colonies est déclaré territoire français, et sera régi par des lois particulières jusqu'à ce qu'une loi spéciale les place sous le régime de la présente Constitution. »

#### Idées de Napoléon III

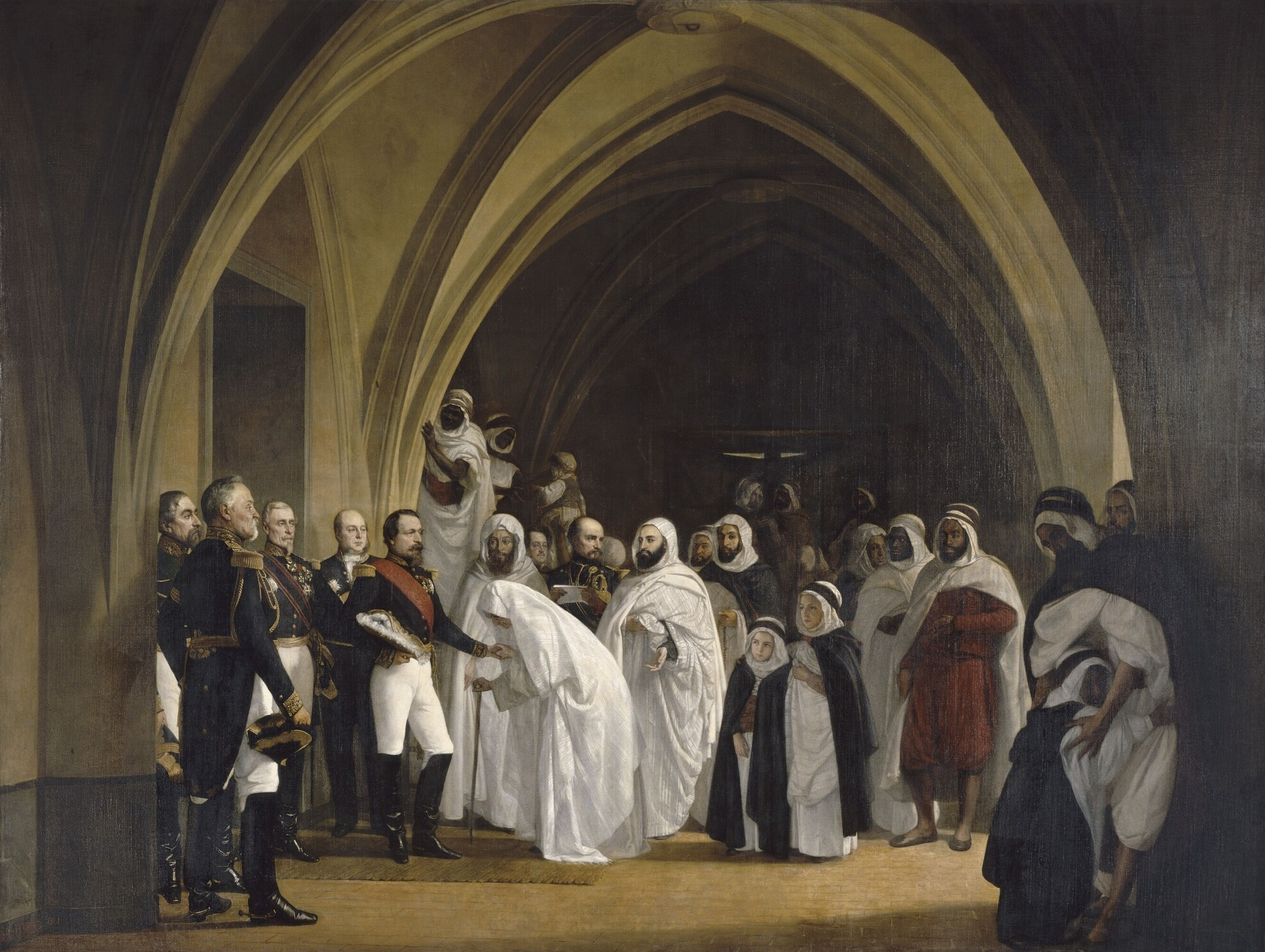
Le Prince-Président de la République rend la liberté à Abd el-Kader, château d'Amboise, 16 octobre 1852. Tableau par Ange Tissier,1861.

Au nom du libre-échangisme dont il est un ardent partisan et en dépit d'une forte opposition, Napoléon III autorise les colonies à pouvoir librement commercer avec les pays étrangers dans des conditions douanières similaires à celle de la métropole. Mais c'est en Algérie que va se manifester avec le plus d'éclat le volontarisme napoléonien. L'Algérie française est une colonie qui ne lui est pas acquise. Les électeurs y avaient désapprouvé le coup d'État lors du plébiscite de décembre 1851. La colonie est d'abord négligée dans les premières années du règne et laissée sous le contrôle de l'armée. Napoléon III s'y rend pour la première fois en septembre 1860 et en revient avec une vision nettement plus favorable qu'à son arrivée. À son retour, l'une de ses premières initiatives est de supprimer le ministère de l'Algérie et des Colonies dont l'administration civile a sur place porté atteinte à la propriété foncière musulmane et de remettre la colonie sous administration militaire avec pour mission notamment d'arrêter le cantonnement des indigènes. Il envisage à l'époque la création d'une entité arabe centrée sur Damas et dirigée par l'émir Abd el-Kader, ancien chef de la rébellion algérienne qu'il avait fait libérer en 1852 et qui vivait depuis en Syrie. Ainsi constituée, cette nation arabe serait placée sous la protection de l'Empereur des Français. En 1862, dans cette perspective, il expose sa vision, teintée de paternalisme, du développement de l'Algérie basé sur « l'égalité parfaite entre indigènes et Européens ». Pour lui, l'Algérie n'est pas une colonie mais un royaume arabe, « les indigènes comme les colons ont aussi droit à ma protection. Je suis l'Empereur des Français et des Arabes ». En Algérie, la déclaration est non seulement mal reçue par les autorités militaires dirigées successivement par le maréchal Pélissier puis par le maréchal de Mac Mahon, mais aussi par les colons soutenus en métropole par Jules Favre et Ernest Picard. Symboliquement, Napoléon III décore de la Légion d'honneur Abd el-Kader alors qu'Ismayl Urbain publie l’Algérie pour les Algériens, où il défend les idées de royaume arabe que Napoléon III songe à mettre en œuvre mais auquel s’opposent farouchement les colons et les intérêts économiques algériens. Lors de sa seconde visite en Algérie au printemps 1865, Napoléon III expose son intention de créer un royaume arabe qui serait uni à la France sur le modèle d'une « union personnelle » comme l’Autriche et la Hongrie et comme le sera sous peu la Grande-Bretagne et le Canada. Il envisage également la partition de l'Algérie en deux, réservant une large façade maritime pour les colons qui devraient alors évacuer toute la partie méridionale des hauts-plateaux ainsi que les abords du Sahara. Parallèlement, plusieurs sénatus-consultes sont édictés pour mettre en forme la volonté de l'Empereur. Après un premier sénatus-consulte du 22 avril 1863 qui avait réformé le régime de propriété foncière pour délimiter les terres des tribus et les protéger des confiscations abusives, un autre en date du 14 juillet 1865 accorde la nationalité française aux Algériens musulmans (et aussi juifs) accompagnés de droits civils et politiques à condition qu'ils aient renoncé à leur statut personnel fixé par la loi religieuse (ils doivent concrètement renoncer à la polygamie, au divorce alors interdit en France et aux prescriptions du droit successoral coranique),. Mais ces diverses initiatives, comme celle de donner une constitution à l'Algérie, ne résistent pas à l'opposition des colons, majoritairement hostiles à l'Empire, puis à la famine qui affecte la colonie à la fin des années 1860. L'idée d'instaurer un royaume en Algérie uni à la France par des liens personnels et dirigé par les autochtones est finalement abandonnée en 1869.

#### Anticolonialisme

Affiche de propagande du Parti communiste algérien reprenant la symbolique de la faucille et le marteau de l'Union des républiques socialistes soviétiques (toutefois en position inversée), 1963.

Dès le début de la guerre d'Algérie une petite partie de la population européenne d'Algérie manifeste son soutien au FLN, ce qui donne lieu à des actes de sabotage et des attentats contre l'armée française ou les intérêts français. Ces faits sont une répétition - ou plus exactement une continuation - des événements survenus en métropole durant la guerre d'Indochine (1946-1954), mais qui inclut aussi des manifestations, blocages de trains de munitions en partance pour le front par des militants communistes, sabotage de munitions françaises et propagande pacifiste. L'aboutissement extrême de cette politique se concrétise dans des « retournements d'allégeance » ou des cas de haute trahison selon le degré pratiqué d'intelligence avec l'ennemi.
C'est dans cette lignée anticolonialiste que se situe l'affaire Maillot du nom de l'aspirant Maillot, un militant pied-noir du Parti communiste algérien (PCA), par ailleurs collaborateur au journal Alger républicain. Il détourne un camion d'armes de l'armée française pour aller le livrer à l'ennemi, chose qu'il fait en approvisionnant un camp du FLN le 4 avril 1956. L'aspirant Maillot considéré comme déserteur, est interpellé par l'armée, se défend et est finalement abattu.
Une seconde affaire célèbre est celle de Fernand Iveton, également militant du Parti communiste algérien (PCA), ouvrier syndicaliste CGT à l'usine à gaz d'Alger où il dépose une bombe qui lui a été remise par des camarades indépendantistes le 14 novembre 1956, date de son arrestation. La bombe n'explosera pas. Il n'y aura ni dégâts ni victimes. En vertu des « Pouvoirs spéciaux » il est condamné à mort par le Tribunal militaire d'Alger pour « tentative de destruction par substance explosible d'édifices habités » et guillotiné le 11 février 1957.
La troisième affaire notable implique Maurice Audin, européen militant du PCA qui, à la différence des deux autres, est né au protectorat français de Tunisie auquel la France accorde son indépendance le 20 mars 1956. Audin est par ailleurs enseignant à l'université d'Alger, quand il est interpellé à son domicile par l'armée française lors de la bataille d'Alger le 11 juin 1957 et est depuis porté disparu. En 2018, le président Emmanuel Macron reconnaît officiellement les responsabilités de l'État français et de l'armée française dans son assassinat.
Cette mouvance anticolonialiste existante en Algérie est relayée en France métropolitaine par les intellectuels du réseau Jeanson ou du Manifeste des 121. La conduite des affaires algériennes par le président de Gaulle s'inscrit, de fait, dans la mouvance anticolonialiste ; c'est ainsi lui qui initie la décolonisation française et le démantèlement du second empire colonial dès novembre 1943 en accordant son indépendance au Liban, le général de Gaulle copréside alors le Comité français de la Libération nationale.

#### Nationalisme et mouvements algériens d'émancipation

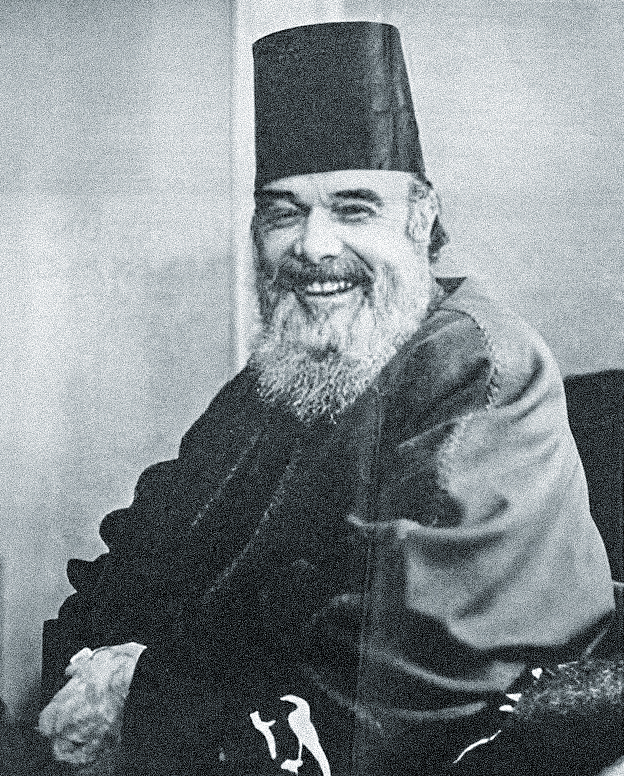
Messali Hadj.

Refusant de se soumettre à l'autorité française se substituant à la régence ottomane d'Alger en 1830, l'émir berbère Abd el-Kader lance une guerre sainte (« Fatwa ») contre les envahisseurs catholiques Européens (le catholicisme étant alors la religion d'État en France). Plus tard, en 1959, le terme équivoque mais explicite de « Croisés » est employé par le colonel français Marcel Bigeard pour décrire le plan Challe.

Le Mouvement nationaliste algérien est issu de cette mouvance indépendantiste, présente dès la conquête de 1830 et que les campagnes de pacification dont était mandaté le général Bugeaud (campagne de 1836 et campagne de 1841) étaient parvenues à marginaliser et à contenir jusqu'aux massacres de Sétif en mai 1945.

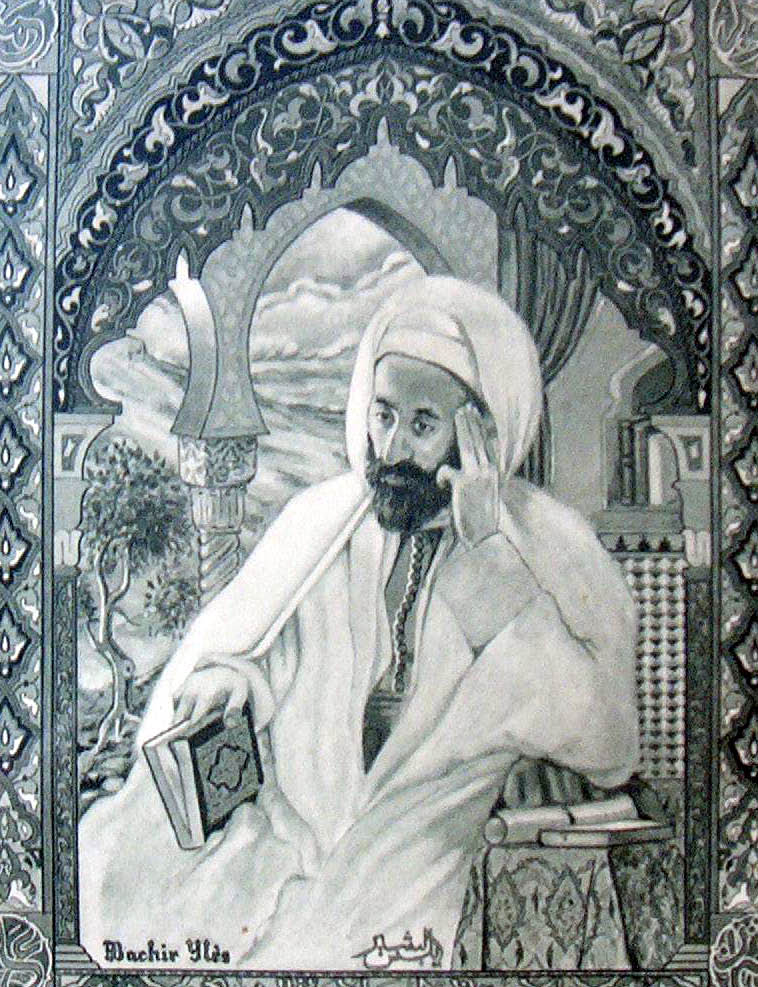
Ben Badis d'après Bachir Yellès.

Au début du XXe siècle, plusieurs dirigeants algériens revendiquent à la France le droit à l'égalité ou à l'indépendance. Plusieurs partis vont être créés et plusieurs pamphlets seront écrits pour défendre le droit des Algériens. Plusieurs penseurs algériens vont vilipender les plus importantes personnalités du régime colonial français.
La plupart des figures du mouvement algérien vont être surveillées de près par les services policiers français, d'autres seront exilées vers d'autres pays comme l'a été l'émir Khaled el-Hassani ben el-Hachemi en Égypte puis en Syrie.
Messali Hadj, fondateur de l’Étoile nord-africaine revendique publiquement l'indépendance de l'Algérie le 2 août 1936 à Alger.
Malek Bennabi, Mohamed Hamouda Bensai, Saleh Bensai, Messali Hadj, Ben Badis, Mohamed Bachir El Ibrahimi, Fodil El Ouartilani, Larbi Tébessi, Ferhat Abbas, Omar Ouzeggane, etc., tous vont diverger sur la question algérienne, ce qui provoquera l'émergence de plusieurs associations et partis algériens : Parti de la réforme ou mouvement pour l'égalité, Association des oulémas musulmans algériens, association de l'Étoile nord-africaine, le parti Parti du peuple algérien, Amis du Manifeste des Libertés, Parti communiste algérien, etc.
À la suite de la mort de Ben Badis en 1940, de l'emprisonnement de Messali Hadj en 1945 et de l'interdiction du Parti du peuple algérien, le parti Mouvement pour le triomphe des libertés démocratiques revendique le statut d'égalité ou d'indépendance pour les Algériens en 1948. Aussi, l'Association des oulémas musulmans algériens est-elle interdite. C'est alors qu'apparaît l'Organisation spéciale qui a pour but de rassembler les armes en vue d'organiser la lutte armée. Mohamed Belouizdad en est le premier chef, puis Hocine Aït Ahmed prend la tête du mouvement et continue à œuvrer pour l'achat d'armes. La poste d'Oran est attaquée par les membres de l'OS.
En 1949, Ahmed Ben Bella prend la place de Hocine Aït Ahmed. Le plan de l'Organisation est dévoilé et une vague d'arrestations est réalisée par les autorités françaises en 1950. Le Mouvement pour le triomphe des libertés démocratiques nie toute relation avec l'Organisation spéciale pour mettre un terme aux arrestations.
Le Comité révolutionnaire d'unité et d'action (CRUA) est fondé en mars 1954, il organisera la lutte armée. Le parti du Mouvement national algérien (MNA) est fondé en juillet de la même année par les messalistes. Par la suite, le Front de libération nationale (FLN) est fondé en octobre 1954 émanant de CRUA. Le FLN et le MNA deviendront rivaux pour le contrôle du pouvoir de la révolution. Quant à Messali Hadj il est libéré en 1958 et est assigné à résidence en France.

#### Derniers partisans de l'Algérie française (1956-1962)
La crise de mai 1958 fait naître chez des Européens d'Algérie la crainte d'une « politique d'abandon » de l'Algérie française ; en retour de cette angoisse existentielle se cristallise un mouvement nationaliste d'envergure. Sa composition est hétérogène (voire antagoniste avec des pro et anti-gaullistes) et comprend divers courants issus de l'aile droite française dont l'Union pour le Salut et le Renouveau de l'Algérie Française (USRAF) du gaulliste Jacques Soustelle et le Comité de vigilance d'un second gaulliste, Léon Delbecque. Ce dernier représente 17 associations prônant le maintien de l'Algérie française au rang desquelles on décompte d'anciens résistants gaullistes, des poujadistes, des royalistes, des radicaux moriciens, des Anciens combattants (dont des musulmans loyalistes ou « harkis »), des militants d'extrême droite, l'Association Générale des Étudiants d'Algérie (AGEA) et « Le Groupe des Sept ». Les deux dernières composantes sont sous la direction de Pierre Lagaillarde un jeune avocat né en métropole mais qui a grandi en Algérie.
L'émeute des nationalistes se transforme en putsch le 13 mai 1958 (putsch d'Alger). Ceux-ci se décrivent comme des « nationaux » mais la presse contemporaine métropolitaine, de gauche, les nomme les « activistes » ou « ultras ». Ces Français d'Algérie sont soutenus par une partie des officiers de l'armée française à la suite d'une série de déconvenues politico-militaires : gestion malheureuse de la guerre d'Indochine à laquelle ont participé des officiers tels que Raoul Salan et Marcel Bigeard ; rembarquement des parachutistes de Jacques Massu bien que victorieux durant la crise de Suez) dans un contexte de guerre froide avec une majorité gouvernementale de gauche. Tous rejettent la conduite des affaires algériennes par les gouvernements successifs de la Quatrième République.
Le Front Algérie française (FAF) est un mouvement politique en faveur du maintien de l'« Algérie française » créé le 16 juin 1960 à Alger, à la suite de la semaine des barricades, sous la présidence du député et harki Saïd Boualam. Il affichera très vite 500 000 adhérents dont 200 000 musulmans.
Le 13 décembre 1960 au soir, Jean Morin, délégué du gouvernement, annonce la dissolution du FAF et des associations d'étudiants gravitant autour.
Les commandos Delta de l'OAS ont appliqué la tactique de leurs adversaires révolutionnaires en perpétrant des attentats contre tous « rebelles », intellectuels, politiques ou sympathisants de la cause indépendantiste (les « porteurs de valises »). La branche métropolitaine de l'OAS responsable de l'attentat manqué contre André Malraux ayant par accident entraîné la cécité d'une fillette a contribué à isoler l'OAS et à la priver du soutien du reste de la population.
Au mois de juin 1962, derniers jours précédents l'indépendance, et alors que débutait le rapatriement vers la métropole (parfois l'exode) des Algériens de souche européenne, des activistes de l'OAS tentèrent d'effacer toute trace de la présence française en détruisant des ouvrages d'art, des bâtiments publics, des archives des administrations… Des pourparlers s'engagèrent alors entre des représentants de l'OAS et du FLN à Alger, accompagnés d'une trêve tacite, qui se rompit bientôt par une nouvelle vague d'incendies. Les activistes d'Oran furent les derniers à s'incliner, mettant le feu le 25 juin à des millions de litres de mazout des dépôts du port d'Oran (10 à 30 millions selon les sources). D'énormes panaches de fumée noire recouvraient la ville.

## Défense

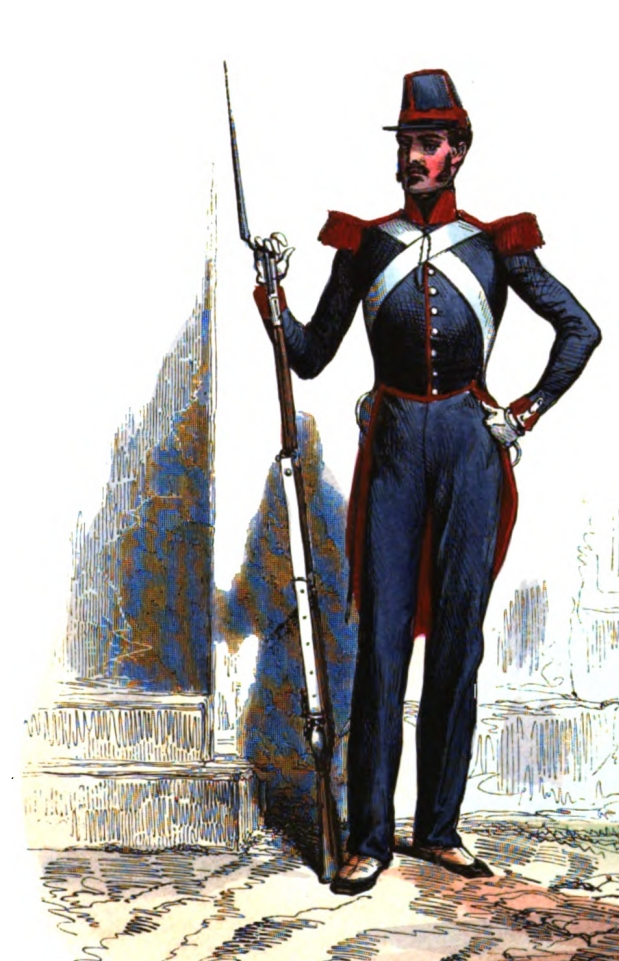
Garde nationale d'Alger.

### L'armée française et l'Algérie (1830-1978)

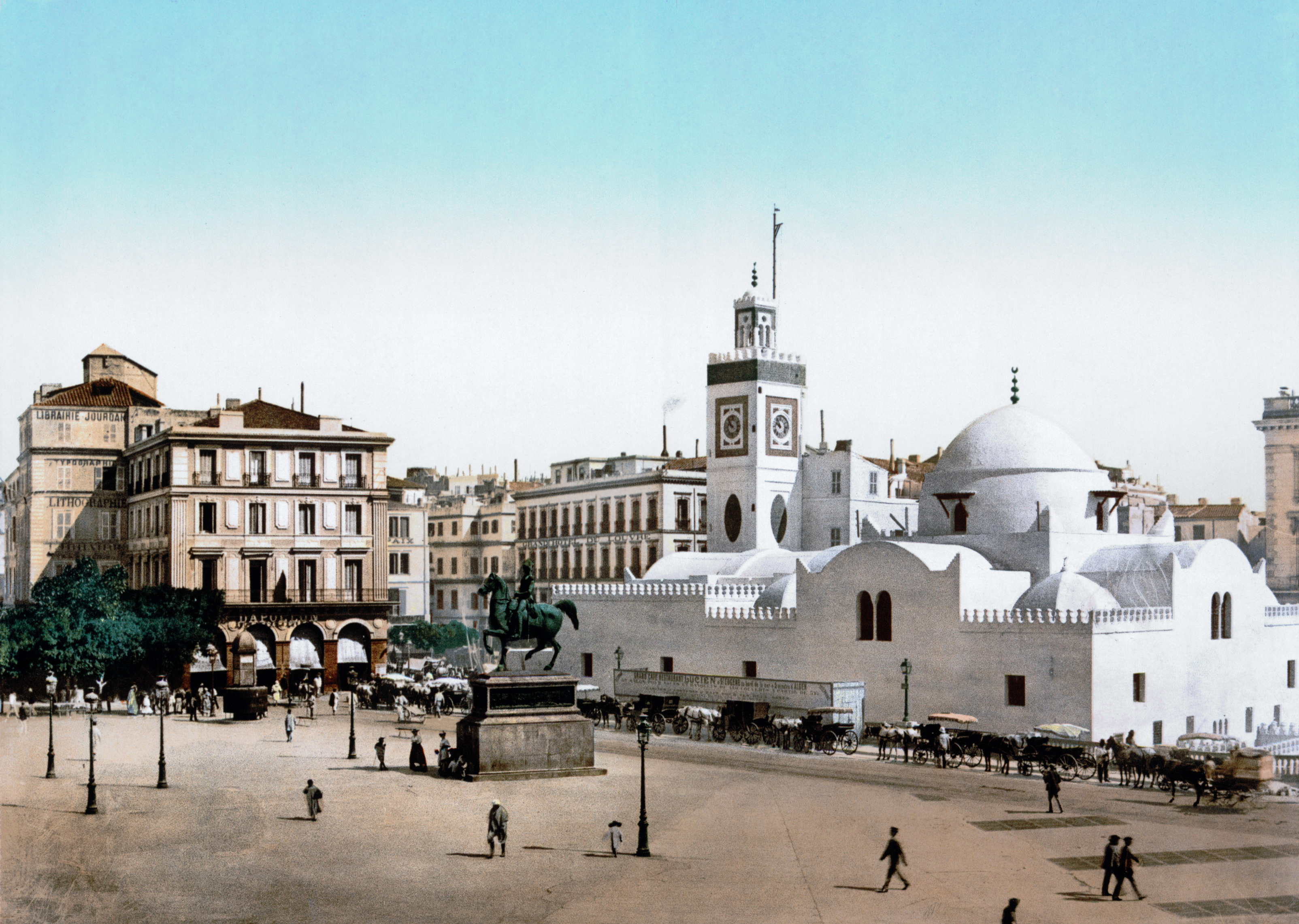
L'Armée et la Population d'Algérie au Duc d'Orléans, Prince royal, 1842, statue équestre de Carlo Marochetti à la mémoire du prince Ferdinand-Philippe dressée sur la Place du Gouvernement à Alger en 1845, circa 1890~1905.

L'armée française a une place prépondérante, particulière et historique en Algérie. C'est elle qui conquiert le territoire au nom de la France, qui lui fournit ses premiers colons (les familles des militaires dont sont issus les maréchaux Franchet d'Espèrey et Juin et les généraux Grossin et Jouhaud), qui administre la conquête à titre exceptionnel (par le Ministère de la guerre et non le ministère de la Marine comme c'est le cas dans les autres colonies) et qui a autorité sur le Sahara (territoire sous administration militaire depuis sa conquête en 1902 jusqu'en 1947). De fait l'Algérie, tout au long de son Histoire, du XIXe siècle comme au XXe siècle, est principalement administrée par des généraux et maréchaux.
Par ailleurs l'armée marque définitivement les lieux de son empreinte en baptisant les villes conquises d'après d'illustres généraux de la campagne d'Algérie ou des victoires napoléoniennes, c'est le cas entre autres d'Aumale (d'après le duc d'Aumale), Bugeaud (d'après le général Bugeaud), Damesme (d'après le général Damesme), Bréa (d'après le général Bréa), Cavaignac (d'après le général Cavaignac), Changarnier (d'après le général Changarnier), Cérez (d'après le général Cérez), Chanzy (d'après le général Chanzy) Palestro (d'après la bataille de Palestro), Arcole (d'après la bataille du pont d'Arcole) et Castiglione (d'après la bataille de Castiglione). De même, le plus ancien lycée d'Alger, créé en tant que collège en 1835, est renommé Lycée Bugeaud en 1848.
C'est également par le biais de cette même armée que la plupart des Français métropolitains découvrent le pays et se forgent une expérience de l'Algérie. Ils en feront part à leurs contemporains, avec l'arrivée du contingent dans les années 1960 ; les milliers d'appelés de la guerre d'Algérie.
Ainsi, l'Histoire de l'Algérie française explique l'attachement particulier de l'armée à ce territoire (putsch de 1958, putsch des généraux) et en retour l'attachement que lui porte une partie de la population d'Algérie, européenne (la semaine des barricades, l'engagement dans l'OAS) mais aussi musulmane (les harkis, les SAS, les GMS) ; attachement durable comme l'atteste la loi française du 23 février 2005.
Partie du port de Toulon, le 25 mai 1830, et arrivée la première avec le débarquement de Sidi-Ferruch, le 14 juin 1830, c'est également elle qui quitte l'Algérie, devenue indépendante, la dernière en 1965 pour le plus gros des effectifs, soit douze ans avant l'expiration de la première échéance (1977) d'un bail renouvelable consenti mutuellement par les accords d'Évian. Toutefois, des effectifs et installations françaises stratégiques sont maintenus sur le sol de la République algérienne, souveraine, jusqu'en 1967 et 1970. La seule exception est la base militaire française secrète de B2-Namous dans le Sahara, qui bénéficie de négociations particulières et confidentielles entre gouvernements français et algérien, son bail est reconduit en 1967 puis 1972 ; elle est finalement évacuée en 1978.

#### Armée d'expédition (1830)
L'armée d'expédition, aussi appelée Armée d'Afrique, qui participe à la « guerre d'Alger » en 1830 est un corps expéditionnaire commandé par le général Bourmont et offre un effectif de 37 639 hommes disposant de 3 853 chevaux et 70 bouches à feu de gros calibre.
La flotte est aux ordres de l'amiral Duperré et présente un total de 644 bâtiments dont 107 appartenant à la Marine royale.

#### Corps d'armée locaux
Un bataillon de la Garde nationale comprenant 500 hommes est créé à Alger en 1831 lors de l'expédition de Blida. Il est habillé, armé et équipé comme celui de la métropole. Il est composé d'Européens domiciliés à Alger et placé sous le commandement d'un négociant en vin qui est un ancien officier français de la Grande Armée.
Le 19e corps d'armée est un corps de l'armée française, créé par décret du JO du 13 août 1874, qui regroupe les différentes unités militaires d'Algérie française. Il comprend trois divisions, respectivement, division d'Alger, division d'Oran et division de Constantine. Durant les deux guerres mondiales, les mobilisés d'Algérie, Européens comme indigènes musulmans et israélites, sont répartis dans l'une d'entre d'elles en fonction de leur propre domicile.

##### Unités sahariennes françaises (1894-1962)
Les unités sahariennes furent des unités de l'armée française affectées au Sahara. Elles furent dissoutes à la suite des accords d'Évian, en 1962.

### Installations militaires

#### Base navale de Mers el-Kébir (1937-1968)
La base navale de Mers el-Kébir située à l'Ouest d'Oran est célèbre pour la bataille qui s'y déroule, le 3 juillet 1940. La France étant pratiquement défaite, la marine britannique, pourvue du double de navires, attaque son ancienne alliée française dans la rade du port, craignant qu'elle ne tombe aux mains des Forces de l'Axe. Après la Seconde Guerre mondiale, la France utilise Mers-el-Kébir comme base de soutien pour ses essais atomiques. Les accords d'Évian du 18 mars 1962, qui reconnaissent l'indépendance de l'Algérie en mettant fin à l'Algérie française, autorisent la France à conserver sa base jusqu'en 1977, mais la marine se retire officiellement le 1er février 1968.
Déclaration générale du 19 mars 1962 relative à l'Algérie : Chapitre III. Du règlement des questions militaires : « L'Algérie concède à bail à la France l'utilisation de la base de Mers-el-Kébir pour une période de quinze ans, renouvelable par accord entre les deux pays. »

#### Base aérienne de Bou-Sfer (1963-1971)
L'Armée de l'air française établit plus d'une vingtaine de bases aériennes en Algérie. Elle conserve l'une des plus stratégiques d'entre elles jusqu'en 1970, la base aérienne 180 Bousfer construite en 1963, et située à l'Ouest de la base navale de Mers el-Kébir. Bou-Sfer est également la ville natale d'Edmond Jouhaud, général de l'Armée de l'air, célèbre pour sa participation aux putschs de 1958 et 1961.

#### Installations militaires du Sahara (1947-1978)
En avril 1947, le Centre d'Essais d'Engins Spéciaux (CEES) est créé à Colomb-Béchar, il est renommé Centre Interarmées d'Essais d'Engins Spéciaux (CIEES) en 1948. Par la suite un second polygone est créé à 120 km à Hammaguir. Les deux bases sont évacuées en 1967.
La base de Reggane, dans la wilaya d'Adrar, héberge le Centre d'expérimentation saharien militaire (CSEM). La première bombe atomique Gerboise bleue y explose le 13 février 1960. L'événement est filmé. C'est la première d'une série de tests atomiques atmosphériques. La France devient la quatrième puissance nucléaire au monde. Le CSEM est officiellement colmaté et évacué en mai 1967.
À la suite des protestations internationales contre les essais atmosphériques du CSEM un second centre d'essai atomique destiné à des explosions confinées est créé à In Ekker, à 150 km de Tamanrasset, et porte le nom de Centre d'Expérimentations Militaires des Oasis (CEMO). Le 1er mai 1962, lors du deuxième essai souterrain, l'explosion crée une brèche dans le mont Taourirt et provoque une fuite radioactive, c'est l'accident de Béryl ; le vingt-neuvième incident de ce type connu dans le monde. Le ministre de la Défense Pierre Messmer et celui de la Recherche et des Technologies Gaston Palewski sont dans la tribune de la délégation officielle pour assister au tir, ils sont irradiés avec le reste de la délégation lorsqu'un changement soudain de direction du vent oriente le nuage radioactif vers eux. Les deux ministres décèdent respectivement 45 ans et 22 ans plus tard (à 91 ans et 83 ans). Neuf appelés du contingent, membres du 621e Groupe d'Armes Spéciales sont également sur les lieux ; mal protégés ils sont encore plus fortement irradiés. Le CSEM est abandonné en 1967.

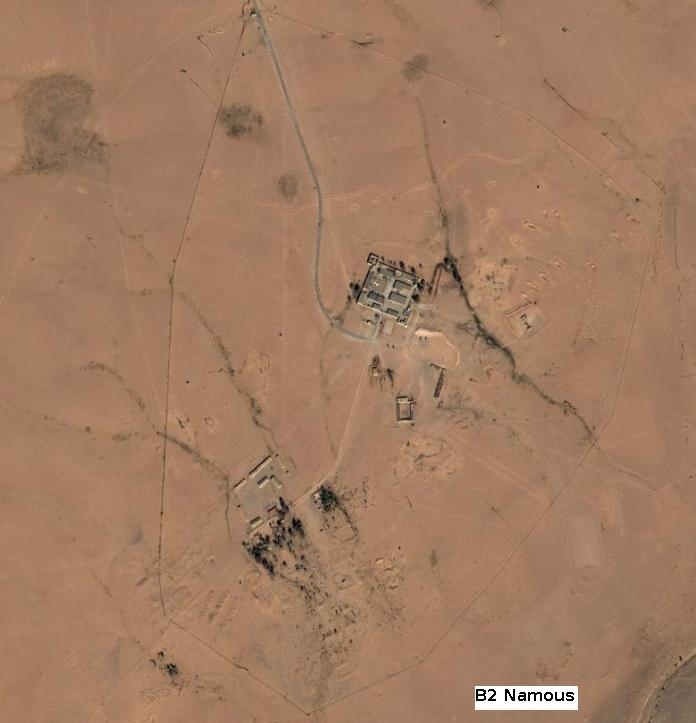
L'ancien centre B2-Namous. Au Nord son point de contrôle et l'unique route qui y mène reliée à l'une des deux voies d'accès en direction de Beni Ounif, à l'Est ses installations principales avec son héliport, à l'Ouest ses baraquements et tout autour le périmètre défensif interdisant l'accès à la base. 2008.

Dès 1935, la Section technique de l'armée (STA) installe une base secrète d'essais d'armes chimiques et bactériologiques, le Centre d'Expérimentation Semi-Permanent (CESP) dans l'oued Namous au Sahara. Le polygone d'essai de B2-Namous est remis en activité en 1965 à l'initiative du président Charles de Gaulle et le reste jusqu'en 1978, soit quinze ans après l'indépendance de l'Algérie et au terme de deux échéances (1967 et 1972) du bail concédé à la France par les accords d'Évian de 1962. Officiellement gérée par une entreprise civile, la Société d’études techniques et d’entreprises générales (SODETEG) du groupe Thomson, pour ne pas indisposer les autorités d'Alger traitant avec l'armée française, B2-Namous est la dernière installation militaire étrangère, connue, à être restée en activité après la fin de l'Algérie française.

### Les indigènes algériens et l'Armée française (1830-1964)

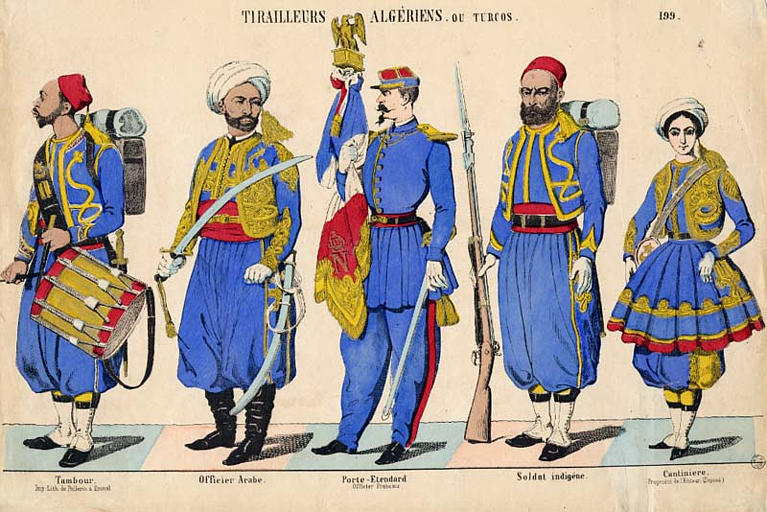
Tirailleurs algériens ou Turcos : Tambour, Officier arabe, Porte-Étendard (officier français), Soldat indigène, Cantinière, 1852.

Après la prise d'Alger aux Ottomans en 1830 par le corps expéditionnaire français du comte de Bourmont, des indigènes algériens prêtent allégeance à la France. C'est d'abord le cas des cavaliers « Sibahis » (« cavalier libre ») Turcs du général Joseph Vantini, alias Youssouf, qui se rallient aux Troupes d'Afrique sous le nom de Spahis. C'est ensuite le cas de la confédération tribale berbère de Kabylies, Zouaoua, qui donne son nom à un nouveau type de corps d'infanterie nommée zouave. Un second corps d'armée composé majoritairement d'indigènes musulmans est ensuite créé en 1842 sous le nom de Tirailleurs algériens ; les mobilisés européens et israélites constituent alors l'infanterie zouave.
Dès lors ces troupes se battront pour la France dans toutes les campagnes coloniales, y compris contre d'autres indigènes, aussi bien que pour la défense de la métropole, notamment durant les campagnes de la Première Guerre mondiale (1914-1918) et Seconde Guerre mondiale (1939-1945). Elles se battront également pour la défense des intérêts français durant les guerres d'indépendance sous-tendues pas la guerre froide (1946-1962).
Paradoxalement, ces combattants et leurs familles ont à répondre de leur choix politique pris en temps de guerre aussitôt advenu le temps de la paix établie par la signature de traités d'armistices. Au XIXe siècle cela se traduit par le traité de Tafna et le massacre des Ben Zetoun, au XXe siècle ce sont les Accords d'Évian et le massacre d'Oran. Au XXIe siècle, ce choix des parents et grands-parents de soutenir la République française est l'enjeu d'un conflit générationnel dont les répercussions se manifestent encore dans la France contemporaine des années 2000.

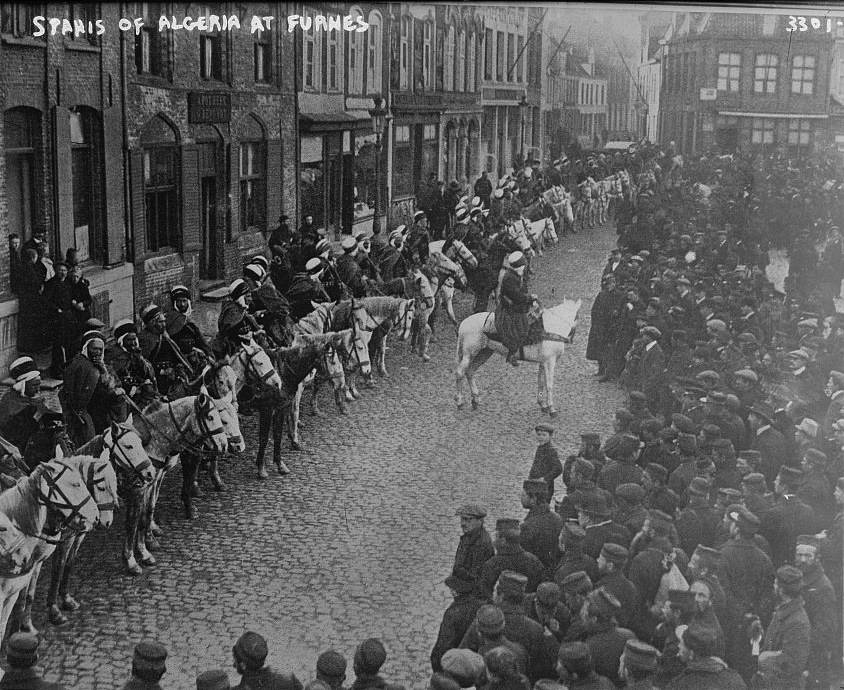
Spahis d'Algérie à Furnes, en Belgique, circa 1915.

#### Cavalerie
Après la conquête d'Alger est formée, le 21 octobre 1830, une cavalerie indigène, les « Chasseurs algériens », commandée par le chef d'escadron Marey-Monge et le capitaine Joseph Vantini (converti à l'Islam il change son prénom Joseph en Youssouf). Le 17 novembre 1831 (ou en 1832 selon les sources), les Chasseurs algériens sont incorporés dans les deux régiments de Chasseurs d'Afrique créés le même jour à l'aide de Chasseurs à cheval provenant des trois escadrons débarqués de France en 1830 et de volontaires provenant de la cavalerie métropolitaine.
Créés en 1830, les deux escadrons de Zouaves à cheval sont formés, mais ils intègrent les corps des Chasseurs d’Afrique en 1831.
La loi du 9 mars 1831 autorise les généraux commandant les pays occupés à former des corps militaires composés d’indigènes et d’étrangers. Dix ans plus tard ils deviennent des Spahis en application de l'ordonnance du 7 décembre 1841 créant un corps unique de cavaliers indigènes.
La formation des Chasseurs d'Afrique date de décembre 1830. Le 1er régiment de chasseurs d'Afrique est créé le 1er mars 1832 par ordonnance royale avec deux escadrons de Chasseurs algériens ou Zouaves à cheval dont vingt Turcs ayant servi sous les ordres de Joseph Vantini (Youssouff). Il livre sa première bataille le 6 avril 1832, dans l'affaire d'El Ouffia sous le commandement du colonel Schauenbourg. De 1830 à 1834 le nouveau corps de cavalerie, des Chasseurs d'Afrique, est mixte ou « franco-arabe », il est composé de Français et d'indigènes algériens Arabes.
Le corps des cavaliers Spahis est créé par l'ordonnance du 10 septembre 1834 prescrivant la formation à Alger d'un corps de cavaliers indigènes sous la dénomination de « spahis réguliers ». Les unités de Chasseurs indigènes et Mamelouks sont transférées dans le corps des Spahis à la suite de l'ordonnance du 7 décembre 1841 qui crée un corps unique de cavaliers indigènes. Les Spahis sont dissous en 1962, à l'exception de l'historique 1er régiment de spahis marocains, stationné à Valence, Rhône-Alpes, et qui subsiste en 2009 comme arme blindée-cavalerie.
Les méharistes constituent un corps de cavalerie à dos de dromadaire créé en 1901 sous l'impulsion du commandant François-Henry Laperrine. Plusieurs unités sont successivement créées telles les Compagnies des Oasis sahariennes qui forment un corps spécial de l'armée française, créé par décret le 1er avril 1902, et composé d'indigènes, à l'origine des Mozabites de la tribu Chaamba. Il s'oppose aux tribus Touaregs (ennemis des Chaamba) et opère sous les ordres du lieutenant Guillo Lohan durant la campagne du Sahara (1902-1907).

#### Infanterie

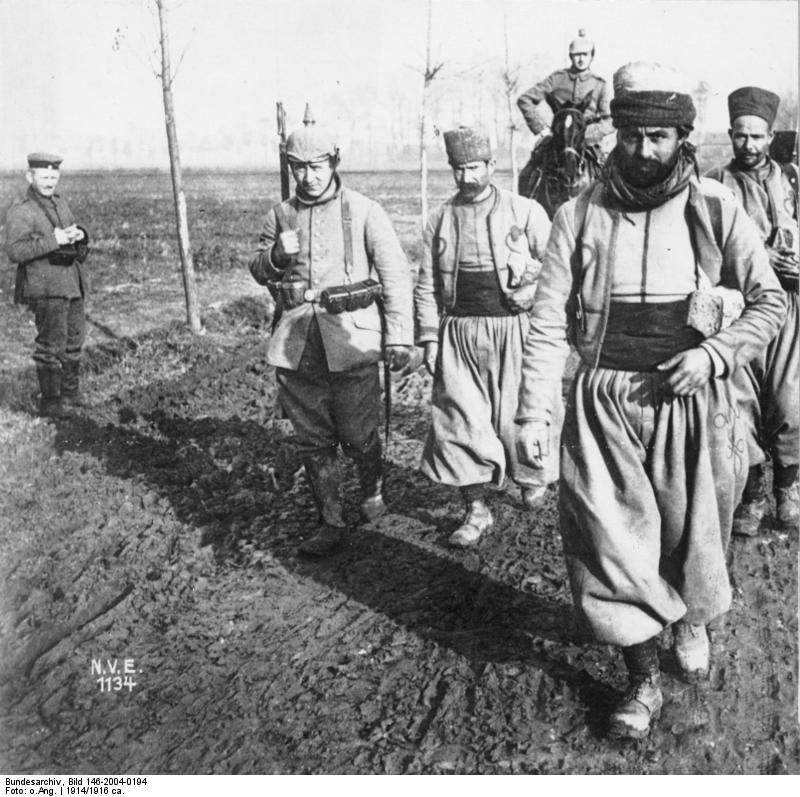
La marche de Tirailleurs algériens prisonniers des Allemands durant la Première Guerre mondiale, circa 1914~1916.

Le corps des zouaves, composé originellement de deux bataillons, est créé le 1er octobre 1830 par le général Clauzel. Les membres de ce corps sont transférés dans celui des Tirailleurs Algériens à la création de ce dernier en 1842, les troupes zouaves cessent alors d'être composées d'indigènes.
Les Tirailleurs algériens (surnommés « Turcos ») est un nouveau corps de l'Armée de terre composés d'indigènes en remplacement des Zouaves. Par la suite, le combattant Tirailleur est adopté dans les troupes coloniales françaises, dont les célèbres Tirailleurs sénégalais et les Tirailleurs indochinois.
Les harkis sont des volontaires s'engageant comme supplétifs de l'armée française durant la guerre d'Algérie (1954-1962). Pour une perspective détaillée voyez l'article consacré aux harkis pendant la guerre d'Algérie.
Les Moghaznis sont des supplétifs des Sections administratives spécialisées (SAS) et les sections administratives urbaines de l'armée française durant la guerre d'Algérie.
La situation des indigènes dans l'armée française est particulièrement délicate, ils ne sont pas reconnus comme citoyens français à part entière par les autorités, leur progression hiérarchique est ainsi plus lente que celle de leurs compatriotes français. En même temps ils sont considérés comme des « traîtres » par leurs congénères indigènes qu'ils combattent au nom de la France.

##### Abandon français (1962-1977)
Le 26 décembre 1959, le président de Gaulle et son ministre Mesmer, instaurent le gel des pensions des Anciens combattants indigènes algériens (entre autres) :
« Après l'indépendance de leur pays, les pensions d'invalidité et de retraite de ces anciens combattants avaient été gelées par le général de Gaulle en 1959. Elles étaient souvent réduites à des montants symboliques, jusqu'à dix fois inférieures aux sommes perçues par les Français. »
À ce sujet, le sénateur Guy Fischer déclare lors de la séance du 30 novembre 2000 :

« Notre amendement porte sur le douloureux et récurrent problème de la cristallisation des pensions des anciens combattants venus défendre notre pays au cours des deux dernières guerres mondiales. Ces soldats, issus d'Afrique noire, du Maghreb, d'Indochine ou d'autres colonies, ont participé courageusement à la défense et à la libération de la France. Or, la loi de finances pour 1960, du 26 décembre 1959, qui a institué la cristallisation des pensions, dispose qu'à compter du 1er avril 1961 les pensions, rentes ou allocations viagères imputées sur le budget de l’État ou d'établissements publics dont sont titulaires les nationaux des pays ou territoires ayant appartenu à l'Union française ou à la Communauté, ou encore ayant été placés sous le protectorat ou la tutelle de la France, seront remplacées par des indemnités calculées sur la base des tarifs en vigueur à la date de leur transformation. Concrètement, dès 1962, la cristallisation s'appliquait à la quasi-totalité des États d'Afrique noire et aux trois États du Maghreb. »

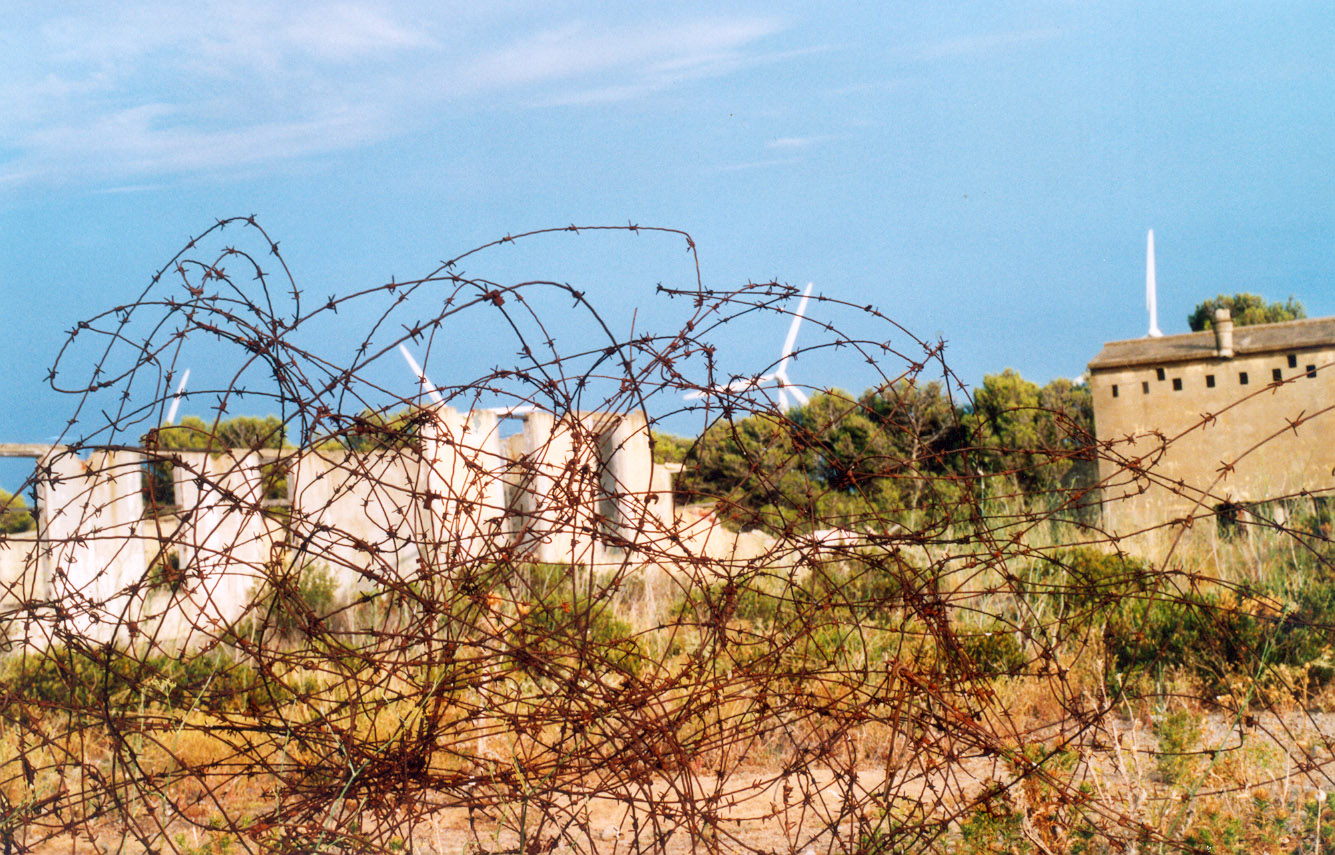
Camp de Rivesaltes où est « accueilli » le reliquat du 1er régiment de tirailleurs algériens et leurs familles d'octobre 1962 à février 1977, 2007.

En juillet 1962, les autorités françaises parisiennes font désarmer les troupes loyalistes indigènes (dont les harkis) et imposent un nombre limité de « rapatriés » durant l'évacuation des populations refusant de vivre dans une République algérienne. En 1963, lors du procès du Petit-Clamart, l'avocat de la défense (le colonel Bastien-Thiry et les autres conspirateurs) et parlementaire français Jean-Louis Tixier-Vignancour déclare :

« […] Il est possible que le général de Gaulle, dans une vue panoramique du monde, ait estimé qu'il était superflu de ramener en France plus de trois mille harkis. Le Conseil des Ministres avait en effet déclaré : on en ramènera trente mille. Et au Conseil des Ministres suivant, on s'est aperçu que trente mille harkis ou moghaznis, cela faisait trois cent mille personnes, parce qu'il fallait compter avec la femme, la mère et les enfants ! À peu près dix personnes par harki ou par moghazni. Alors M. Louis Joxe a tranché, et avec son air toujours un peu excédé, et sa courtoisie lassée, il a dit : « Réduisons à trois mille. » Il en est revenu quatre mille cinq cents, parce que la marine présente cette particularité exceptionnelle d'avoir des bateaux pour transporter et des traditions à respecter. »

À leur arrivée en métropole, les anciens combattants indigènes sont mis à l'écart avec leur famille dans le camp d'internement de Rivesaltes, Languedoc-Roussillon, sous ordre du gouvernement ; ils subissent le même sort que les réfugiés indochinois en 1956 quand ils sont « accueillis » dans le camp de transit de Sainte-Livrade-sur-Lot, Lot-et-Garonne,.

## Administration

### La continuité avec la régence d'Alger
L'administration française de l'Algérie présente des éléments de continuité avec la régence d'Alger. Le système monétaire de la régence est conservé jusqu'en 1848 au nord (et plus tard encore pour le paiement des tributs de guerre), et jusqu'au XXe siècle dans le Sahara.
Jusqu'en 1918, les musulmans étaient uniquement soumis aux « impôts arabes » (achour, hokor, lezma, zakât) et non à une fiscalité à l'européenne. Les indigènes restent aussi régis par les « lois musulmanes » en lieu et place du Code civil. La scolarité des enfants indigènes ne touchant que 5 % des enfants en 1914 et 15 % en 1954, l'enseignement indigène était encore actif au point qu'une motion du congrès des maires d'Algérie demande sa disparition en 1909. Dans les provinces de Constantine et d'Oran, sous administration militaire, au XIXe siècle, les Français composent avec les coutumes administratives locales. Ainsi l’administration de ces territoires se fera par le biais de notables indigènes locaux, comme les caïds, Bachagha, Khalifa. Lors de la conquête, la pratique de l'amen - reddition/négociation selon les pratiques locales - est la règle qui régit le rapport entre l'armée française et les tribus. Enfin, comme dans la Régence, l'administration française prend en compte le rôle social de la religion. Elle intègre politiquement, que le contrôle de la population algérienne passe par le contrôle des confréries religieuses, tout en se désengageant de leur gestion interne.

### Bureaux arabes

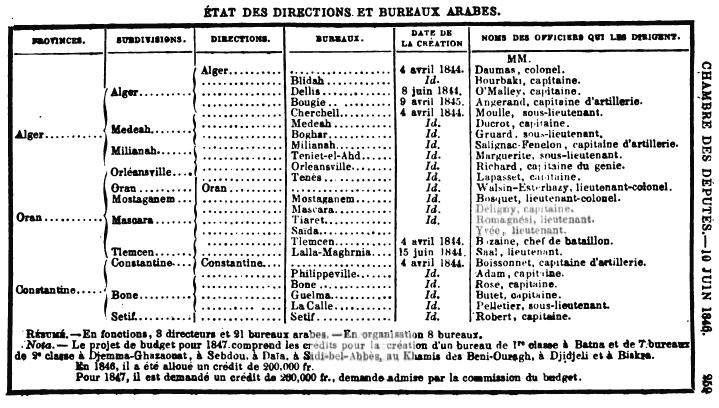
État des directions et bureaux arabes. Chambre des députés, 10 juin 1846.

Les bureaux arabes sont créés le 4 avril 1844.

### Sièges des institutions locales

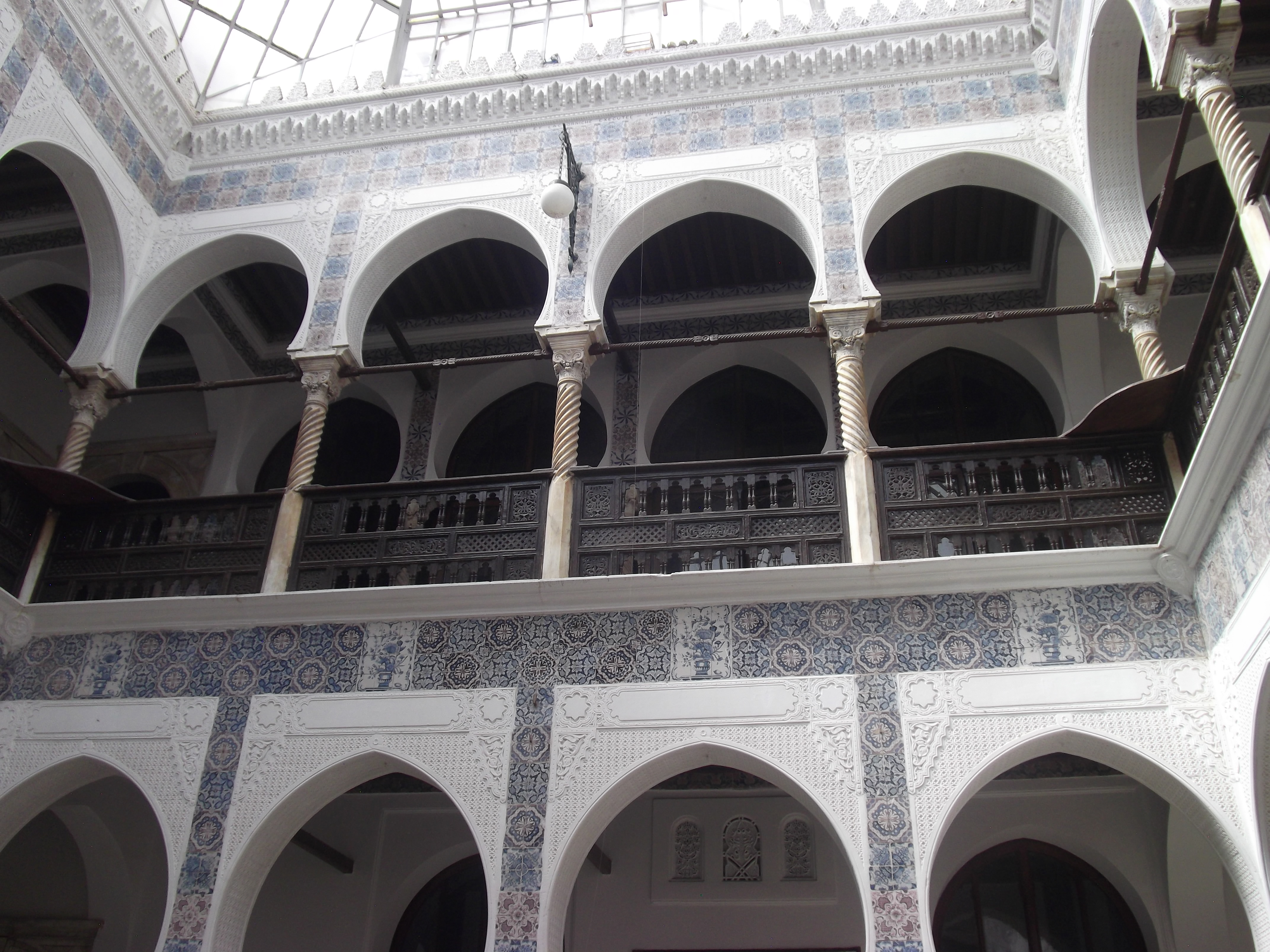
Intérieur de Dar Hassan Pacha, première résidence des Gouverneurs d'Algérie.

Sceau du gouvernement général de l'Algérie sous le Second Empire, 1865.

Au début de la colonisation, les premiers gouverneurs de l'Algérie siègent dans l'ancien palais d'hiver des deys, connu sous le nom de Dar Hassan Pacha. Ce palais accueille Napoléon III lors de ses visites en Algérie en 1860 et 1865. Le Gouvernement général d'Algérie (G.G.), immeuble monumental de 600 bureaux et de salles de réunions, centralise les services généraux de l'Algérie française. Cet édifice en forme de H est bâti entre 1929 et 1934, avec aménagements postérieurs jusqu'en 1955, à Alger boulevard Laferrière, rue Berthèse, Saint-Augustin et boulevard du Maréchal Foch, par l'Entreprise Perret Frères selon les plans de l'architecte Jacques Guiauchain et couvre une superficie supérieure à 4 400 m.
Le bâtiment principal est surmonté d'un large balcon à deux étages donnant sur la cour intérieure adjacente au boulevard Lafferière et faisant face au Forum (place Clemenceau).
Sa valeur hautement symbolique lui vaut d'être le siège d'un premier putsch d'Alger le 13 mai 1958 à l'occasion duquel est proclamé le Comité de Salut Public présidé par le général Jacques Massu, puis d'un second, nommé putsch des généraux, le 23 avril 1961, sous la conduite des généraux Maurice Challe, Edmond Jouhaud, Raoul Salan et André Zeller.
C'est également de ce balcon qu'est prononcée la phrase historique du président du Conseil Charles de Gaulle « Je vous ai compris », introduction de son discours aux habitants de l'Algérie d'alors, le 4 juin 1958.
En plus du G.G., la capitale Alger héberge l'Assemblée d'Algérie.

### Institutions
L'Algérie sera d'abord placée sous la responsabilité de commandants militaires, assistés d'administrateurs civils dont l'un des premiers d'entre eux, le baron André Pichon (nommé en 1831), conseiller d'état, posa les premières assises de la législation algérienne.
Une ordonnance de 1845 divisa l’Algérie en trois provinces (Alger, Oran, Constantine), beyliks ottomans, récemment conquises, chacune divisée en territoire civil, territoire mixte et territoire arabe.
La première, officiellement pacifiée, fut administrée à la française par des fonctionnaires civils ; les deux autres où les indigènes gardèrent leurs lois furent administrées par des officiers.
Le 9 décembre 1848 des départements français, subdivisés sur le modèle français, en arrondissements et communes, se substituèrent aux territoires civils des trois provinces. Les provinces furent totalement départementalisées au début de la IIIe République. La loi du 24 décembre 1902 en fixa les limites définitives. Le sud algérien non départementalisé forma six territoires regroupés au sein des Territoires du Sud en 1902 ; leur nombre fut réduit à 4 en 1905.
À partir de 1955, le nombre de départements s'accrut, passant à 4, puis à 18 deux ans plus tard (avec le remplacement des « territoires du Sud » par deux départements « sahariens »), et à 21, un an après, pour retomber à 18 à la veille de l'indépendance en 1962.
L’organisation communale française fut transposée pour la première fois, dans la zone civile, par l’ordonnance du 28 septembre 1847, mais, à la différence de ce qui se passait en France, les maires et les conseillers municipaux étaient nommés et non élus.

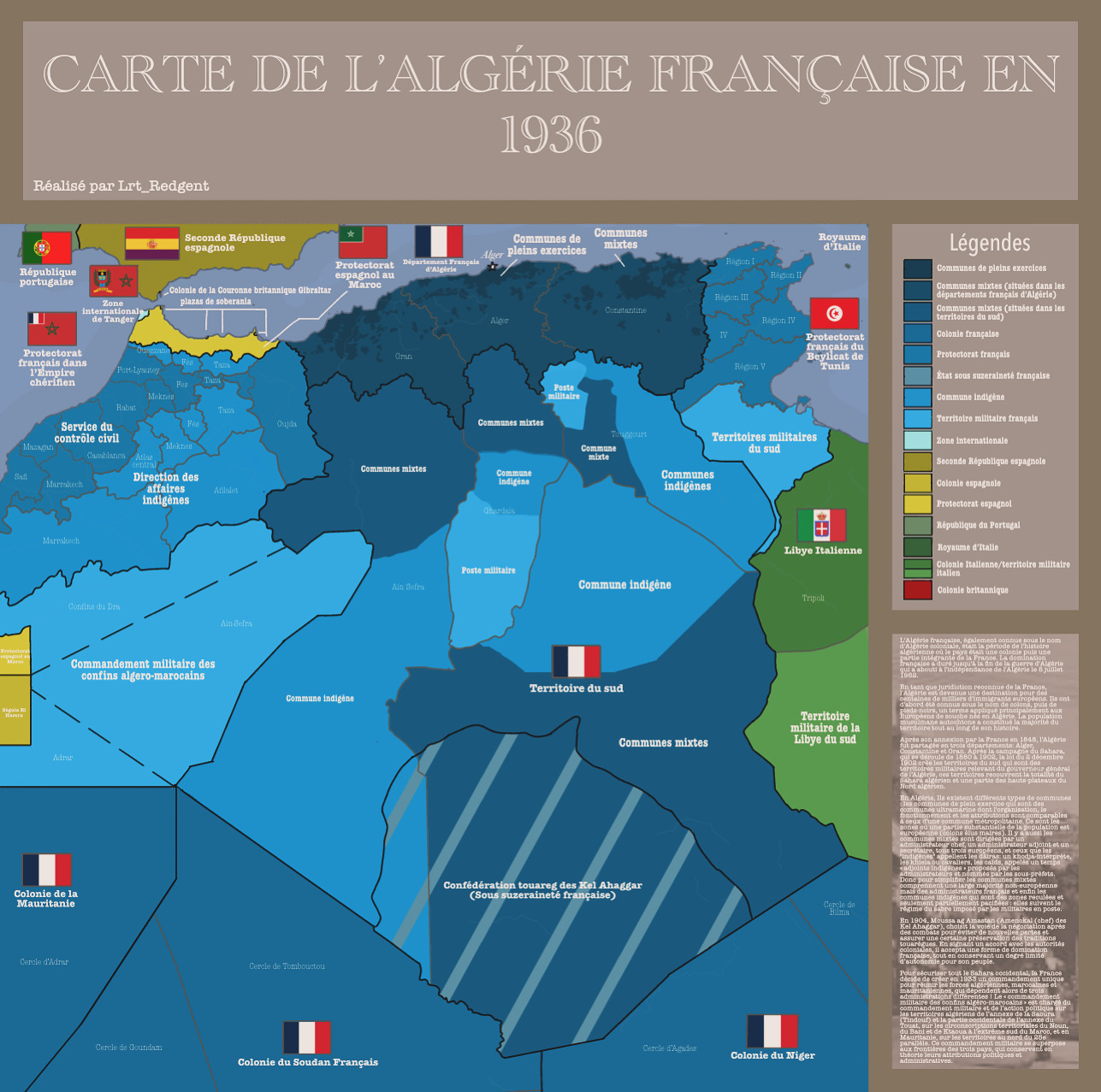
Carte de l’Algérie Française en 1936 montrant les différentes types de communes

Parallèlement à l’expansion de la zone civile au nord de l’Algérie, le mouvement municipal se développa et donna naissance à deux types de communes :
- les communes de plein exercice, territoire où la population européenne était assez nombreuse pour pouvoir gérer elle-même ses affaires ;
- les communes mixtes, territoires où la population européenne installée n’était pas assez compacte et dense pour former une commune de plein exercice ;
- les communes indigènes, formées de tribus où l'élément européen n'avait pas encore pénétré. Elles étaient administrées par des commissions mi-partie indigènes mi-partie européennes, fonctionnant sous la surveillance de généraux de brigade. Ces communes indigènes étaient toutes situées en territoire militaire.

Cette organisation municipale révélait bien le sens de l’assimilation administrative qui s’opérait en fonction et au profit de l’élément européen. Ce système demeura à peu près inchangé de 1870 à 1956. Ainsi l'institution communale coloniale présentait une physionomie spéciale. La présence de deux populations distinctes européenne et musulmane inspirait non seulement deux types d’administration communale, mais aussi deux types de structures infra-communales, plus réduites :
- les centres de colonisation, administrés par un adjoint spécial européen ;
- les douars qui avaient à leurs têtes un adjoint indigène. Un ensemble de plusieurs douars constituait une ferka, administrée par un cheikh. Un certain nombre de ferkas composaient la tribu, à la tête de laquelle se trouvait un Caïd. Les tribus étaient groupées en aghaliks, avec un agha pour chef.

Ce qui expliquait parfois la présence côte-à-côte de deux communes homonymes, mais ayant un statut différent l'une de l'autre, comme à Aïn Témouchent.

### Statut de l'Algérie française
Le statut de l'Algérie a été et reste débattu par les historiens.

#### Occupation et annexion
Le débat porte d'abord l'occupation et l'annexion de l'Algérie par la France.
Des auteurs, tel Mohammed Bedjaoui, ont soutenu que l'Algérie n'a fait l'objet que d'une occupation jusqu'à son indépendance.
D'autres, tel Abdelmadjid Belkherroubi, ont admis l'effectivité de son annexion par la France. Bien que l'article 109 de la Constitution du 4 novembre 1848 soit le premier texte à avoir expressément déclaré l'Algérie « territoire français », ils s'accordent pour considérer que son annexion est intervenue antérieurement, à la suite d'une debellatio.
Mais des divergences subsistent quant à la date de l'annexion.
Quelques auteurs, tel Paul-Émile Viard, ont proposé le 5 juillet 1830, date d'acceptation de la capitulation d'Alger par le dey Hussein. Mais ce choix a été contesté de nombreux auteurs, tels Yves Lacoste, André Nouschi et André Prenant, au motif notamment que la capitulation ne concerne expressément que la ville d'Alger. Au reste, il n'a pas été retenu par la doctrine.
D'autres auteurs ont proposé le 22 juillet 1834, date de l'ordonnance relative au commandement général et à la haute administration des possessions françaises dans le nord de l'Afrique. C'est le choix de la majorité de doctrine française. Il s'expliquer parce l'ordonnance est le premier texte à avoir expressément désigné l'« ancienne Régence d'Alger » comme « possessions françaises ». Il est contestable car, comme cela a été souligné, la France n'occupait, à cette date, que les principales villes du littoral algérien et leurs alentours immédiats.
Des auteurs n'ont pas manqué de relever que des juridictions, tel le tribunal civil de la Seine dans un jugement du 30 juin 1838, ont retenu le 10 août 1834, date de l'ordonnance sur l'organisation de la justice en Algérie.
Enfin, d'autres auteurs, tel Abdelmadjid Belkherroubi, ont proposé 1847, date de la reddition de l'émir Abdelkader, bien qu'ils admettent que des résistances locales se manifestèrent jusqu'en 1871.
Après le massacre de Damas (1860) et l'intervention de l'émir Abdelkader en exil, Napoléon III propose la création d'un "royaume arabe", assurant « l'égalité parfaite entre indigènes et européens »,.

#### «Prolongement du territoire français»et colonie
Le débat porte aussi le statut de colonie de l'Algérie pendant la période.
L'Algérie a pu être présentée comme un « prolongement du territoire français » pour exprimer que le territoire algérien était « assimilable au territoire métropolitain » et souligner, sinon que l'Algérie n'était pas une colonie, du moins qu'elle n'était pas, pour ainsi dire, une colonie comme les autres.
L'assimilation de l'Algérie au territoire métropolitaine se retrouve dans des décisions du justice antérieures à la Seconde Guerre mondiale. Par exemple, dans un arrêt du 27 février 1934, la Cour de cassation qualifie les départements algériens de « transméditerranéens ».
Plusieurs arguments étayent cette présentation.
En premier lieu, jusqu'à la loi Césaire du 19 mars 1946, l'Algérie est la seule possession ultramarine française à avoir été érigée en départements.
En deuxième lieu, excepté de 1858 à 1860, l'Algérie et les autres colonies ont toujours relevé de ministères différents, à savoir : pour l'Algérie, le ministère de la Guerre puis, à la suite d'un décret du 24 octobre 1870, celui de l'Intérieur ; et, pour les autres colonies, le ministère de la Marine jusqu'en 1883, puis un sous-secrétariat d'État jusqu'en 1894 et enfin le ministère des Colonies qui prendra le nom de ministère de la France d'Outre-mer en 1934.
En troisième lieu, les traités souscrits par la France s'appliquaient de plein droit en Algérie, non seulement en l'absence de toute stipulation expresse, mais également lorsqu'il était expressément stipulé que le traité ne s'appliquait qu'au territoire européen des parties contractantes.
Cependant, l'Algérie n'a jamais eu le même régime juridique que la métropole et a connu l'application d'éléments du droit colonial.

#### Algérie proprement dite et territoires du Sud
En 1900, les débats portent enfin sur l'unité de l'Algérie et ses spécificités pendant la période.
Jusqu'en 1900, l'unité de l'Algérie était assurée par le gouverneur général, l'Algérie, envisagée globalement, ne disposant ni de la personnalité juridique ni de l'autonomie budgétaire.
Une loi du 19 décembre 1900 dote l'Algérie de la personnalité civile (art. 1er) et d'un budget autonome, distinct de celui de la France métropolitaine (art. 2),.
Mais la loi du 24 décembre 1902, portant création des Territoires du Sud, dote ceux-ci de la personnalité civile (art. 2) et d'un budget autonome, distinct de celui de l'Algérie (art. 3),.
La dualité ainsi créé était néanmoins atténuée par le fait que le gouverneur général exerçait, dans les Territoires du Sud, les attributions administratives qui, en Algérie du Nord, étaient dévolues aux préfets. La situation perdura jusqu'à la loi du 20 septembre 1947 portant statut organique de l'Algérie : après avoir défini l'Algérie comme « un groupe de départements doté de la personnalité civile, de l'autonomie financière et d'une organisation particulière » (art. 1er), elle y englobe les Territoires du Sud, « considérés comme des départements » (art. 50). Le Conseil d'État ayant considéré que les départements algériens sont des départements d'outre-mer, l'Algérie devient une collectivité sui generis.

### Ministères de rattachement de l'Algérie
Les services civils de l'Algérie ont relevé de différents ministères :
- 1er décembre 1831 – 12 mai 1832 : divers ministères[195] ;
- 12 mai 1832 – 24 juin 1858[196] : ministère de la Guerre[195] ;
- 24 juin 1858[196] – 24 novembre 1860 : ministère de l'Algérie et des Colonies[195] ;
- 24 novembre 1860 – 26 août 1881 : ministère de la Guerre[195] ;
- 26 août 1881 – 1885 : divers ministères[195] ;
- 1885 – : ministère de l'Intérieur[195] ;
- 1957 : ministère de l'Algérie (décret du 13 juin 1957[197]) ;
- 1957 : ministère du Sahara (décret du 13 juin 1957[197]) ;
- 1960 : ministère chargé des Affaires algériennes (décret du 22 novembre 1960[198]).

### Organisation administrative

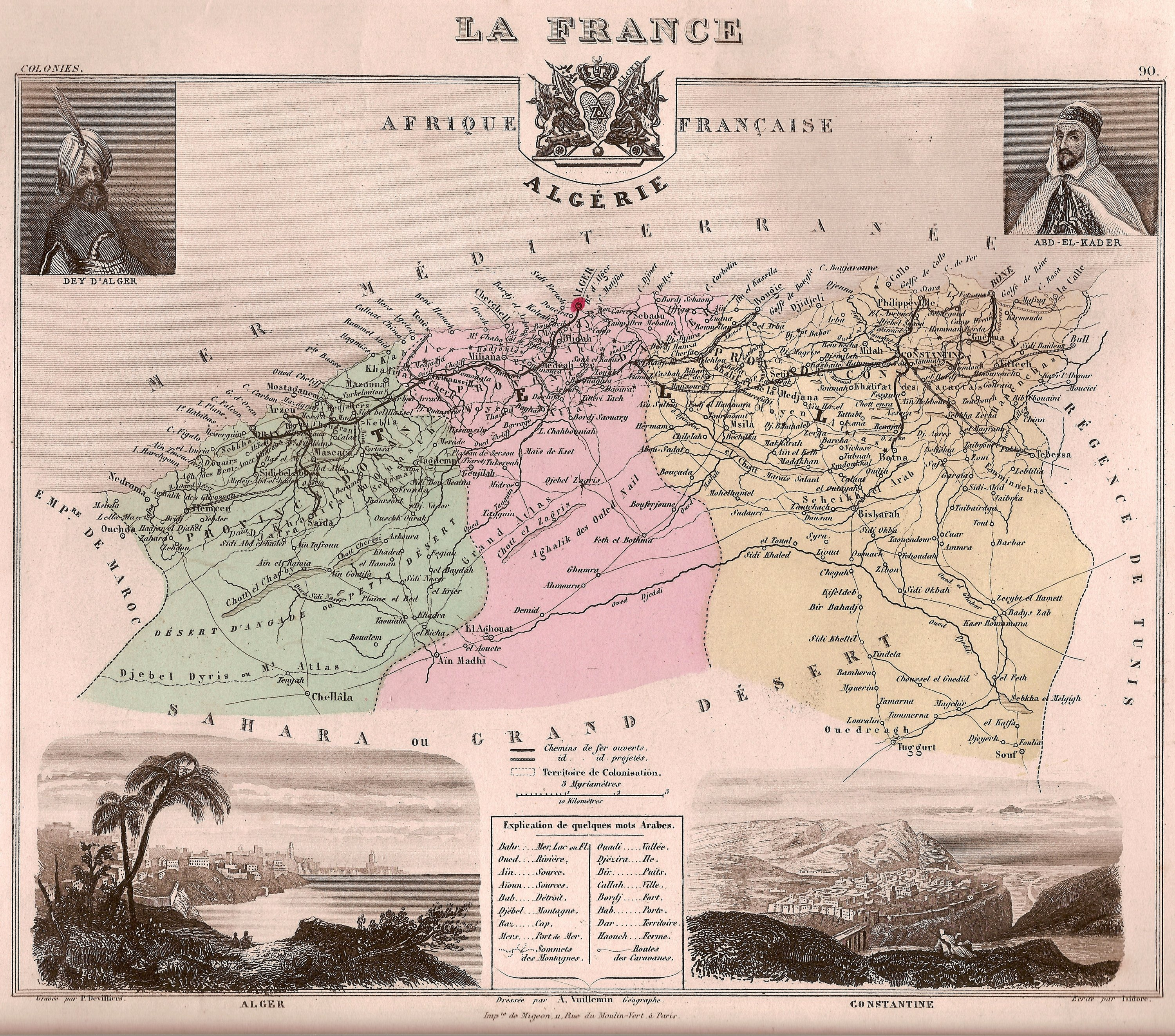
Carte des trois provinces d'Algérie (d'Oran en vert, d'Alger en rose, de Constantine en orange) avant leur remplacement par les départements français d'Algérie et au sud le Sahara ou « Grand désert » avant sa conquête, circa 1848.

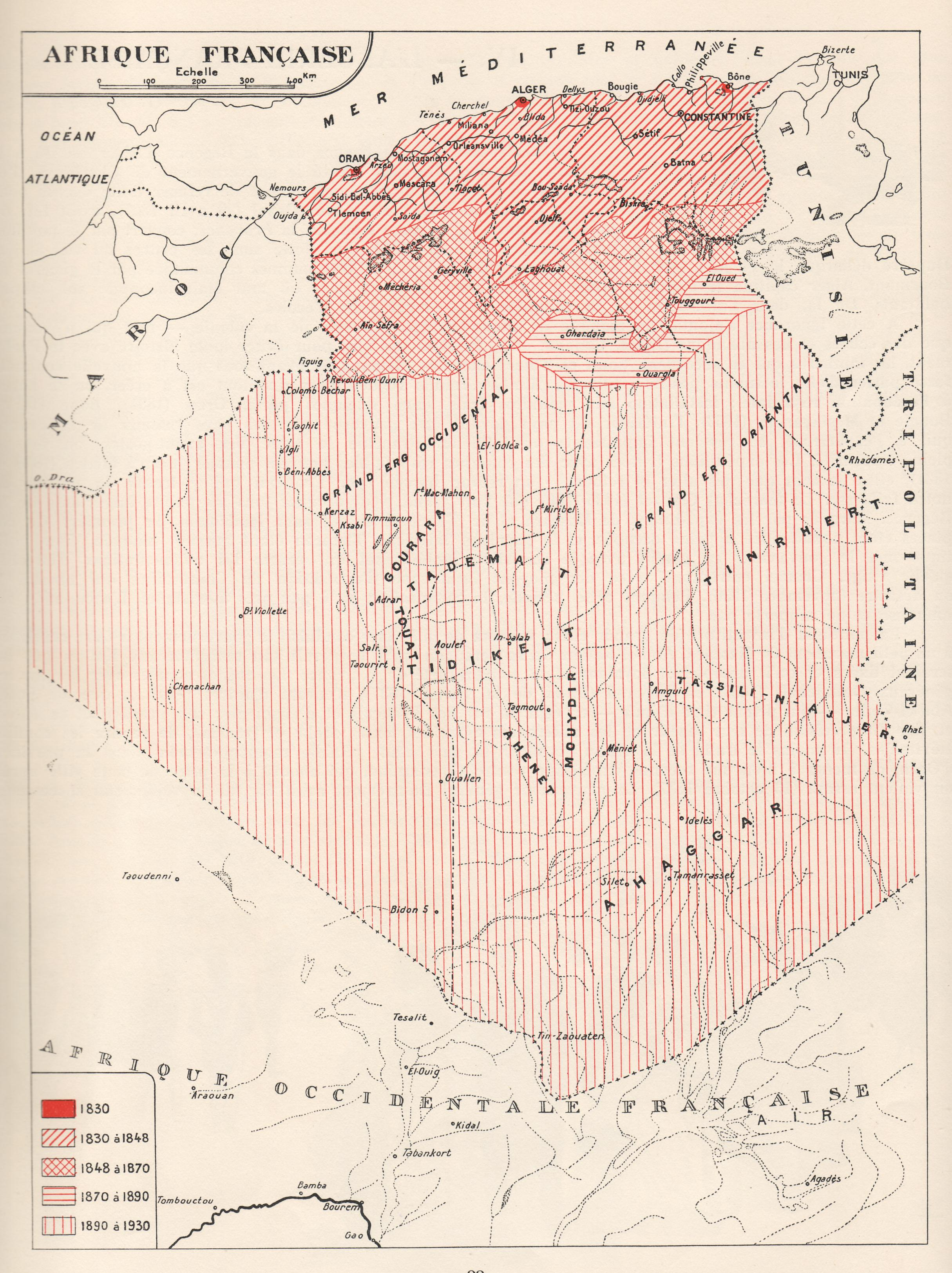
Carte de 1934, titrée Afrique française, montrant les étapes de la formation territoriale de l'Algérie française.

Avec la victoire des Troupes d'Afrique sur l'État d'Alger dirigé par Abd el-Kader le 21 décembre 1847, et la soumission de ce dernier à la France le 23 décembre 1847, cette dernière procède en 1848 à l'unification du territoire et à la création de trois provinces nommées respectivement, province d'Oran (à l'ouest), province d'Alger (au centre) et province de Constantine (à l'est).

#### Départements (1848-1962)
De 1848 à la loi Césaire du 19 mars 1946, l'Algérie est la seule possession ultramarine française érigée en départements.
Au début de la IIe République, le général Cavaignac, chef du pouvoir exécutif provisoire, prend, le 9 décembre 1848, un arrêt important : s'il maintient la division de l'Algérie en trois provinces, il érige leur territoire civil en trois départements — d'Alger, d'Oran et de Constantine — et supprime leur territoire mixte qu'il répartit entre leur territoire civil — départementalisé — et leur territoire militaire,. Les provinces disparaissent au début de la IIIe République, leur territoire étant totalement départementalisé.
En Algérie, le département est subdivisé en arrondissements et communes, (article 11) mais en confirmant l'institution des Commissaires civils, l'arrêté du 9 décembre a implicitement reconnu une troisième division administrative, celle du district. Le département est administré par le préfet, qui rend compte au gouverneur de la situation générale du pays notamment en ce qui concerne l'ordre et la sûreté publique (article 12), et il est assisté d'un Conseil de préfecture remplaçant le Conseil de direction.

### Citoyenneté et indigénat

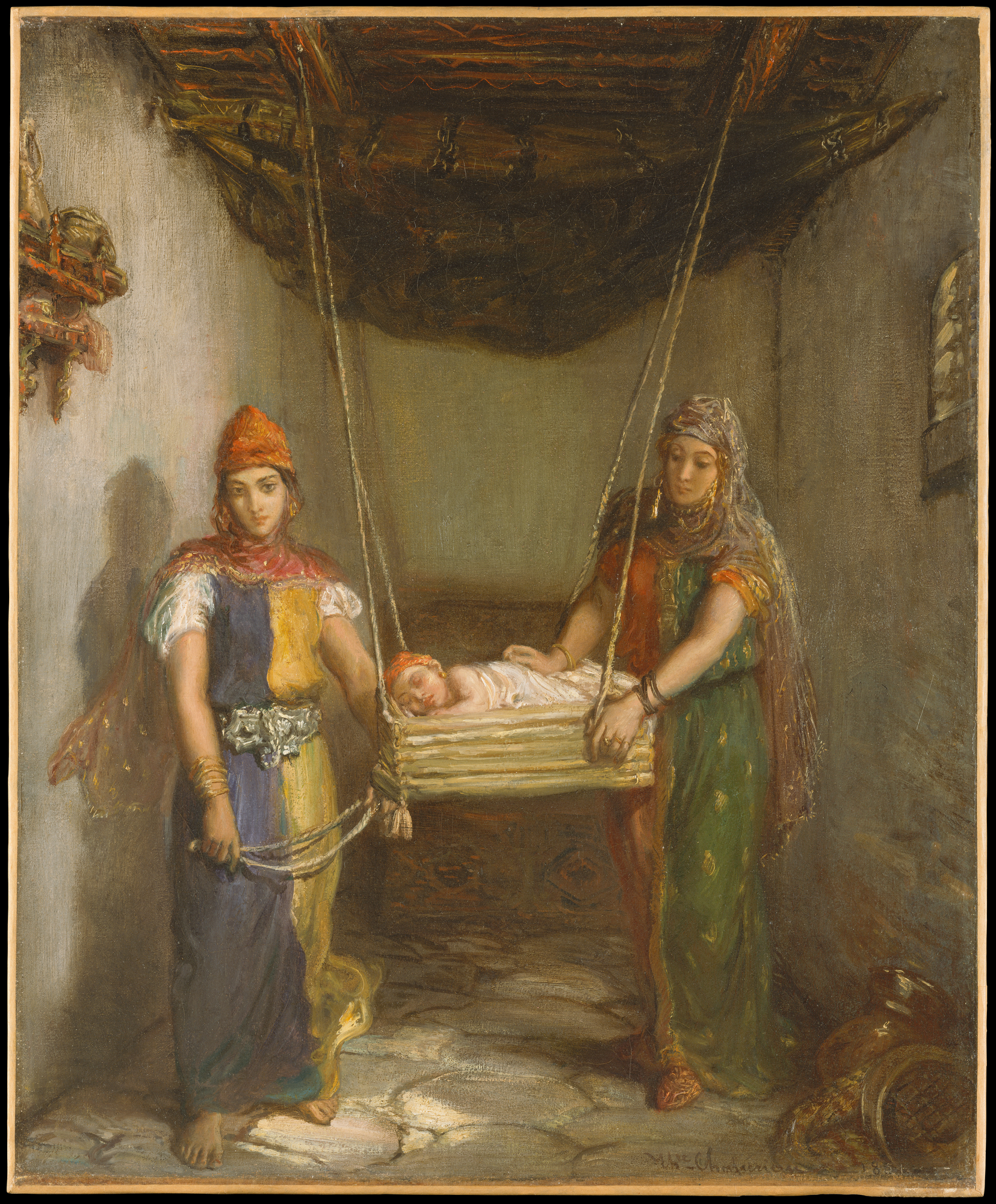
Scène dans le quartier juif de Constantine en 1846. 1851.

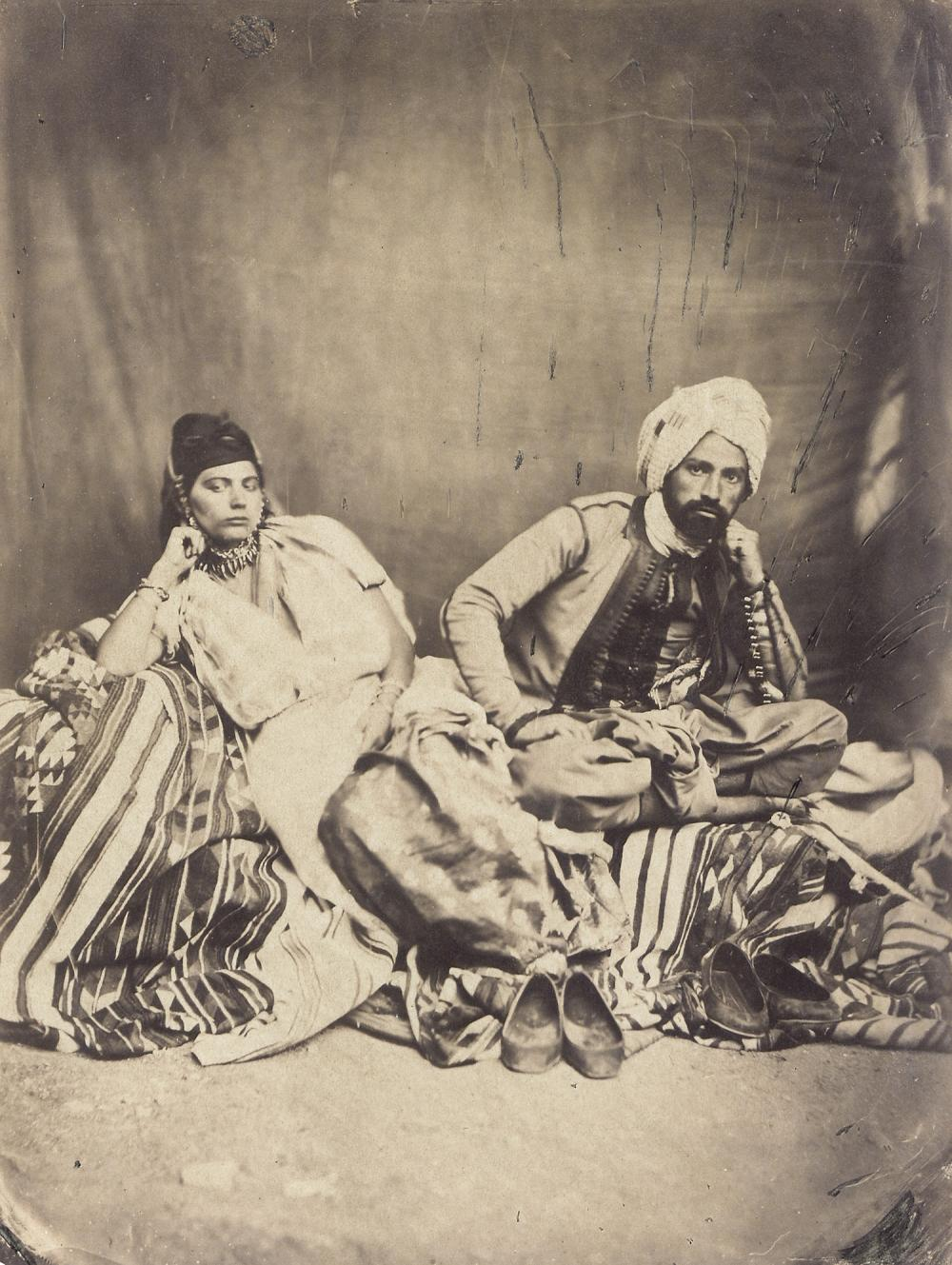
Juif et Juive à Constantine, circa 1856-1858.

#### Citoyenneté et nationalité françaises
En Algérie française, il existe une distinction entre citoyenneté et nationalité française ; ainsi les indigènes musulmans sont de nationalité française, mais ne peuvent être, jusqu'en 1944, citoyens que s'ils renoncent à leur statut personnel coranique. L'adoption de deux collèges électoraux sous le régime républicain, au lieu d'un seul, en est l'illustration.

##### Nationalité française
Le sénatus-consulte du 14 juillet 1865 confirme que les Algériens sont de nationalité française, qualité que la jurisprudence leur avait déjà reconnue.
Dès 1836, le tribunal supérieur d'Alger reconnaît la nationalité française aux Algériens en considérant, dans un jugement du 20 juin, que la qualité d'étranger « ne peut appartenir aux habitants d'Alger, qui obéissent au roi des Français et reconnaissent la même souveraineté que la France »,,. La Cour de cassation confirme la nationalité française des Algériens, d'abord par un arrêt de sa chambre des requêtes du 19 août 1858, puis par deux arrêts de sa chambre civile : le premier du 15 avril 1862, le second du 15 février 1864.
Le 14 juillet 1865, un sénatus-consulte (et non pas le code de l'indigénat de 1881) de l'empereur Napoléon III fixe le statut civique des musulmans : « l'Indigène musulman est français, néanmoins, il continuera à être régi par la loi musulmane. ». Pour Napoléon III, faire des musulmans des sujets français sans les rendre citoyens français, découlait du souci impérial de préserver leur particularisme coranique. Il s'agissait non pas de les priver des avantages de la citoyenneté française, mais de protéger leur identité culturelle. Le sénatus-consulte prévoyait par ailleurs que les musulmans qui voudraient jouir des droits des citoyens français pourraient le faire sur leur demande en renonçant à leur statut personnel coranique. Entre 1865 et 1891, seuls 783 musulmans firent cette démarche. Ce faible nombre pouvant s'expliquer par le fait que le renoncement au statut coranique était considéré comme une apostasie.
La loi du 26 juin 1889 étend à l'Algérie le double droit du sol : l'enfant né en Algérie d'un parent lui-même né en Algérie est Français à la naissance,.

##### Citoyenneté française
Les « indigènes musulmans » n'ont pas le même statut personnel. En Kabylie, il est régi par le droit coutumier kabyle.
Jusqu'en 1944, les « indigènes » ayant conservé leur statut personnel sont privés de la citoyenneté, et, à ce titre, du droit de voter et d'être élus aux élections politiques.
La citoyenneté française est reconnue aux musulmans par l'ordonnance du 7 mars 1944 et la loi du 20 septembre 1947 portant statut organique de l'Algérie qui instaure l'égalité à l'égard de tous les citoyens français. Les musulmans recevaient ainsi la citoyenneté par une naturalisation collective sans renoncement au statut personnel coranique.
Le collège électoral unique, égalitaire, est introduit par décret, le 3 juillet 1958, sous l'impulsion du président du Conseil Charles de Gaulle dans le cadre d'une politique d'intégration. L'exercice du droit de vote est reconnu aux femmes musulmanes par décrets des 3 et 12 juillet 1958 ; elles en usent, pour la première fois, lors du référendum du 28 septembre 1958.
Certains auteurs considèrent cependant que « les autorités françaises réussirent à faire perdurer le code de l'indigénat en Algérie pratiquement jusqu'à l'Indépendance », ou encore, qu'en 1962 « seuls 10 000 musulmans sont pleinement français ». Et, en effet, les Accords d'Évian, puis l'accession de l'Algérie à l'indépendance ont rétabli radicalement les différences sur le critère du statut civil des citoyens : les « citoyens français de droit local » (ci-devant indigènes) perdant leur nationalité française pour accéder à la citoyenneté algérienne, alors que les « citoyens français de droit commun » conservent leur nationalité française.
À la suite de la conquête de 1830, l'Algérie est officiellement annexée à la France en 1834. De fait, les indigènes musulmans et juifs deviennent sujets français puisque « placés sous la souveraineté directe et immédiate de la France, ils sont dans l’impossibilité de pouvoir en aucun cas revendiquer le bénéfice ou l’appui d’une autre nationalité : d’où il suit nécessairement que la qualité de Français pouvait seule désormais être la base et la règle de leur condition civile et sociale ».
À la suite du Sénatus-consulte du 14 juillet 1865 sur l'état des Personnes et la Naturalisation en Algérie inspiré par le saint-simonien Ismaÿl Urbain, Napoléon III décrète que les trois millions d'indigènes musulmans, les 250 000 étrangers (justifiant de trois années de résidence en Algérie), ainsi que les 30 000 indigènes israélites peuvent demander à « jouir des droits de citoyen français » et à bénéficier de la « qualité de citoyen français ».
Le 24 octobre 1870, le décret Crémieux est promulgué attribuant la citoyenneté française aux 37 000 Juifs d'Algérie, tout en leur retirant d'office leur statut civil religieux particulier, et les soumet au service militaire généralisé comme tous les autres citoyens français. Les « indigènes musulmans » sont astreints pour leur part à un service militaire de deux ans c'est-à-dire d'une durée plus longue et pour un solde moindre.
Les « lobbies » colonialistes n'eurent de cesse de demander l'abrogation du décret Crémieux[réf. nécessaire], jusqu'à ce qu'ils l'obtiennent enfin de Pétain en 1940. Ce sont eux qui se déclarèrent indignés de « l'inégalité ainsi créée entre Juifs et Arabes »[réf. nécessaire]. Et la meilleure preuve du caractère décolonisateur du décret Crémieux, c'est qu'il allait être invoqué, après la guerre de 1914-1918, par les patriotes algériens, comme l'émir Khaled el-Hassani ben el-Hachemi (petit-fils de l'émir Abd el-Kader), Messali Hadj, Ferhat Abbas et Ben Badis, pour obtenir l'égalité politique.
Ajoutons qu'à la même époque les leaders des citoyens français juifs, comme les professeurs Henri Aboulker et Raymond Bénichou, ainsi que le docteur Loufrani allaient revendiquer l'égalité de vote pour les indigènes musulmans, et créer, à cet effet, l'association des Croyants monothéistes, avec le cheikh El-Okbi des oulémas algériens, et d'autres Algériens chrétiens, juifs ou musulmans.

#### Code de l'indigénat et statut des Algériens

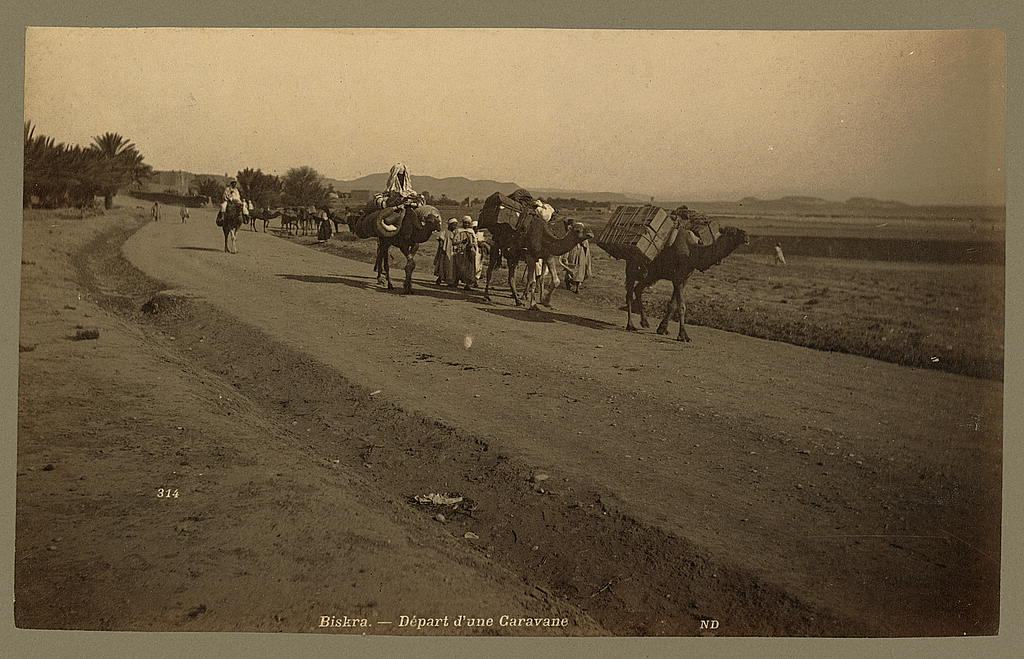
Départ d'une caravane à Biskra (1860~1890).

De 1881 à l'ordonnance du 7 mars 1944, les musulmans d'Algérie sont soumis à un régime disciplinaire d'exception, connu comme le « code de l'indigénat ».
Le régime de l'indigénat naît en 1874, en Algérie et pour la Kabylie,, avec un décret du 29 août,. Dès le 11 septembre, un décret l'étend à tous les territoires civils de l'Algérie,. La loi du 28 juin 1881 le maintient mais innove en confiant la répression aux administrateurs dans les communes mixtes. À partir de 1888, la liste des actes punissables sera arrêtée par une loi.
Le code de l'indigénat instauré par la loi française du 28 juin 1881 était une sorte de code pénal destiné aux musulmans. Il s'inspirait du régime militaire issu de la conquête et comportait une série de dispositions sévères dont une autorisation de voyages pour les musulmans. Il n'avait rien à voir avec la citoyenneté, celle-ci étant définie par le Sénatus-consulte de 1865.
À partir de 1881, surtout en Kabylie, le code de l'indigénat imposera une arabisation forcée des patronymes aux populations locales qui jusqu'à cette époque portaient encore pour certains des noms à consonance latine[réf. nécessaire]. Les noms patronymiques des Algériens d’aujourd’hui ne sont donc pas ceux de leurs ancêtres dans une proportion de plus des trois-quarts.
Le Code est assorti de toutes sortes d'interdictions dont les délits étaient passibles d'emprisonnement ou de déportation.
La date de l'abolition du régime de l'indigénat en Algérie est discutée. Certains auteurs retiennent 1927, date à laquelle la répression des infractions est retirée aux administrateurs des communes mixtes. Mais la majorité des auteurs retient 1944 et l'ordonnance du 7 mars qui abroge toutes les dispositions d'exception applicables aux Français musulmans.
Après la loi du 7 mai 1946 (loi Lamine Gueye) abolissant le code de l'indigénat, les autochtones (Nouvelle-Calédonie, Madagascar, Algérie, etc.) purent à nouveau circuler librement, de jour comme de nuit, et récupérer le droit de résider où ils voulaient et de travailler librement.
La loi du 23 mars 1882 crée l'état civil algérien, après plusieurs tentatives infructueuses (en 1854 et 1873).

#### Esclavage auXIXesiècle
Le décret d'abolition de l'esclavage du 27 avril 1848 met officiellement fin à l'esclavagisme perdurant dans les départements d'Algérie depuis la régence d'Alger ; c'est-à-dire avant l'arrivée des colons français. Le décret du 15 juillet 1906 relatif à la répression de la traite des Noirs met un terme définitif à l'esclavagisme dans les départements de l'Algérie et du Sahara.

#### Tentatives de réforme auXXesiècle

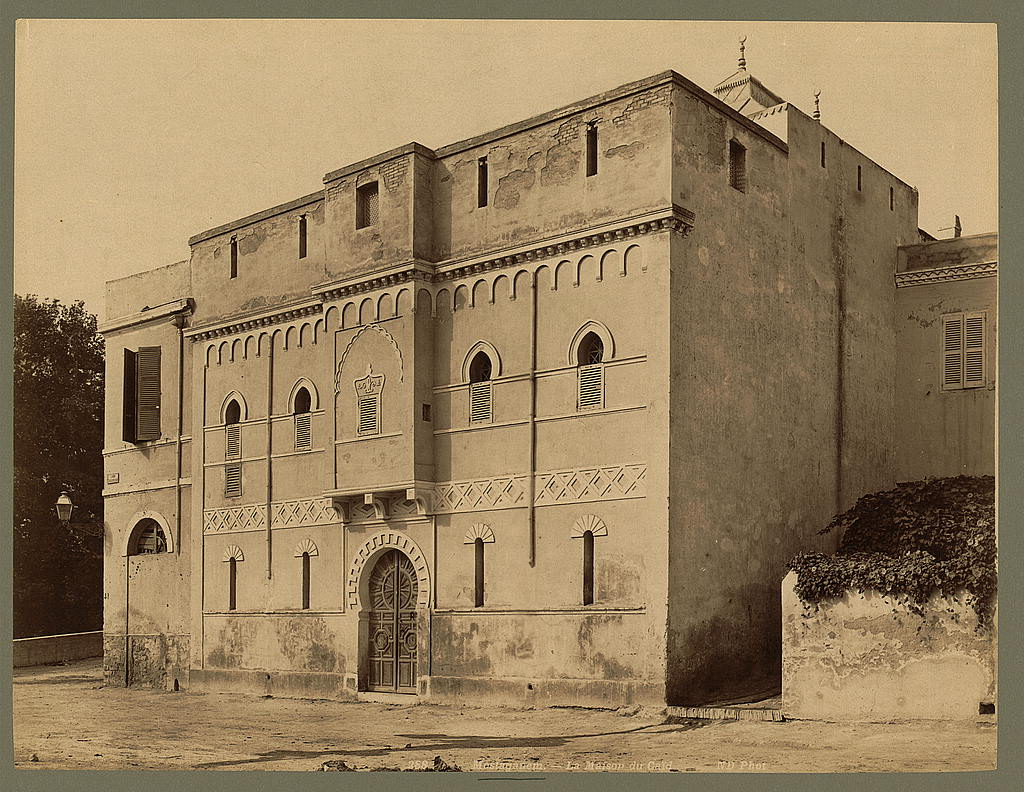
Maison d'un juge Arabe (cadi), ou chef de tribu (caïd) à Mostaganem (1860~1890).

La France a fait venir des colons pour exploiter les terres afin de lancer la machine économique de l’empire français et d’envoyer outre Méditerranée des éléments sociaux potentiellement dangereux pour l’ordre social,. Les indigènes de culture musulmane ou issus de cette culture étaient sous le régime de l’indigénat et pouvaient en théorie accéder à la citoyenneté française en renonçant à leurs traditions. Patrick Weil, directeur de recherches au CNRS, note toutefois que le musulman algérien, originaire d’un département français, était juridiquement inférieur à un étranger dans la mesure où il était soumis à une procédure beaucoup plus complexe pour obtenir le statut de citoyen français.
Souvent répartis dans des zones pauvres, nombreux sont ceux qui sont devenus ouvriers agricoles dans de grandes exploitations créées par les colons dans des zones gagnées sur les marécages autour de la région de Bône ou dans l’Algérois et en Oranie. En marge de la société, ils avaient rarement accès à l’enseignement. Leur culture et leurs langues étaient opprimées, les écoles indigènes ont été supprimées au profit d’écoles françaises en nombre très insuffisant. En 1929, 6 % seulement des enfants « indigènes » allaient à l’école primaire.
Les colons et certains immigrés français purent dominer la société algérienne et imposer leur langue qui devint quasi exclusive dans l’administration, l’enseignement et l’affichage. Selon le géographe Yves Lacoste, « en Algérie ont été soigneusement oubliés non seulement les principes de laïcité de la IIIe République, mais surtout les lois sur l’instruction primaire obligatoire qui, dans l’intérêt même de la colonisation, auraient été des plus utiles pour essayer de franciser la population « indigène ». L’application de ces lois se heurta non pas au refus des musulmans, mais à celui des « pieds-noirs », les citoyens français d’Algérie (venus pour une grande part d’Espagne et d’Italie) qui, jusqu’aux années 1950 et en fait jusqu’à la guerre d’Algérie, s’opposèrent par tous les moyens à l’ouverture d’écoles pour les « Arabes ». Le but d’une telle obstruction, proclamé sans vergogne dans la presse, était que les musulmans n’apprennent pas le français, qu’ils ne puissent pas lire de livres qui leur donneraient des idées subversives, et aussi qu’ils ne puissent pas prétendre à des fonctions que les Français entendaient se réserver. L'administration coloniale a supprimé toutes les écoles indigènes pour les remplacer par des écoles françaises en nombre insuffisant.
Durant l'entre deux guerres, le gouverneur général Charles Jonnart crée plusieurs réformes, en faveur des Algériens musulmans, qui sont adoptées sous la loi du 4 février 1919, aussi appelée « loi Jonnart ».
En 1930, le gouvernement colonial célébra avec faste le Centenaire de l'Algérie française. Bien que la France disposait d’écoles, et de services publics efficaces, la majorité des Algériens étaient pratiquement dépourvus de toutes garanties sociales ou juridiques et constituaient une population presque sans droits,.
En 1936, le projet de loi Blum-Viollette, pour l'octroi de droits politiques à certains musulmans, est présenté mais il sera refusé à l'unanimité lors du congrès d'Alger du 14 janvier 1937.

### Justices

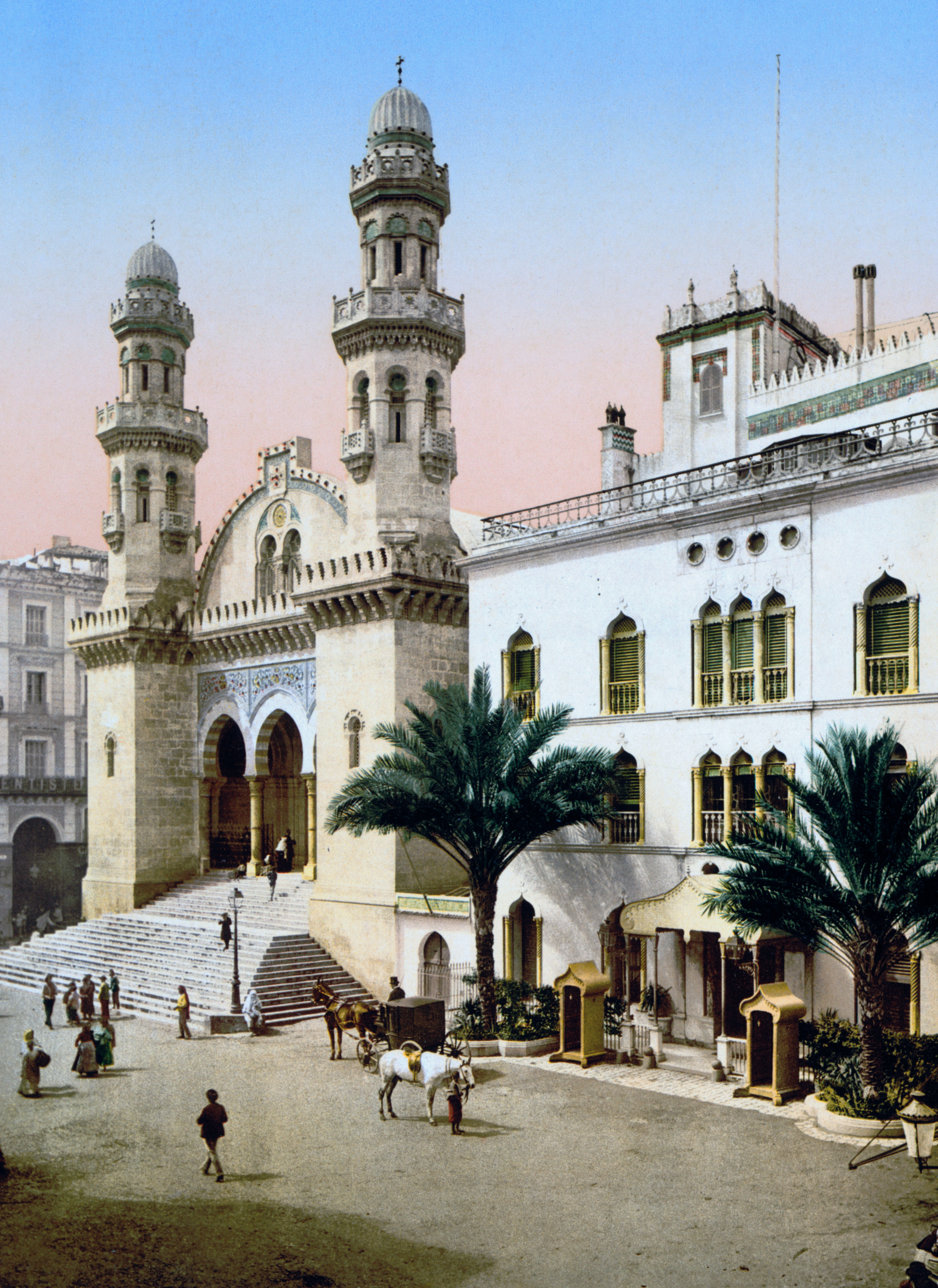
La mosquée Ketchaoua d'Alger, devenue Cathédrale Saint-Philippe durant la colonisation (v. 1899).

Il n'y a pas un système judiciaire en Algérie française mais trois systèmes indépendants qui coexistent et sont pertinents en fonction de la religion des intéressés.

#### Système hérité de la régence d'Alger: Tribunaux musulmans et israélite

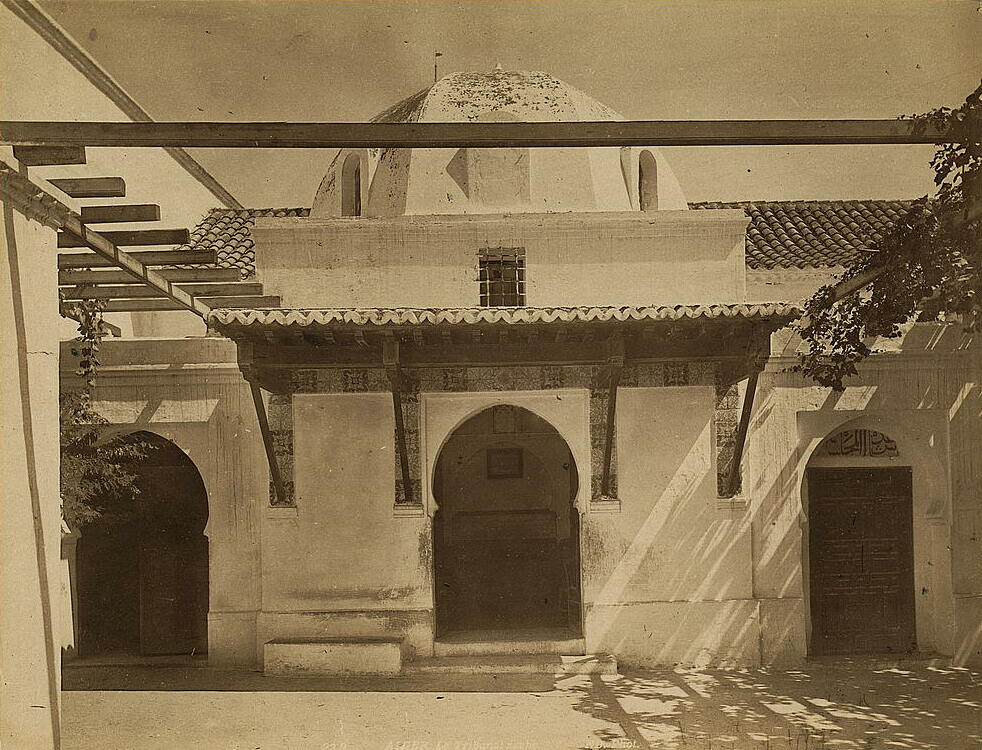
Tribunal arabe d'Alger, circa 1860~1890.

Les tribunaux musulmans continuent de juger d'après le Coran -comme au temps de la régence d'Alger- les procès des Maures et des Arabes entre eux.
Les tribunaux rabbiniques, tribunaux religieux jugeant d'après la loi mosaïque, sont maintenus par un arrêté du 22 octobre 1830. Mais une ordonnance du 10 août 1834 réduit leurs attributions judiciaires aux litiges religieux et aux questions d'état civil. Puis les ordonnances du 28 février 1841 et du 26 septembre 1842 les dessaisissent de leurs attributions judiciaires résiduelles en les transférant aux tribunaux français.

#### Justice civile mise en place par l’administration
En 1835, la justice entre Européens est administrée à Alger par une cour de justice, un tribunal de police correctionnelle et une justice de paix. Les affaires criminelles entre Français sont instruites par la cour de justice mais les prévenus sont renvoyés en France pour y être jugé.
La cour d'appel d'Alger reste l'unique cour d'appel en Algérie jusqu'au 16 octobre 1956, date de l'entrée en vigueur de la loi du 7 août 1955 et de son décret d'application du 8 septembre 1956, qui créent deux autres cours d'appel, à Oran et à Constantine.

#### La transportation en Algérie
L'Algérie et la Guyane constituent des terres d'accueil pour les « déportés » ou « transportés » français, du XIXe au XXe siècle. Il s'agit souvent d'exilés politiques : c'est le cas de milliers d'opposants à Napoléon III. La casbah de Bône reçoit les « transportés » des journées révolutionnaires de 1848.

### Principe de spécialité législative et régime des décrets
Jusqu'en 1947, le régime législatif de l'Algérie reste le régime des décrets, corollaire du régime de spécialité législative.
Les lois ne s'appliquent en Algérie que si elles le disposent elles-mêmes ou s'il résulte de leur objet qu'elles ont été faites pour l'Algérie ou pour l'ensemble du territoire français,.
Lorsque nulle loi ne s'applique en Algérie, le gouvernement peut statuer par décrets : c'est le « régime des décrets ». Il a été instauré, en Algérie, par l'article 4 de l'ordonnance du 22 juillet 1834, aux termes duquel : « Les possessions françaises du nord de l'Afrique seront régies par nos ordonnances. ». Les ordonnances ont été remplacées par des arrêtés du chef du pouvoir exécutif par les décrets de la même autorité sous la IIe République, puis par des décrets impériaux sous le Second Empire, enfin par des décrets présidentiels sous la IIIe République.
Le « régime des décrets » est aboli par l'article 8 de la loi du 20 septembre 1947 portant statut organique de l'Algérie.
La jurisprudence considérait que les lois antérieures à 1834 étaient en principe applicables à l'Algérie,.

## Population et société

### Composition

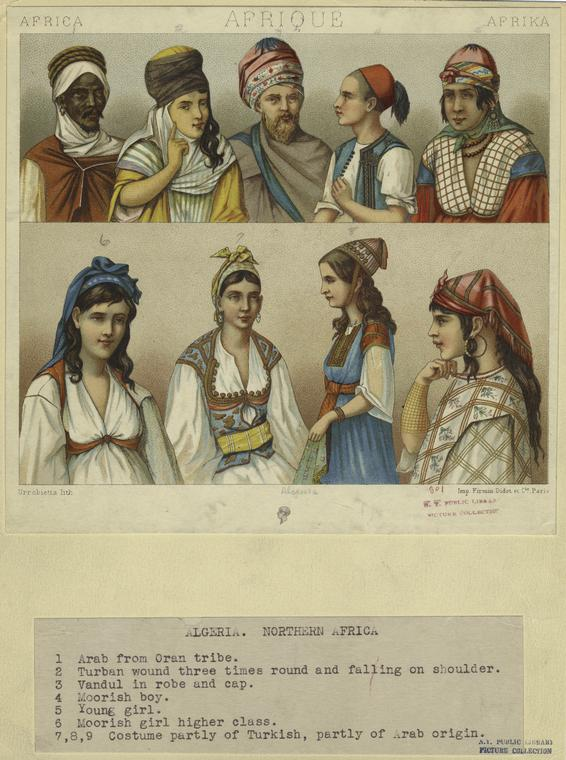
Costumes traditionnels algériens au XIX.

#### Algériens
En 1830, la population de l'Algérie vivait essentiellement en tribus pratiquant l'agriculture et l’élevage. La langue, le mode de vie, les traditions variaient suivant les régions.
La population algérienne du XIXe siècle est hétérogène. On distingue des arabophones et des berbérophones, les populations berbérophone sont réparties dans certaines régions comme les Aurès, la Kabylie, le Mzab. Les arabophones sont plus concentrés dans les villes et les plaines, comme la Mitidja. La population algérienne est aussi partagée entre population urbaine (hadar) et rurale (badya), même s'ils ne constituent pas des classes sociales séparées. Enfin, parmi la population algérienne, il y a une minorité juive, très souvent citadine, mais aussi parfois rurale.

#### Minorités d'origine européennes

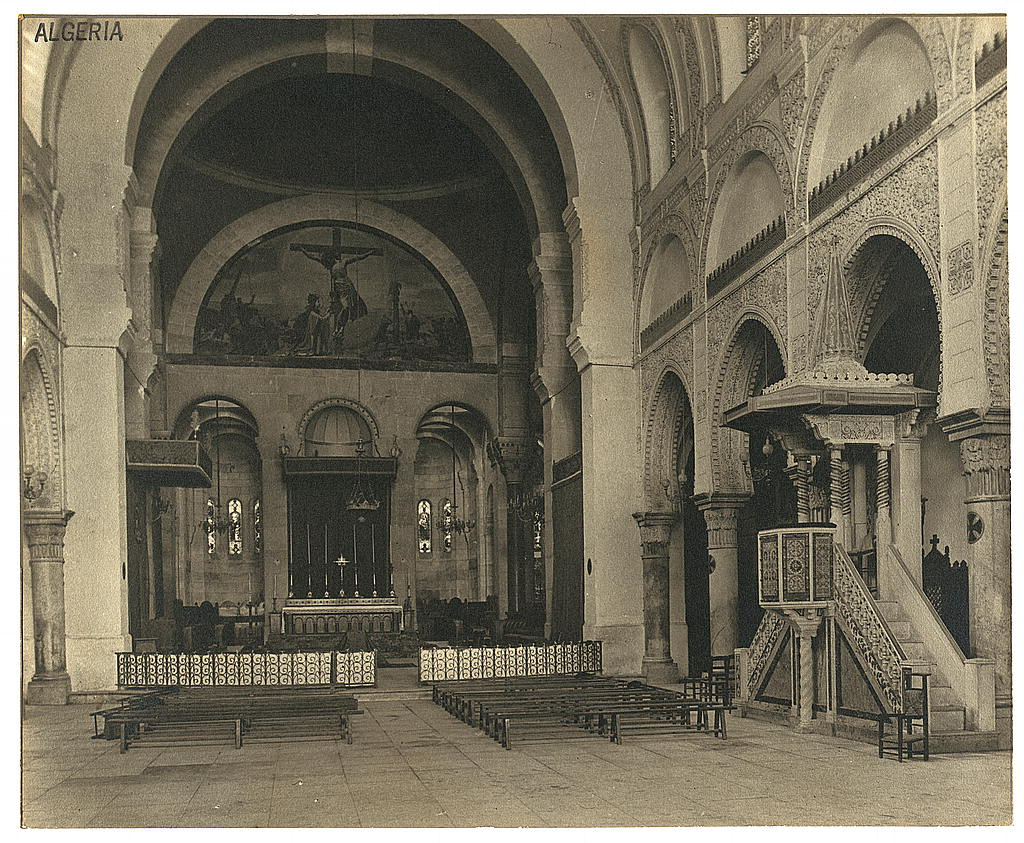
En 1832 les Français, catholiques, convertirent la mosquée Ketchaoua en cathédrale Saint-Philippe d'Alger. Elle redevint une mosquée après le départ des Français d'Algérie en 1962.

Ce que les médias, parlementaires et l'État civil français nomment les « européens » est la partie de la population algérienne composée des « Français de France » (ou « Français de souche ») et des « Français européen » (ou « Pieds-noirs »), essentiellement d’origine espagnole et italienne, ainsi que les juifs assimilés lors du décret Crémieux.
L'origine des « étrangers » (européens, excepté ceux de nationalité française) en Algérie est majoritairement espagnole mais est plus globalement européenne (Allemagne, Suisse et Angleterre) et méditerranéenne (outre Espagne, Italie et Malte alors occupée par les Britanniques).
Peu d'indigènes ont renoncé à leur statut ou contracté un mariage mixte.

### Démographie

#### Données générales
Durant la période coloniale française, selon Les Tableaux de l'Économie Algérienne du Service de la Statistique Générale de l'Algérie (1960), la population totale en Algérie a évolué comme suit (en milliers d'habitants) :
| Année | Population totale | Musulmans | Non-musulmans* | Population comptée à part |
| ----- | ----------------- | --------- | -------------- | ------------------------- |
| 1856  | 2 496,1           | 2 307,4   | 180,3          | 8,4                       |
| 1866  | 2 921,2           | 2 652,1   | 251,9          | 17,2                      |
| 1876  | 2 807,6           | 2 462,9   | 344,8          | 59,9                      |
| 1886  | 3 817,3           | 3 287,2   | 464,8          | 65,3                      |
| 1896  | 4 429,4           | 3 781,1   | 578,5          | 69,8                      |
| 1906  | 5 231,9           | 4 477,8   | 680,3          | 73,8                      |
| 1911  | 5 563,8           | 4 740,5   | 752            | 71,3                      |
| 1921  | 5 804,3           | 4 923,2   | 791,4          | 89,7                      |
| 1931  | 6 553,5           | 5 588,3   | 881,6          | 83,6                      |
| 1936  | 7 234,7           | 6 201,2   | 946            | 87,5                      |
| 1948  | 8 681,8           | 7 679,1   | 922,3          | 80,4                      |
| 1954  | 9 529,7           | 8 449,3   | 984            | 96,4                      |

* Les Français musulmans ayant abandonné leur statut local (10 000 environ) sont comptés dans cette colonne jusqu'en 1936 inclus.

#### XIXesiècle
Dans son Atlas national illustré (Région du Sud, no 87), l'ingénieur géographe Victor Levasseur publie les statistiques sur la population de l'« Algérie, colonie française ». « La Population Totale de l'Algérie peut-être évaluée à 5 millions d'habitants. Voici d'après les recherches officielles mais très incomplètes le chiffre de la Population au 31 mars 1849 ».
La population totale est divisée en deux parties distinctes :
- la « Population Indigène » (2 598 517 habitants), qui inclut les musulmans et les israélites ;
- les « Européens » (117 366 habitants) : les Français et les étrangers, dont le tableau ci-dessous donne la répartition suivante :

| Européens (1849) dont : | Français | Espagnols | Italiens | Allemands | Suisses | Anglo-Maltais | Anglais |
| ----------------------- | -------- | --------- | -------- | --------- | ------- | ------------- | ------- |
| 117 366                 | 54 958   | 35 222    | 8 115    | 6 040     | 3 237   | 8 908         | 882     |

Le Dr Pierre Goinard donne les chiffres suivants pour la population européenne et israélite en 1886 :
| Européens et Israélites (1886) dont : | Français de souche | Israélites | Espagnols | Italiens | Maltais | Autres |
| ------------------------------------- | ------------------ | ---------- | --------- | -------- | ------- | ------ |
| 480 000                               | 220 000            | 43 000     | 142 000   | 44 133   | 15 333  | 15 000 |

Après l'application du double droit du sol (jus soli) de la loi de 1889, beaucoup d'étrangers dont les ancêtres sont présents depuis deux générations reçoivent la citoyenneté française. Au recensement de 1891, il y a ainsi 267 672 Français contre 215 793 étrangers et en 1896, 331 137 contre 211 580.

#### XXesiècle
- 0 à 2 % → Oasis, Saoura, Batna et Tizi-Ouzou
- de 2 à 5 % → Sétif, Medea et Orléansville
- de 5 à 10 % → Constantine, Mostaganem, Tiaret, Saïda et Tlemcen
- de 10 à 30 % → Bône
- + de 30 % → Oran et Alger

|                              | 1936       | 1948       | 1954       |
| ---------------------------- | ---------- | ---------- | ---------- |
| Population totale en Algérie | 7 234 700  | 8 681 785  | 9 370 000  |
| Musulmans                    |            |            | 8 681 785  |
| Non-musulmans                |            |            |            |
| Dont Européens               |            |            | 957 400    |
| Dont Israélites              |            |            | 130 000    |
| Population en métropole      | 41 500 000 | 41 112 000 | 43 057 000 |
| Dont musulmans émigrés       |            | 180 000    | 300 000    |

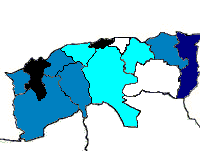
Population non musulmane en 1954, juste avant la guerre, par département :
0 à 2 % → Oasis, Saoura, Batna et Tizi-Ouzou
de 2 à 5 % → Sétif, Medea et Orléansville
de 5 à 10 % → Constantine, Mostaganem, Tiaret, Saïda et Tlemcen
de 10 à 30 % → Bône
+ de 30 % → Oran et Alger

En 1954, Alger comptait 365 040 habitants dont 192 890 européens et 162 150 musulmans, ce qui en faisait la 4e ville française derrière Paris, Marseille et Lyon. Avec sa banlieue, la population s'élevait à 580 086 habitants. 

### Langues
À l'arrivée des Français, la langue employée par l'administration et le makhzen de la régence d'Alger est l'arabe. Cependant, pour pérenniser leur domination les Français cherchent à imposer la langue française, qui est de fait langue officielle de l'administration coloniale. Pour maintenir le contact avec la population, notamment dans la Mitidja, les Français réinstaurent la fonction d'agha al'arab, l'Agha des arabes, de l'administration de la régence d'Alger. Les bureaux arabes et cet Agha des Arabes seront placés sous la Direction des affaires arabes, dont les officiers doivent obligatoirement parler l'arabe qui est officiellement la langue de liaison avec les populations.
Au fur et à mesure de l'avancée des Français, il y a nécessité d'établir les mêmes contacts avec les populations berbérophones.
En 1842, il est décidé d'établir un dictionnaire français-berbère pour permettre aux officiers de communiquer dans ces régions. La doctrine coloniale dès la fin du XIXe siècle reposait sur l'association et l'assimilation culturelle, essayant d'imposer l'enseignement de la langue française au détriment de l'arabe. Cependant, cette doctrine est globalement un échec dès le XIXe siècle et de fait, on préfère associer les populations indigènes sans modifier leurs usages, plutôt que de les amener à une assimilation et donc plus tard à la citoyenneté française. Ceci explique le très faible nombre d'Algériens bénéficiant de la scolarisation, de la citoyenneté française et le réveil de l'enseignement de l'arabe au XXe siècle (notamment par le biais des oulémas algériens). Parallèlement, le XXe siècle voit un réveil identitaire autour du tamazight avec l’émergence du berbérisme en réponse au mythe colonial sur la question berbère.
C'est durant la colonisation, notamment du fait de l’exode rural, que le ratio berbérophone/arabophone alors favorable aux berbérophones (1,2 million de berbérophones et 1,1 million d'arabophones, en 1886) s'inverse au profit des arabophones.

### Religions

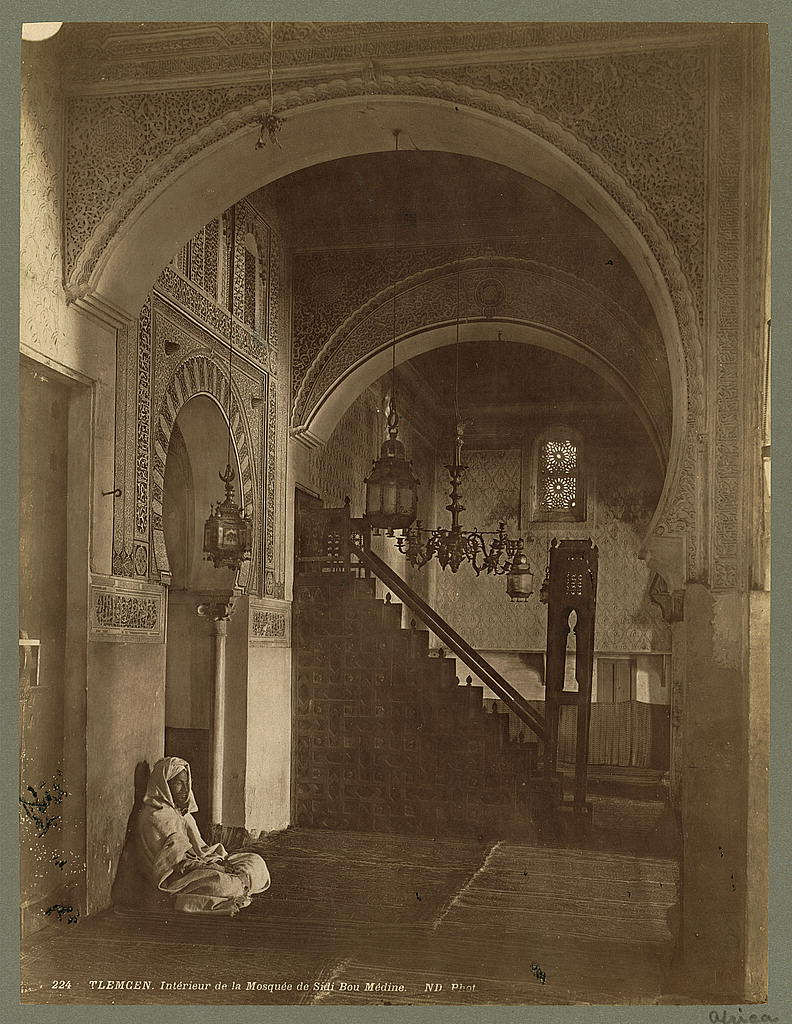
Intérieur de la mosquée de Sidi Boumediene à Tlemcen, c. 1860~1890.

La conquête française fut perçue à son époque sous l’imaginaire du contentieux islamo-chrétien. Les Français s’engagent dès 1830 à respecter la foi des Algériens. Cependant cette promesse connaîtra quelques réserves, en effet contrairement aux engagements des militaires français, nombre d’édifices musulmans vont être redéfinis, parmi lesquels la mosquée Ketchaoua transformée en cathédrale Saint-Philippe d'Alger et la mosquée de Mila d’époque Fatimide temporairement devenue écurie des chasseurs d’Afrique. La langue arabe, qui fut langue de haute culture de la société algérienne depuis 11 siècles fut reléguée par l’administration au rang de langue étrangère. L’amputation des biens habous va toucher directement le système d’enseignement traditionnel, même si en privé les Algériens s’efforcent de garder des liens avec leur culture menacée.

#### L’évolution de l’islam durant la colonisation

##### L’islam face à l’administration coloniale
Durant plus d’un siècle l’administration coloniale a cherché à réduire la place de l’islam dans la société algérienne et cette religion devient un enjeu politique, juridique et social. Les Algériens n’étant pas considérés comme citoyens à part entière, la place de l’islam se traduit sur le plan juridique par une situation d’exception illustrée par la non-application de la loi de séparation des cultes et de l’État en Algérie.
L’Islam est perçu comme l’antithèse de la modernité ; héritière certes d’un passé glorieux, elle apparaît alors comme figée et incapable d’intégrer les idées de la « civilisation des Lumières » portées par la colonisation. L’islam étant jugé réfractaire à la séparation du temporel et du spirituel, les autorités vont chercher à le gérer et à le maîtriser socialement.
Ainsi la création d’un « droit musulman algérien » est emblématique de cette politique et de la non-séparation de l’Église et de l’État en Algérie. Resté à l’écart de l’intervention des Ottomans durant la période la Régence d’Alger, le « droit algérien » va se confronter à la volonté de réforme d’un État « non-musulman » voulant servir ses intérêts. Il est dans un premier temps amputé d’une grande partie des dispositions pénales et publiques qui sont reprises par l’administration coloniale pour être essentiellement confiné au droit privé et immobilier. Cette dualité du droit est l’instrument essentiel entre la différence juridique opérée entre « européens et israélites » et « indigènes musulmans ». Ce « droit musulman algérien » ainsi réformé devient une catégorie du droit français en vigueur dans cette colonie.
Cette influence de la religion sur le droit répond à une réalité sociologique communautaire. Le droit et les juristes doivent composer avec la réalité sociale que constitue l'islam et les autorités maintiennent les juridictions musulmanes en les limitant et en les subordonnant au système français : ainsi, l’appel des mahakma de cadi est porté devant les tribunaux français et une chambre de révision musulmane est créée en 1892 auprès de la Cour d’Appel d’Alger. La liberté de conscience est assurée par la Convention signé avec le dey d’Alger du 5 juillet 1830 mais en pratique la dépossession des biens habous et de nombreux édifices religieux va rendre le culte musulman dépendant financièrement des autorités coloniales. Le contrôle des activités religieuses se fait même plus étroit à partir de 1848. Au contraire de la métropole, en Algérie, le rôle de l’État va s’accroître avec le contrôle du recrutement des personnels religieux, notamment pour contrecarrer l’influence grandissante des oulémas algériens menés par Abdelhamid Ben Badis. La liberté d’enseignement est entravée pour l’enseignement privé musulman, même s'il est ensuite assoupli après la Seconde Guerre mondiale pour les écoles acceptant de délivrer un enseignement en langue française au contraire des autres qui sont soupçonnées d’alimenter le nationalisme algérien.

##### Le maraboutisme et les confréries
Dans le contexte colonial, les confréries dont le rôle en Algérie était prépondérant furent inquiétées et leurs chefs souvent arrêtés. C’est le cas des cheikhs Si Ahmed Tedjini (Tijaniyya), Tekkouk (Sanūsiyya) et plusieurs responsables de la Rahmaniya. Les zaouïas, véritable foyers culturels, virent leur rayonnement diminuer. Cependant malgré la répression administrative le nombre de fidèles des confréries reste très important : en 1895 il est de 295 000 personnes. Le besoin de spiritualité, de fraternité religieuse, ainsi qu'une certaine solidarité anticoloniale expliquent le succès de ces confréries auprès des populations rurales. L’administration coloniale va chercher à surveiller et contrôler ces confréries. Elle réussit parfois à les émietter par le biais de nombreux cheikh cherchant les faveurs des autorités. Ils sont alors perçus par la population algérienne comme des « traîtres » et exploitant « l’ignorance et la superstition » des masses.

##### Le mouvement réformiste: islah
Le mouvement réformiste désigné en arabe par les termes islah (réforme) ou nahda (renaissance), est né au XIXe siècle. Il prend son essor en Algérie après la Première Guerre mondiale en réaction d’une part à l’avancée de la colonisation européenne en Afrique puis au Proche-Orient sur les décombres de l’Empire ottoman et d’autre part à la volonté de régénérer l’islam en le débarrassant de l’influence du maraboutisme, des superstitions, des confréries et du mysticisme soufi. Cet islam ainsi régénéré vise à donner aux musulmans les ressources religieuses, politiques et culturelles pour s’opposer à la colonisation. Le Constantinois Abdelhamid Ben Badis crée le journal Al Chihab en 1925, puis fonde l’Association des oulémas musulmans algériens en 1931. D’autres personnalités religieuses ont un rôle dans la diffusion de ce mouvement, comme Tayeb el-Oqbi qui de retour du Hedjaz s’installe à Alger ou Bachir El-Ibrahimi à Tlemcen. Le mouvement dépasse la sphère culturaliste et religieuse. Ils s’opposent notamment aux marabouts liés aux autorités. Ils développent également un réseau d’une soixantaine de medersa en 1935 centrées sur l’apprentissage de la langue arabe et de la religion qui est surtout présent dans le Constantinois. Ces établissements s’opposent sur le plan de la légitimité à l’école française qui scolarise très peu les enfants algériens (13 % des garçons et 1,3 % des filles en 1936). Sans entrer dans le domaine de la revendication politique avant 1936, les oulémas vont l’inspirer. L’islam va en effet offrir au nationalisme un langage signifiant pour l’Algérien ; il est vécu comme un refuge face à la colonisation, même si cette dimension religieuse ne fait pas disparaitre la dimension sociale du nationalisme algérien comme en témoigne la création de l’Étoile nord-africaine. Les oulémas vont revendiquer pour l’Algérie une histoire nationale distincte de celle de la France. À partir de 1933, l’administration coloniale réagit en interdisant les prêches qui doivent rester aux mains des muftis et imams agrées par l’administration.

#### Catholicisme colonial

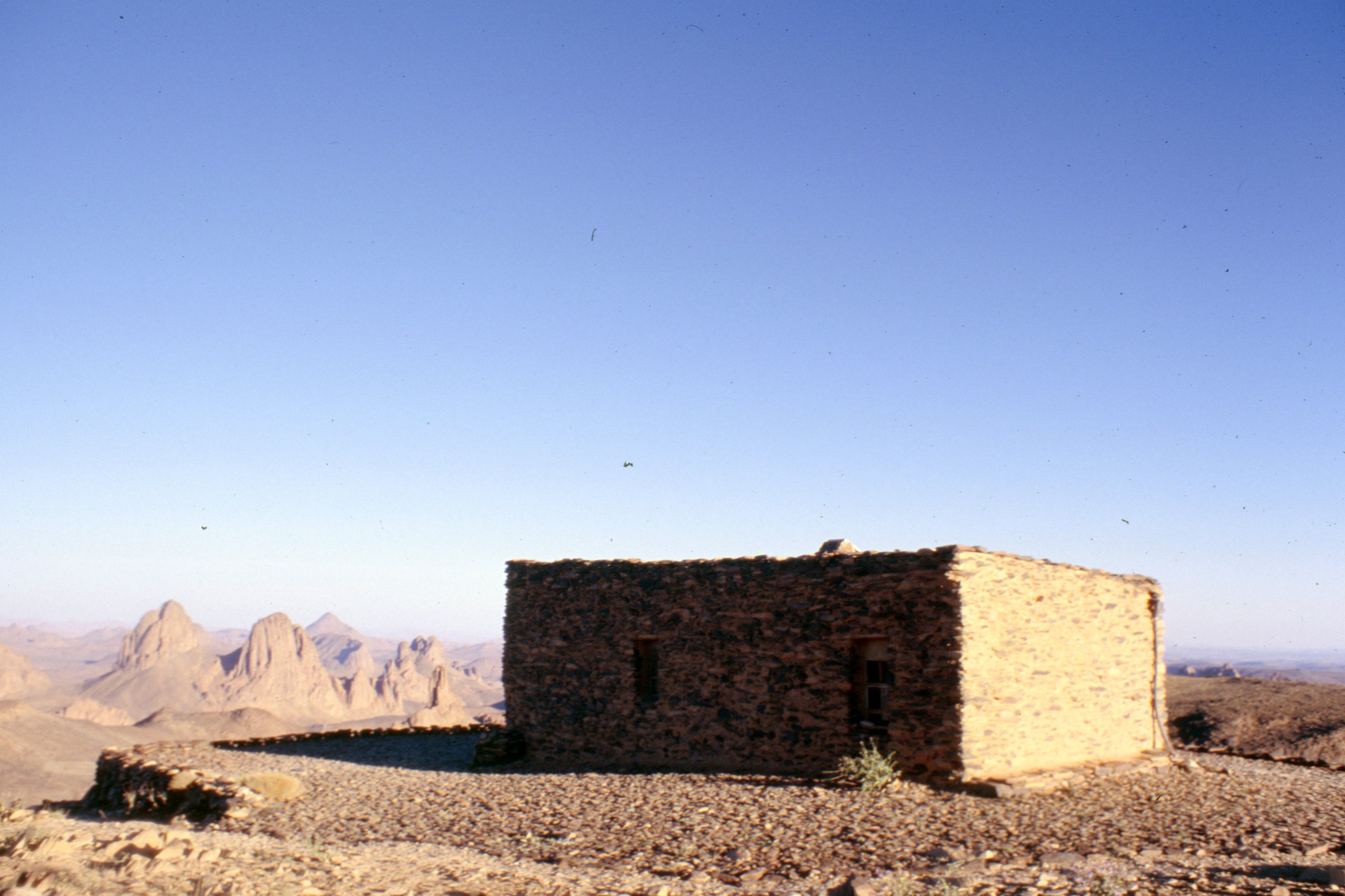
Ermitage de Charles de Foucauld dans le Hoggar. 2006.

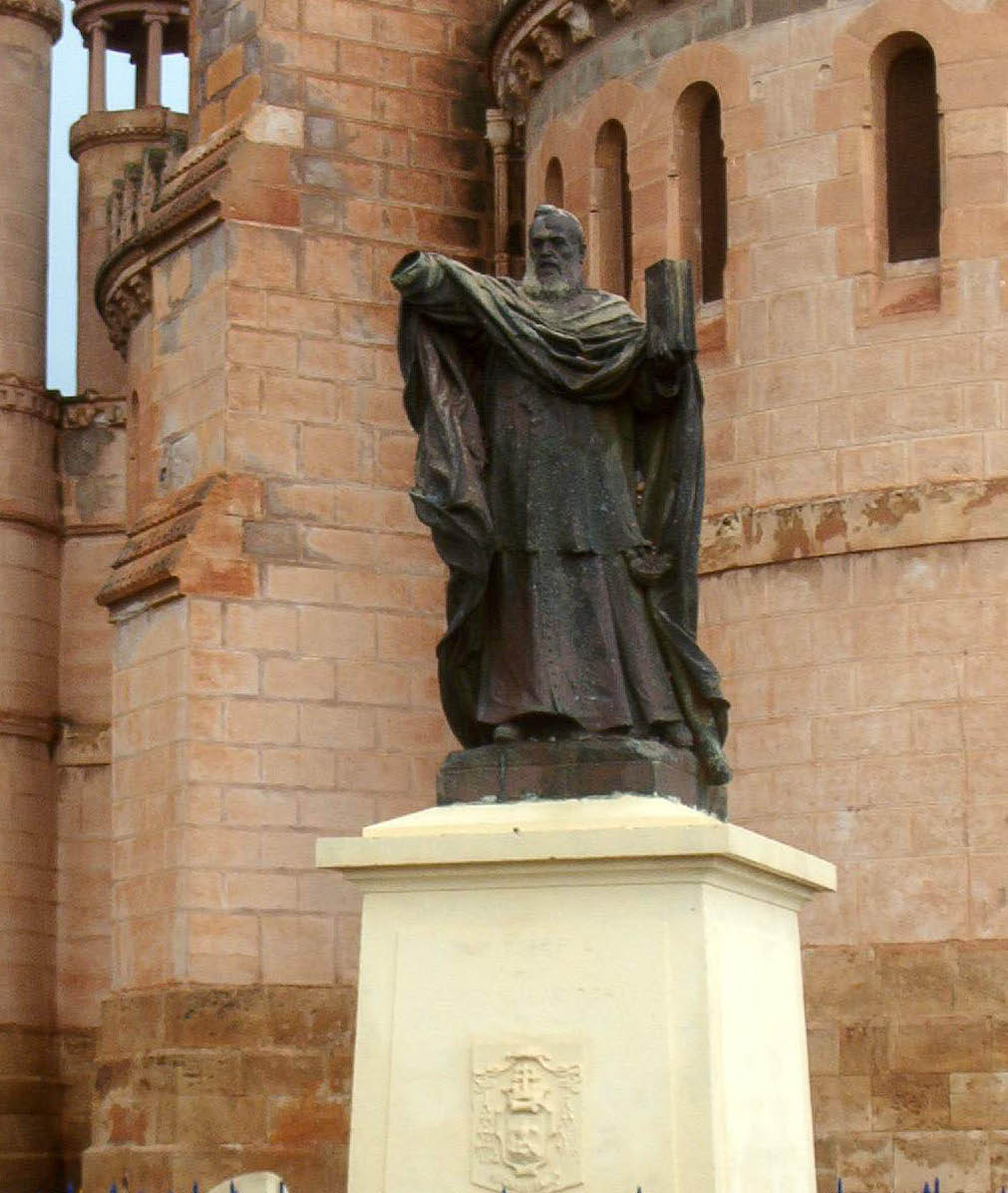
Statue du cardinal Lavigerie à Alger, 2004.

La structuration de l’Église en Algérie fait apparaître à première vue une transposition du modèle français (églises, chapelles, couvent, séminaires…). L’Église entend rythmer la vie religieuse des Européens d'Algérie et sa dimension identitaire est très présente. L’entreprise coloniale en Algérie est perçue comme un projet global de société incluant le versant religieux. Dans l’entreprise de colonisation de l’Algérie, le « clocher » apparaît comme un symbole de la présence coloniale correspondant aux enjeux de s’approprier le territoire, le marquer et s’ancrer dans la terre. Ces constructions rappellent le caractère durable de la colonisation et sa volonté d’enracinement.
Ainsi le choix de transformer à Alger la mosquée Ketchaoua en cathédrale est sur le plan symbolique très fort et se veut une manière de marquer durablement les esprits.
Les habitants y opposent une vive résistance, 10 000 manifestants se rassemblent devant le bâtiment et 4 000 personnes s’enferment dans la mosquée. L’assaut pour les déloger provoquera quelques morts. L’administration militaire trouve alors avec un notable de la ville, un certain Ahmed Bouderba, une solution : la mosquée Jamaa al-Jdid est rendue au culte musulman en contrepartie.

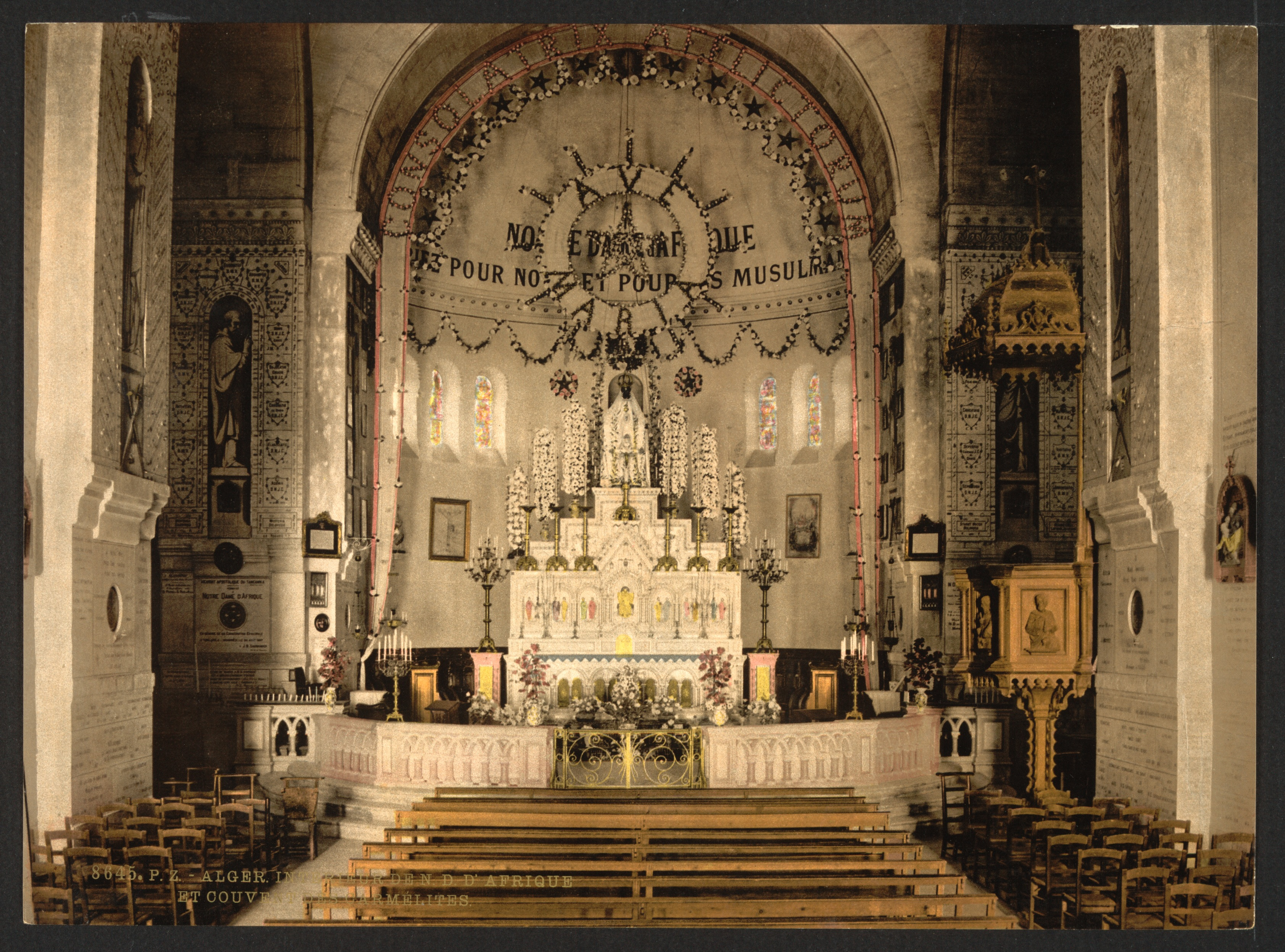
Basilique Notre-Dame d'Afrique construite de 1858 à 1872 par l'architecte Fromageau à Alger. Au-dessus de l'autel figure la mention : « AVE MARIA PRIEZ POUR NOUS ET POUR LES MUSULMANS », c. 1899.

Lors de la guerre d'Algérie, l'Église d'Algérie prend des positions critique vis-à-vis de la répression coloniale. L’archevêque d'Alger, Léon-Étienne Duval prône un rapprochement des communautés au nom de l'humanisme chrétien ; il est suivi par nombre de militants dits chrétiens progressistes. Il dénonce le système colonial et ses injustices, l'usage de la torture, et en 1956, prend ouvertement le parti de l’autodétermination de l'Algérie. En 1957, des intellectuels catholiques prennent position contre les pratiques de l'armée française. Les relations de Duval avec l'administration deviennent tendues mais il a officiellement le soutien du Saint-Siège de Rome.
En 1901, le père de Foucauld, militaire alsacien, quitte sa communauté pour vivre en ermite à Béni-Abbés, une oasis située sur la rive gauche de la Saoura au sud de l'Oranie dans le Sahara occidental. En 1910 il construit un ermitage sur le plateau de l'Assekrem à 2 780 m, dans le Hoggar (situé à 80 km de Tamanrasset) et y vit en étudiant la culture traditionnelle et le langage des Touaregs jusqu'au 1er décembre 1916 où il est assassiné à sa porte par des maraudeurs liés au bédouin Sanūsiyya, il a alors 58 ans. Sa vie et ses écrits inspirent une nouvelle congrégation catholique, les Petits Frères de Jésus[réf. à confirmer], qui prend racine à la daïra d'El Abiodh Sidi Cheikh et est formée en 1933 par cinq séminaristes français assistés de Louis Massignon. Le 13 novembre 2005, Charles de Foucauld est béatifié par le pape Benoît XVI.

#### Judaïsme

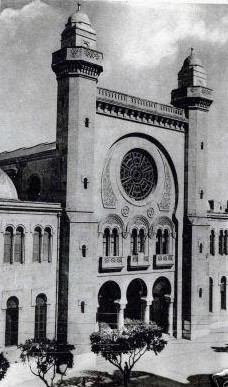
Synagogue d'Oran, circa 1918.

Le judaïsme est la religion de la minorité indigène israélite. Oran héberge la Grande synagogue.[réf. souhaitée]
Le statut de Dhimmi qui régit les indigènes israélites est maintenu en Algérie française jusqu'à son abolition définitive aux alentours de 1848.[réf. nécessaire] Le décret Crémieux du 24 octobre 1870 attribue la nationalité française aux « israélites indigènes » d'Algérie.

#### Protestantisme
Le régime concordataire français est introduit en Algérie pour les deux cultes protestants, luthérien et réformé 31 octobre 1839. L'Église protestante unie d'Algérie rassemble réformés et luthériens. À la fin du Second Empire il y a en Algérie trois paroisses mixtes à Alger, Oran et Constantine, quatre paroisses réformées à Mostaganem, Tlemcen, Philippeville/Skikda et Aïn Arnat et cinq paroisses luthériennes à Blida, Cherchell, Douéra, Bône/Annaba et Guelma. Elles sont regroupées en trois consistoires mixtes, Alger, Oran et Constantine. Après la guerre franco-allemande de 1870, de nombreux Alsaciens s'installent en Algérie, et de nouveaux temples protestants sont construits.

### Éducation

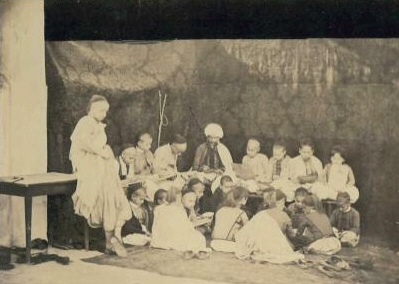
École arabe d'Alger, circa 1856-1858.

À la fin du XIXe siècle, Jules Ferry a rendu l'instruction obligatoire, et l'école publique laïque et gratuite en France.
En 1900, il y a 200 écoles franco-arabes en Algérie française. Elles sont 468 en 1913 et 1205 en 1930. 5,4 % des musulmans sont alors scolarisés. Parallèlement, il existe un enseignement privé en langue arabe, celui des 6 000 écoles coraniques et zaouïas, qui enseignent le Coran à 100 000 musulmans avec la bienveillance de l’administration. L’administration considère par contre avec méfiance les 150 medersas qui enseignent une véritable instruction en arabe à 45 000 enfants. À partir de 1947, l’enseignement secondaire en arabe est dispensé à l’institut Ben Badis de Constantine créé par l’Association des oulémas. Pour suivre un enseignement supérieur en arabe, les jeunes Algériens doivent se rendre aux universités de Tunis, du Caire, de Damas et du Koweït, considérée vers 1950 comme la plus moderne,.
Depuis la réforme Berthouin en 1959, l’instruction est obligatoire de six à seize ans.

### Médias

#### Journaux
Le Nador, L'Écho d'Oran, L'Écho de Tlemcen, l'Écho de l'Atlas, Le Courrier d'Afrique, la France algérienne, l'Africain, l'Indépendant de Constantine, L'Écho d'Alger, La Dépêche d'Algérie.

#### Censure
La censure est présente en Algérie française en différentes époques.

### Sports

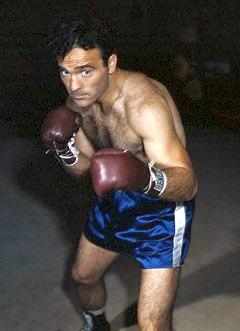
Le célèbre boxeur français Marcel Cerdan est natif de Sidi-bel-Abbès, en Algérie française (1948).

De célèbres sportifs voient le jour en Algérie française ; parmi eux les boxeurs Marcel Cerdan (natif de Sidi-bel-Abbès), Robert Cohen, Alphonse Halimi, tous trois champions du monde, l'athlète Alain Mimoun (natif de El Telagh), le nageur Alfred Nakache, recordman du monde du 200 m papillon, en 1941, ainsi que le multiple vainqueur de rallye-raid et du Paris-Dakar, Pierre Lartigue.

## Patrimoine culturel

### Gastronomie
Les habitudes alimentaires des Pieds-Noirs auront retenu :
- le couscous en France ;
- la boisson Orangina, originaire de Boufarik ;
- l'oranais, pâtisserie aux abricots ;
- les vins d'Algérie (notamment celui de Médéa) ;
- le Picon, boisson alcoolisée tirée d'un mélange d'oranges amères, de quinquina, inventée par Gaétan Picon, soldat génois de l'armée française lors de la colonisation de 1830. Elle fut produite à Philippeville (aujourd'hui Skikda).

### L'Algérie dans l'art et la littérature

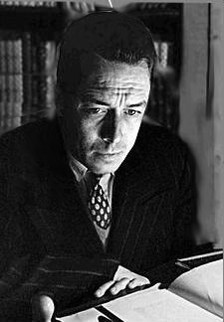
Albert Camus.

Parmi les auteurs de l'époque de l'Algérie française, Albert Camus demeure l'écrivain emblématique le plus célèbre. Plusieurs écrivaines se distinguent également, parmi lesquelles, Nora Aceval, Myriam Ben, Anna Gréki, Liliane Raspail et Elissa Rhaïs. Voir Algérianisme.

### Sculpture
- Le sculpteur français Auguste Cain a réalisé les lions de l'hôtel de ville d'Oran en 1886.
- Jules Dalou est l'auteur du monument à Sidi-Brahim, inauguré en 1896 à Oran. Il a été transformé en monument à la gloire d'Abd el-Kader après l'indépendance.
- Monument aux morts de Batna, érigé pour commémorer et honorer les soldats tués ou disparus durant l'entre-deux-guerres, par Camille Alaphilippe.

## Délégations financières
En août 1898, à l'occasion de réformes, des délégations financières ont été créées pour décider des taux et assiettes de l’impôt :
- une première délégation de 24 membres, huit pour chaque département, élus au suffrage universel par les contribuables colons ;
- une deuxième délégation de 24 membres, huit pour chaque département, élus au scrutin individuel par les contribuables autres que colons ;
- une troisième délégation de 23 indigènes musulmans :
  - neuf délégués indigènes des territoires civils, trois par départements, élus par les conseillers municipaux indigènes des communes de plein exercice et par les membres indigènes des commissions municipales de communes mixtes ;
  - six délégués indigènes des territoires de commandement, deux par départements, désignés par le gouverneur sur suggestion du général ;
  - six délégués kabyles[279].